# Budapest X. kerülete

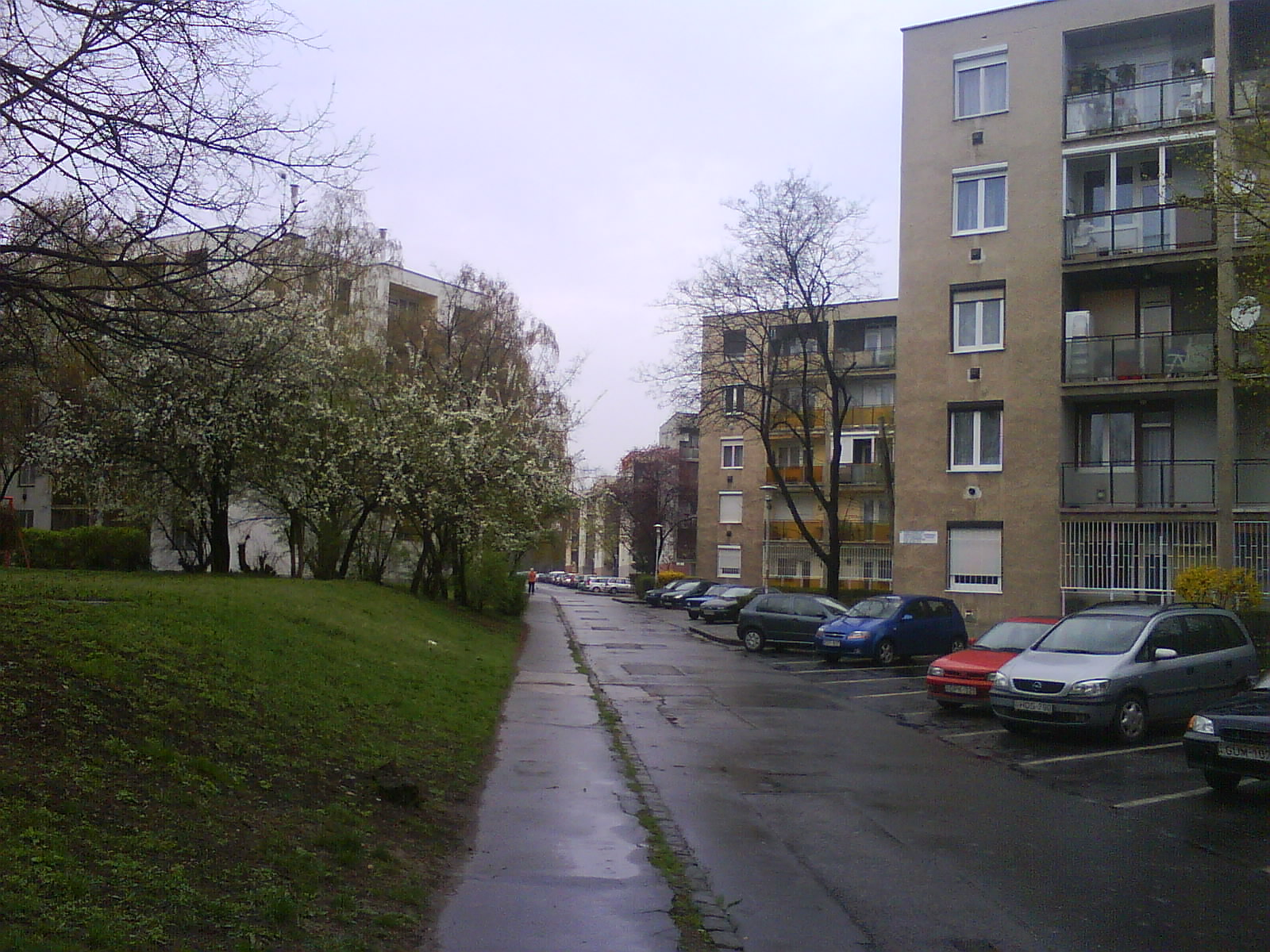
Dér utca (Óhegy)

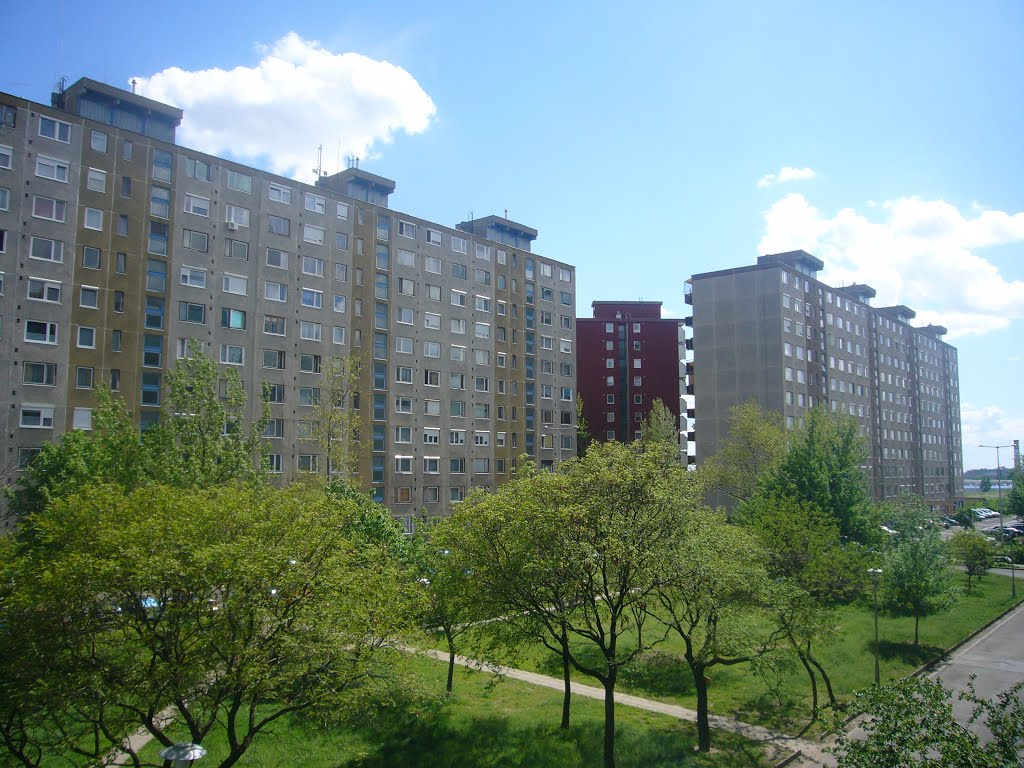
Lakótelep a Mádi utcában

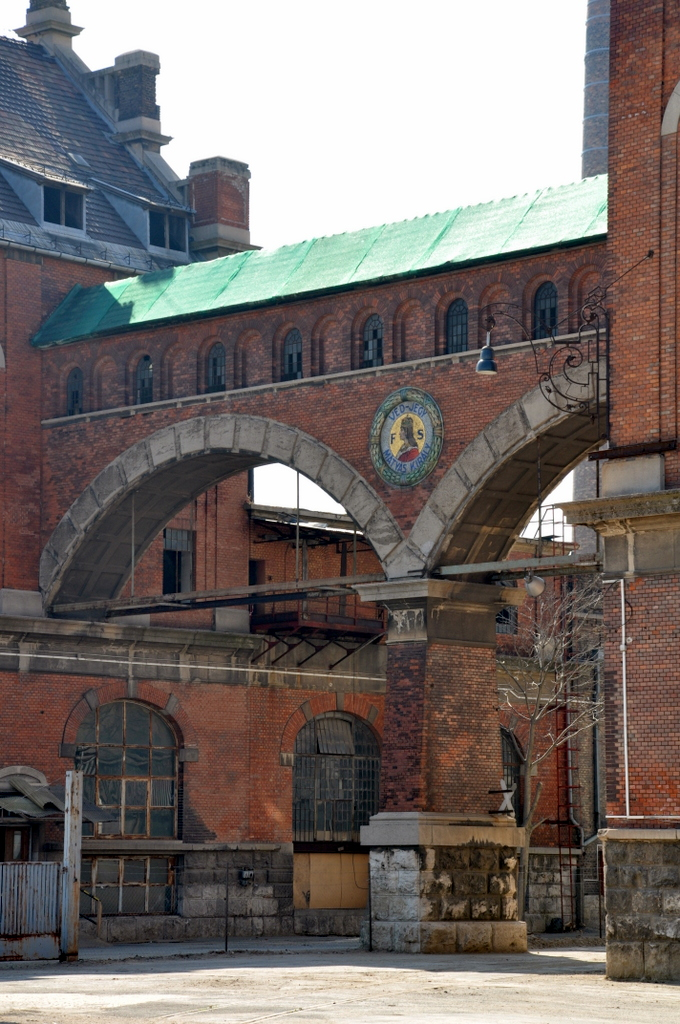
Az egykori Fővárosi Serfőző/Globus Konzervgyár téglagótika épületei

Budapest X. kerülete, összefoglaló nevén Kőbánya (németül: Steinbruch) a főváros pesti oldalán elhelyezkedő kerület. A kerület központjának városképéből kiemelkedik a Szent László-templom Zsolnay-kerámiával fedett tornya. A lakótelepek mellett kertvárosias és szerény külvárosias részek egyaránt megtalálhatók a kerületben. Budapest 1873-as létrejöttekor még a főváros VIII. kerületéhez tartozott. Kezdetben területileg külső kerületnek számított, 1950-ben azonban Nagy-Budapest létrehozása után a város mértani középpontja a kerületbe került, egészen pontosan a Martinovics térre (Csajkovszkij park).
Kőbánya fejlődése a 18–19. században indult meg, amikor a területen intenzív bányászat, majd később iparosodás zajlott. Az itt kitermelt mészkő számos budapesti épület alapanyagául szolgált. Emellett a kerület a sörfőzés hazai fellegvárává vált – a híres Dreher Sörgyár ma is működik, a sörgyártás a városrész egyik jelképévé vált. A vasúti és ipari infrastruktúra fejlődése is jelentős hatással volt Kőbányára, amely sokáig munkáskerületként volt ismert.
A rendszerváltás után a kerület számos kihívással nézett szembe, de az elmúlt évtizedekben egyre több városrehabilitációs és fejlesztési projekt indult el. Új lakóparkok, közösségi terek és kulturális helyszínek jöttek létre, miközben a régi ipari területek egy részét átalakították vagy újrahasznosították. Az Óhegy park, a kőbányai Szent László tér és a megújult sörgyári környezet mind hozzájárulnak a kerület élhetőségéhez.
Kőbánya kulturális szempontból is fontos szereplője Budapest életének. Itt található a Kőrösi Csoma Sándor Kőbányai Kulturális Központ, amely változatos programjaival vonzza a kerület lakóit. Emellett a Szent László-templom neogótikus építészete és zenei élete is jelentős. A kerületben rendszeresen rendeznek helyi fesztiválokat, koncerteket és közösségi eseményeket, amelyek a helyi identitást és összetartozást erősítik.

## Története
A kerület neve az egészen a középkorig visszanyúló kőfejtésre utal. A terület első említése még Kőérként IV. Béla király 1244. évi adománylevelében történik, amelyben az említett területet megművelésre Pest városának ajándékozott. Ezen elnevezés emlékét őrzi a Kőér utca neve. A hely geológiai adottságainak köszönhetően alakulhatott ki a kőbányászat, a tégla- és cserépgyártás, valamint dombjai révén a szőlőtermelés.
Kőbánya területén már a 17. század elejétől intenzív bányászat folyt, a puszta 1661-től a felsővattai Wattay Pál (Pest-Pilis-Solt vármegye helyettes alispánja) család birtoka volt. A kitermelést a gyarapodó Pest építőanyag-igénye csak növelte az idők során. A puszta oszmán uralom alóli felszabadításakor Wattay János a váci járás szolgabírájaként, a Rákóczi-szabadságharc alatt a vármegye első kuruc alispánjaként irányította Kőbánya életét. Kőbányai alapanyagokból épült a Magyar Tudományos Akadémia épülete, valamint az Egyetemi Könyvtár, és a Széchenyi lánchíd pilléreinek egy része is. 1890-ben a veszélyes bányászat miatt beszüntették e tevékenységet Kőbányán.
A kőfejtés mellett a téglagyártás és a szőlőtermesztés is virágzott Kőbányán a 19. század derekán. A pestiek kellemes kirándulóhelynek tartották a korabeli Kőbányát, szép borvidékkel. A pesti szőlőültetvények 80%-a mai Kőbánya területén helyezkedett el. Kőbánya két szőlőhegye az Ó- és Új-hegy voltak. Az Ó-hegy legmagasabb pontján (148 m) épült fel a romantikus stílusú Csősztorony, a szőlőültetvényeken történt garázdálkodások megakadályozására. Havas József, az Óhegyi szőlőskertek tulajdonosa 1859-ben eladta szőlejét Perlmutter Jakabnak, akitől azt Dreher Antal 1862-ben vette meg.
A budafokihoz hasonló kiterjedt pincerendszerek, amelyek a kőbányászat tárnáiból maradtak, segítették elsősorban a sörgyártás, másodrészt a gombatermelés kialakulását. A legnagyobb a Kőrösi Csoma Sándor út és a Kolozsvári utca találkozásánál kezdődik, s teljes hossza körülbelül 33 km.
Az 1800-as évektől kezdve számos gyár létesült Kőbányán. Itt épült egykoron Széchenyi István malma is. Az 1838-as pesti árvíz után jött létre a Kőszénbánya és Téglagyár Társulat Pesten, vagyis a Drasche-téglagyár. Az első kőbányai sörgyárakat az 1850-es években alapították. Ekkor kezdte meg működését a Kőbányai Serház Társaság, a Perlmutter, a Barber és a Klusemann-féle serfőzde.
A kőbányai sertéskereskedelem története az 1840-es évekig nyúlik vissza. Ekkor alapította az első disznószállást Schreyer Antal, aki kapcsolatot teremtett a németországi és bolgár sertéskereskedőkkel. Az 1847-ben megnyitott Pest-Cegléd vasútvonalnak megállója létesült itt. Ez hozzájárult mind a sertéskereskedelem fellendüléséhez, mind a terület benépesüléshez. Pest város helytartótanácsa 1856-ban elrendelte az ólak áttelepítését a Ligettelekről a vasút túloldalára, a mai gyárdülői Szállás utca környékére, ahol olcsó telkeket árultak a kereskedőknek. A legnagyobb telepek a Mázsa tér környékén üzemeltek. 1858-tól állandó sertés- és szarvasmarhapiac létesült. A virágzó sertéskereskedelemnek, amelynek emlékét számos helyi utca és tér neve jelzi, végül az 1895-ös országos sertésvész vetett véget.
Az Ó-hegy és az Új-hegy környékén fekvő földeket az 1850-es években kezdték kiparcellázni, s ettől az időtől kezdett fejlődni a terület. 1873, Budapest egyesítése után rohamosan megindult a fejlődés és a lakosság számának növekedése. 1869-ben még csak 4353-an, 1910-ben már 51 034-en éltek a kerületben. A népességnövekedésnek azonban megvoltak az árnyoldalai is: az egész fővárosban Kőbányán volt a legrosszabb az iskolahelyzet, mindössze három iskola működött a kerületben. 1907-ben alapították meg a mai Szent László Gimnáziumot, amely 1915-ben nyitotta meg kapuit a kőbányai kötődésű Lechner Ödön által tervezett épületben.
Kőbánya területén több nagy szemétlerakó is volt, ezek nagy részét mára megszüntették, például az Újhegyi lakótelep is egy feltöltött szeméttelepre épült. 1896-ban épült a kerületben a sokáig Közép-Európa legnagyobb börtönének számító Budapesti Gyűjtőfogház. 1906-ban alapította meg Richter Gedeon híres gyógyszergyárát a Cserkesz utca 69. szám alatt. 1926-ban 101-en, az 1960-as évek végén már 3800-an dolgoztak a gyárban.
Az 1950. január 1-én létrejött Nagy-Budapest és Kőbánya a város belső kerületévé vált, ide került Budapest mértani középpontja is. Ezzel egyidejűleg a régi kerületek határai is megváltoztak kisebb-nagyobb mértékben, ekkor csatolták át a X. kerülettől a Hungária körúttól nyugatra eső területet a VIII. kerülethez.
Kőbánya fejlődése a szocializmus idején is töretlen volt: 1973-ban mintegy 80 ezren éltek a kerületben, ugyanakkor az itt működő 120 üzemben közel 110 ezer ember dolgozott (közülük 48 ezren vidékről ingázva jártak be), ezzel a X. kerület Csepelt és Angyalföldet megelőzve a főváros és az ország legtöbb ember számára munkát adó városrésze volt.
A kerület lakásproblémáit az 1960-es és az 1980-as évek között a kerület különböző pontjain épült lakótelepekkel próbálták megoldani.

## Politika

### Polgármesterek
| Terminus  | Név                    | Jelölő szervezet(ek)  | Megjegyzés |
| --------- | ---------------------- | --------------------- | ---------- |
| 1990–1994 | György István          | Fidesz                |            |
| 1994–1998 | György István          | SZDSZ-Fidesz-KDNP-MDF |            |
| 1998–2002 | György István          | Fidesz-FKgP-MDF-MDNP  |            |
| 2002–2006 | Andó Sándor            | MSZP                  |            |
| 2006–2010 | Verbai Lajos           | MSZP                  |            |
| 2010–2014 | D. Kovács Róbert Antal | Fidesz-KDNP           |            |
| 2014–2019 | D. Kovács Róbert Antal | Fidesz-KDNP           |            |
| 2019–2024 | D. Kovács Róbert Antal | Fidesz-KDNP           |            |
| 2024–     | D. Kovács Róbert Antal | Fidesz-KDNP           |            |

### A 2024-es önkormányzati választás eredménye
- A polgármester-választás eredménye[17]

| Jelölt neve             | Jelölő szervezet(ek) | Jelölő szervezet(ek)                                    | Szavazatok száma | Szavazatok aránya |
| ----------------------- | -------------------- | ------------------------------------------------------- | ---------------- | ----------------- |
| Dr. Kovács Róbert Antal |                      | Fidesz – KDNP                                           | 14 424           | 49,15%            |
| Mustó Géza Zoltán       |                      | DK – MSZP – Momentum – Párbeszéd- ZÖLDEK – LMP – Zöldek | 8103             | 27,61%            |
| Barna Judit Annamária   |                      | TISZA                                                   | 5309             | 18,09%            |
| Vékony Csongor          |                      | Mi Hazánk                                               | 1327             | 4,52%             |
| Kerezsi László          |                      | Munkáspárt                                              | 186              | 0,63%             |
| Összesen                |                      |                                                         | 29 349           | 100%              |

- A képviselőtestület-választás eredménye[18]

| Párt | Párt                                         | Mandátumok | Képviselő-testület | Képviselő-testület | Képviselő-testület | Képviselő-testület | Képviselő-testület | Képviselő-testület | Képviselő-testület | Képviselő-testület | Képviselő-testület | Képviselő-testület | Képviselő-testület | Képviselő-testület | Képviselő-testület |
| ---- | -------------------------------------------- | ---------- | ------------------ | ------------------ | ------------------ | ------------------ | ------------------ | ------------------ | ------------------ | ------------------ | ------------------ | ------------------ | ------------------ | ------------------ | ------------------ |
|      | Fidesz–KDNP                                  | 12         | P                  |                    |                    |                    |                    |                    |                    |                    |                    |                    |                    |                    |                    |
|      | DK – MSZP – Párbeszéd- ZÖLDEK – LMP – Zöldek | 4          |                    |                    |                    |                    |                    |                    |                    |                    |                    |                    |                    |                    |                    |
|      | Momentum                                     | 1          |                    |                    |                    |                    |                    |                    |                    |                    |                    |                    |                    |                    |                    |
|      | Mi Hazánk                                    | 1          |                    |                    |                    |                    |                    |                    |                    |                    |                    |                    |                    |                    |                    |

## Népesség
A X. kerület lakónépessége 2022. október 1-jén 75 628 fő volt, ami Budapest össznépességének 4,5%-át tette ki. A 2011-es népszámlálás óta 5350 fővel csökkent a kerület lakosságszáma. Ebben az évben az egy km²-re jutó lakók száma, átlagosan 2328 ember volt. A X. kerület népesség korösszetétele igen kedvezőtlen. 2022-ben a kerület lakónépességének a 11%-a 14 évnél fiatalabb, míg a 65 éven felülieké 19% volt. 2022-ben a férfiaknál 72,4, a nőknél 78,7 év volt a születéskor várható átlagos élettartam. A legmagasabb befejezett iskolai végzettség szerint az érettségi végzettséggel rendelkezők élnek a legtöbben a kerületben 25 399 fő, utánuk következő nagy csoport a diplomával rendelkezők 18 731 fővel. 2022-ben a 6 évnél idősebb népesség 87,5%-nál volt internet elérési lehetősége. A népszámlálás adatai alapján a kerület lakónépességének 21,2%-a, mintegy 15 995 személy vallotta magát valamely kisebbséghez tartozónak. A kisebbségek közül kínai, vietnámi és cigány nemzetiségűnek vallották magukat a legtöbben.
A 19. század utolsó harmadától a X. kerület lakosságszáma dinamikusan növekedett, egészen 1941-ig. A második világháború következtében a kerület a lakosságának a 8,7%-át veszítette el. A 70-es években ugrásszerűen megnőtt a kerület népessége, azonban a 80-as évektől, egészen napjainkig csökken a kerület népességszáma, ma már kevesebben laknak a X. kerületben, mint 1970-ben. A legtöbben 1980-ban éltek a kerületben 104 656 fő.
A 2022-es népszámlálási adatok szerint a magukat vallási közösséghez tartozónak valló X. kerületiek túlnyomó többsége római katolikusnak tartja magát. Emellett jelentős egyház a kerületben, még a református.

### Iskolai végzettség
| Iskolai végzettség                | Iskolai végzettség               | Iskolai végzettség | Iskolai végzettség | Iskolai végzettség |
| --------------------------------- | -------------------------------- | ------------------ | ------------------ | ------------------ |
|                                   |                                  |                    |                    | fő                 |
| Általános iskolát nem végezte el  | Általános iskolát nem végezte el |                    | 5676               | 5676               |
| Általános iskola                  | Általános iskola                 |                    | 12241              | 12241              |
| Szakmunkás                        | Szakmunkás                       |                    | 9524               | 9524               |
| Érettségi                         | Érettségi                        |                    | 25399              | 25399              |
| Diploma                           | Diploma                          |                    | 18731              | 18731              |
| A 2022. évi népszámlálás szerint. |                                  |                    |                    |                    |

A 2001-es népszámlálási adatok alapján, a X. kerületben a legmagasabb befejezett iskolai végzettség szerint az érettségi végzettségivel rendelkezők éltek a legtöbben 23 564 fővel. Második legnagyobb csoport az általános iskolai végzettséggel rendelkezőek voltak 22 385 fővel, utánuk következett a szakmunkás végzettséggel rendelkezők 10 164 fővel, az általános iskolai végzettséggel nem rendelkezők 9983 fővel, végül a diplomások 9922 fővel.
A 2011-es népszámlálási adatok alapján, a X. kerületben a legmagasabb befejezett iskolai végzettség szerint az érettségi végzettségivel rendelkezők éltek a legtöbben 25 886 fővel. Második legnagyobb csoport az általános iskolai végzettséggel rendelkezőek voltak 16 970 fővel, utánuk következett a diplomával rendelkezők 14 394 fővel, a szakmunkás végzettséggel rendelkezők 11 863 fővel, végül az általános iskolai végzettséggel nem rendelkezőek 6512 fővel.
A 2022-es népszámlálási adatok alapján, a X. kerületben a legmagasabb befejezett iskolai végzettség szerint az érettségi végzettséggel rendelkezők éltek a legtöbben 25 399 fővel. Második legnagyobb csoport a diplomával rendelkezőek voltak 18 731 fővel, utánuk következett az általános iskolai végzettséggel rendelkezők 12 241 fővel, a szakmunkás végzettséggel rendelkezők 9524 fővel, végül az általános iskolai végzettséggel nem rendelkezőek 5676 fővel.

### Etnikai összetétel
A 2001-es népszámlálás adatok szerint a kerület lakossága 80 852 fő volt, ebből 73 016 fő magyarnak vallotta magát. A kerület lakosságának a 6,9%-a vallotta magát valamely kisebbséghez tartozónak. Magyar állampolgársággal rendelkező nemzetiségiek száma 3453 fő, míg a magyar állampolgársággal nem rendelkezők száma 2093 fő volt. Az első három legnagyobb nemzetiségi csoport a kerületben a cigány (812 fő), német (484 fő) és a görög (194 fő) volt. A cigányok aránya a népszámlálásokban szereplőnél lényegesen magasabb, akár három négyszerese is lehet.
A 2011-es népszámlálás adatok szerint a kerület lakossága 80 978 fő volt, ebből 64 986 fő magyarnak vallotta magát. A kerület lakosságának a 15,3%-a vallotta magát valamely kisebbséghez tartozónak. Magyar állampolgársággal rendelkező nemzetiségiek száma 7342 fő, míg a magyar állampolgársággal nem rendelkezők száma 5004 fő volt. Az első három legnagyobb nemzetiségi csoport a kerületben a cigány (1703 fő), kínai (1276 fő) és a román (632 fő) volt. 10 év alatt a legjelentősebben a cigány és a románok száma nőtt.
A 2022-es népszámlálás adatok szerint a kerület lakossága 75 628 fő volt, ebből 61 180 fő magyarnak vallotta magát. A kerület lakosságának a 21,2%-a vallotta magát valamely kisebbséghez tartozónak. Magyar állampolgársággal rendelkező nemzetiségiek száma 9579 fő, míg a magyar állampolgársággal nem rendelkezők száma 6419 fő volt. Az első három legnagyobb nemzetiségi csoport a kerületben a kínai (2848 fő), vietnámi (985 fő) és a cigány (936 fő) volt. 11 év alatt a legjelentősebben a kínaiak és a vietnámiak száma nőtt.

## Gazdaság

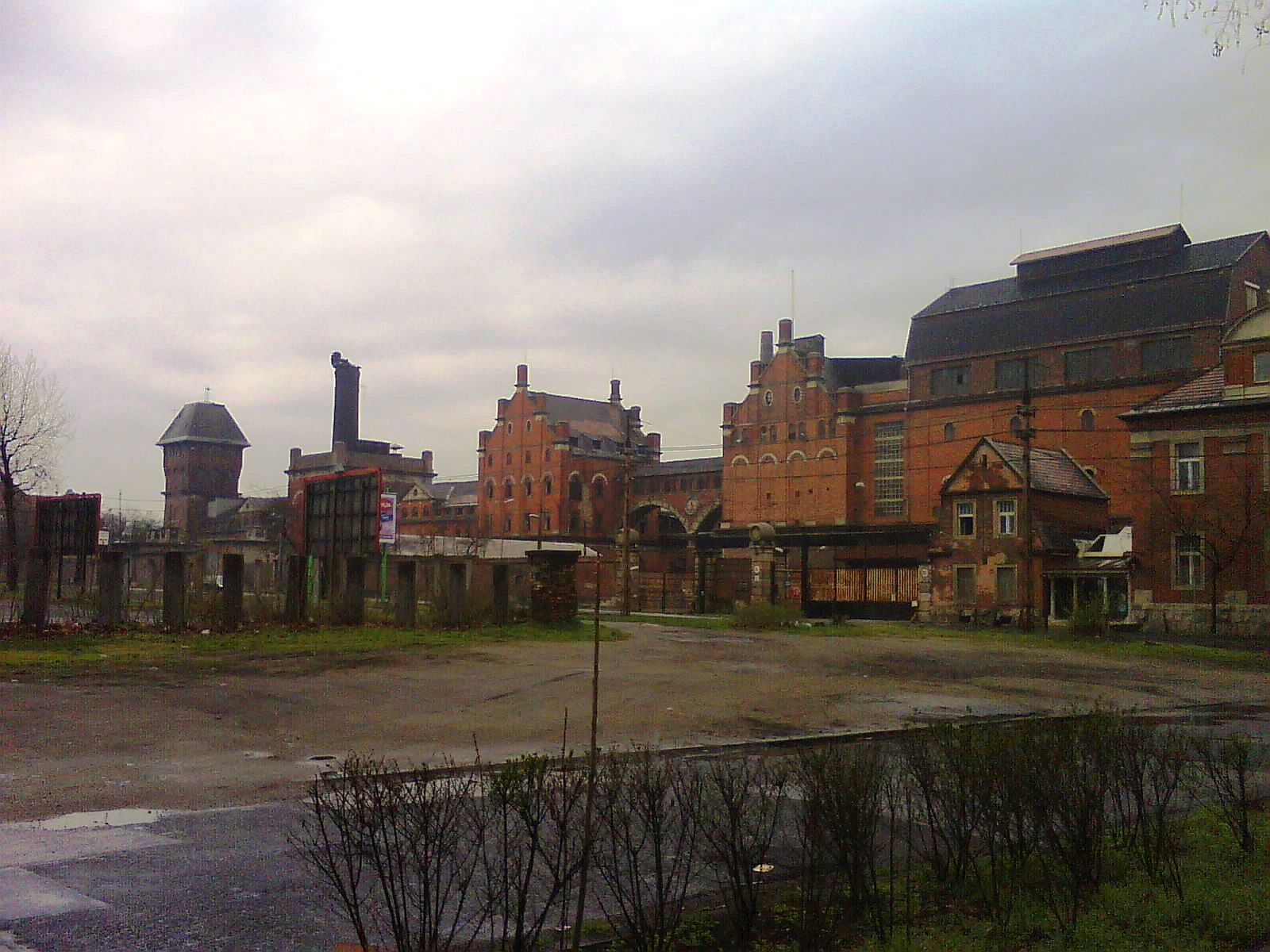
A megszűnt Globus Konzervgyár

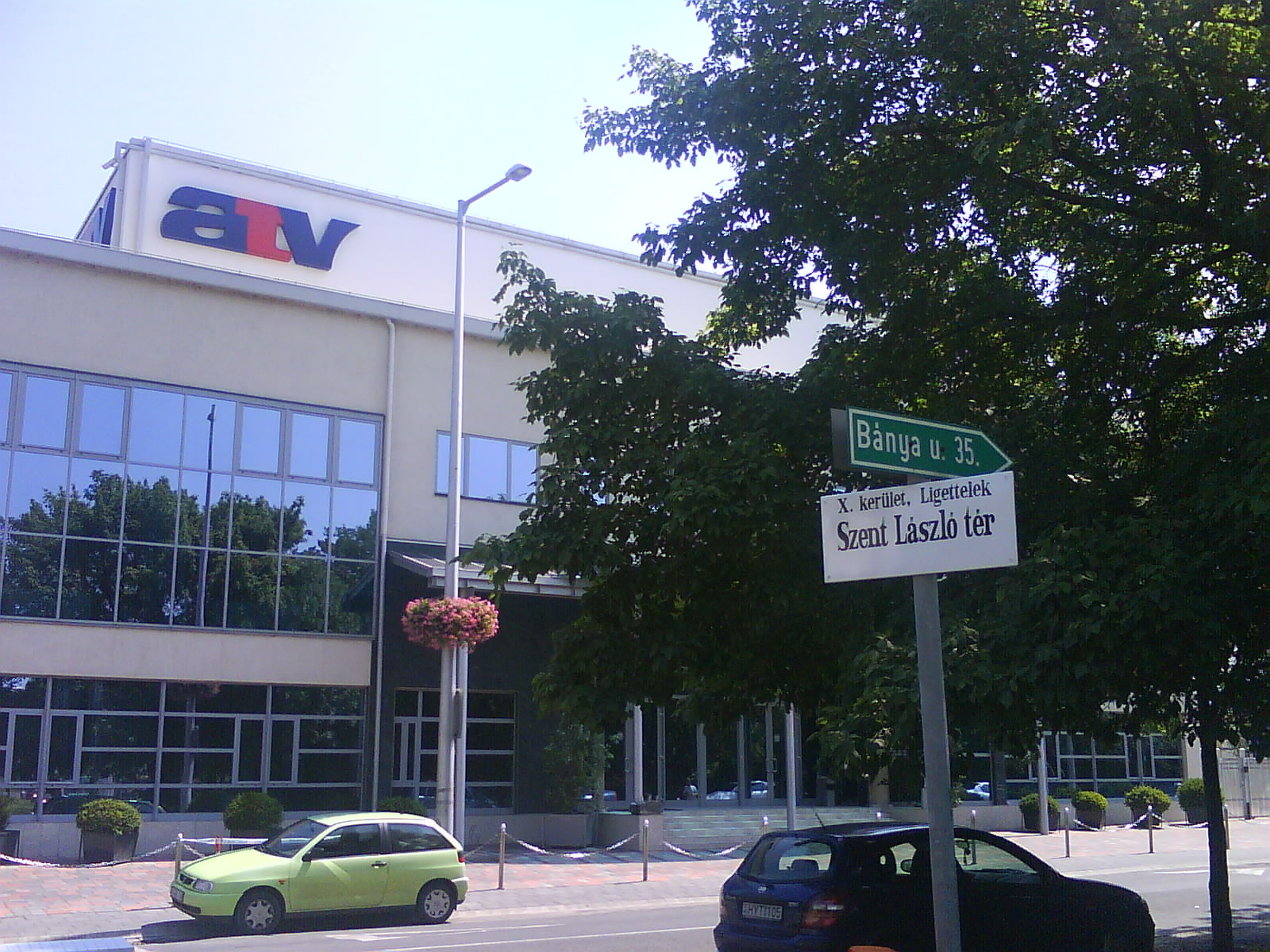
Az ATV székháza a Szent László téren

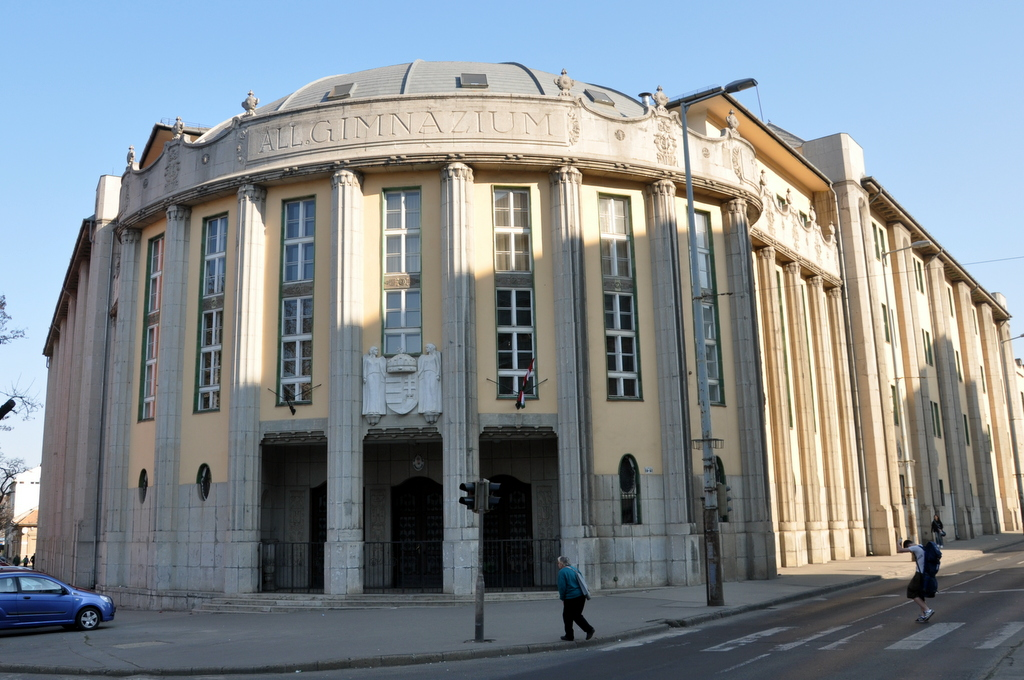
A Szent László Gimnázium

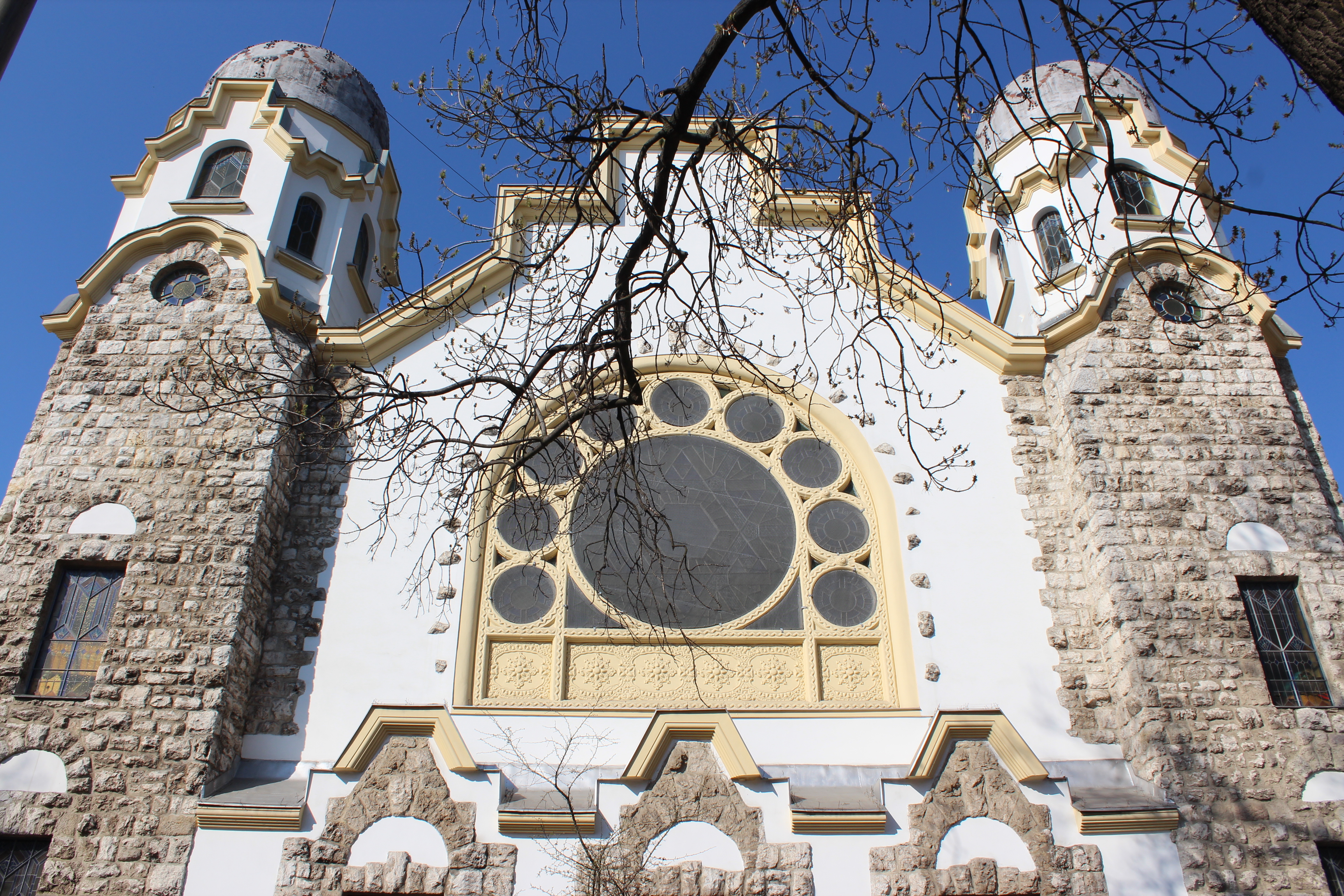
Mindenki Temploma (volt zsinagóga)

A Városközpont - Óhegy - Újhegy tengelyt északi és déli irányban, a Jászberényi út és a Gyömrői út mentén hosszan elnyúló ipari negyedek határolják. A 19. század második feléig olyan iparágak számítottak hagyományosnak Kőbányán, mint a kőfejtés, a téglagyártás, a szőlőművelés és a sertéskereskedelem. Ezt követően olyan új iparágak telepedtek meg a környéken, mint a vegyipar, az élelmiszeripar és a villamossági ipar. A rendszerváltás óta a terület ipari jelentősége csökkent.

### Jelentősebb cégek és gyárak Kőbánya múltjából
- Vas és gépipar: Ganz Vagongyár; MÁV Gépgyár (ma a VIII. kerülethez tartozik); Magyar Fém- és Lámpaárugyár Rt.; Magyar Radiátorgyár Rt.; LAMPART Zománcipari Művek; Elzett Fémlemezipari Művek; Budapesti Vegyipari Gépgyár. Magnezitipari Művek
- Téglagyártás: Drasche Kőbányai Tégla-, Porcelán- és Agyagipari Rt.; Lechner-féle Téglagyár; Kőbányai Téglagyár, később Épületkerámiaipari és Burkolóanyagipari Vállalat; Magnezitipari Művek
- Vegyipar és gyógyszeripar: Magyar Ruggyantaárugyár (ma a VIII. kerülethez tartozik); Richter Gedeon Vegyészeti gyár, ma Richter Gedeon Nyrt.; Wander Gyógyszer- és Tápszergyár Rt., később EGYT Gyógyszervegyészeti Gyár, ma Egis Gyógyszergyár Zrt.; Phylaxia Szérumtermelő Rt., ma Ceva-Phylaxia Oltóanyagtermelő Zrt. MEDICOR. Kőolajipari Gépgyár
- Élelmiszeripar:

Haggenmacher Kőbányai és Budafoki Rt.; Barber és Klusemann Serfőzőház; Első Magyar Részvényserfőzde; Polgári Serfőző Rt.; Dreher Kombinát, később Dreher-Haggenmacher Első Magyar Részvényserfőzde Rt., később Kőbányai Sörgyár, ma Dreher Sörgyárak Zrt.; Maul Kakaó- és Csokoládégyár Rt., később Budapesti Keksz- és Ostyagyár; Magyar Édesipar, később Duna Csokoládégyár; Budapesti Konzervgyár, később Duna Konzervgyár, később Globus Konzervipari Rt.; Növényolaj- és Szappangyár, később Kőbányai Növényolajgyár, később Cereol Növényipari Rt.; Kőbányai Dohánygyár.
- Villamossági és híradástechnikai ipar: Egyesült Villamosgépgyár (EVIG); Engel Károly Alkatrészgyár N. V. Műszergyára (EKA); ORION Rádió és Villamossági Vállalat; REMIX Rádiótechnikai Gyár; Ganz Kapcsoló- és Készülékgyártó Kft.; Finommechanikai Vállalat., VBKM Vilesz Villamos Berendezések és Készülék Művek (Venyige utca)
- Egyéb ágazatok: Budapesti Lakásépítő Vállalat (BULAV); KIPSZER Építési Rt.; HUNGEXPO Vásár és Reklám Rt., ma Hungexpo Zrt.; Athenaeum Nyomda Rt.; Hungarocamion Rt. Fékon Ruházati Vállalat, Kőbányai Porcelángyár (Tárna utca), Kőbányai Textil, Kőbányai Vas- és Acélöntöde (KÖVAC), Kőbányai Likőrgyár, Ganz Gépgyár, MÁV Járműjavító,

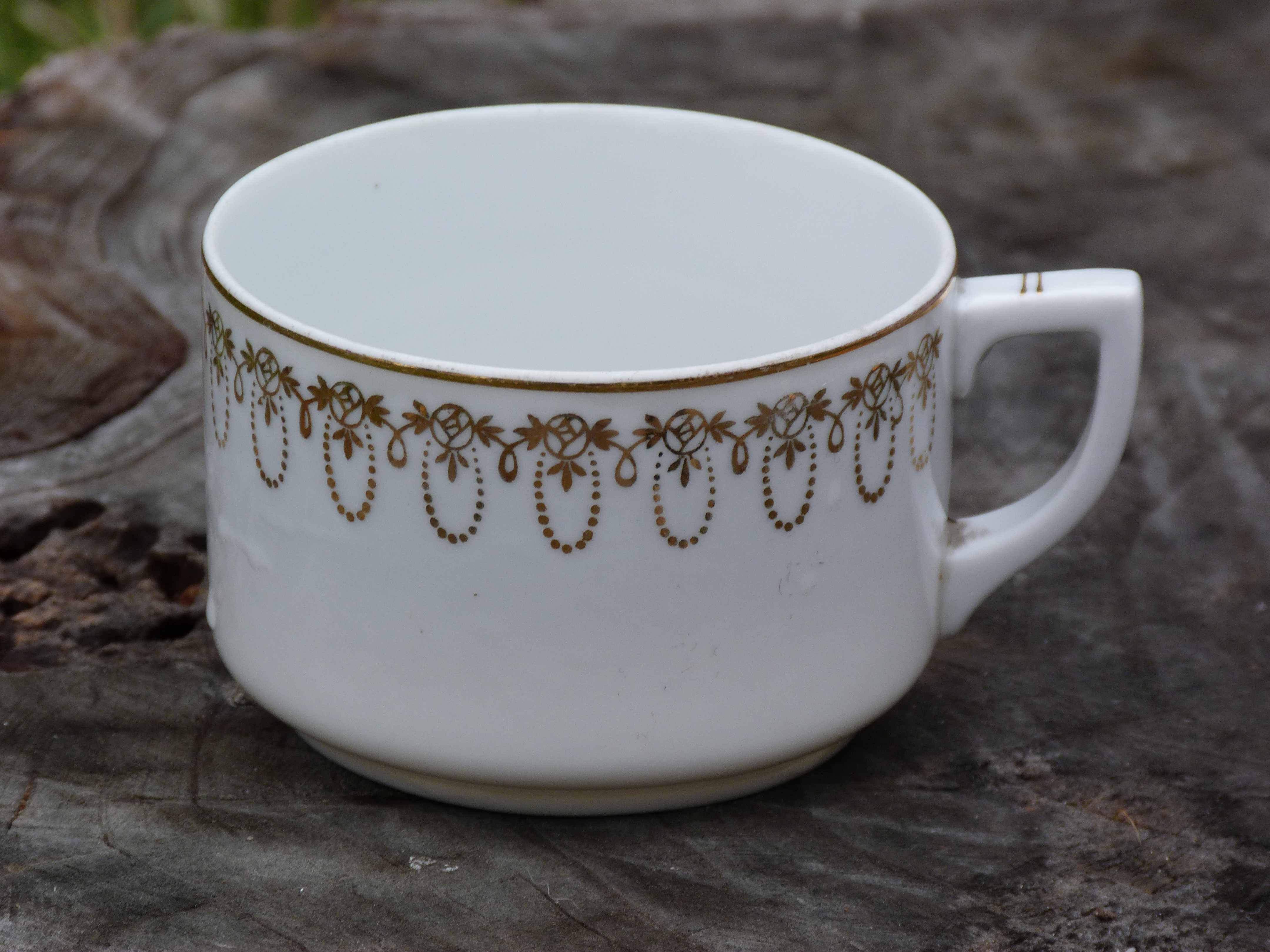
A Drasche Gyár pohara – Kőbánya

## Oktatás

### Általános iskolák
- Janikovszky Éva Általános Iskola
- Harmat Általános Iskola
- Fekete István Általános Iskola
- Bem József Általános Iskola
- Kada Mihály Általános Iskola
- Kápolna Téri Általános Iskola
- Keresztury Dezső Általános Iskola
- Kertvárosi Általános Iskola
- Szervátiusz Jenő Általános Iskola
- Szent László Általános Iskola
- Széchenyi István Általános Iskola
- Komplex Általános Iskola és Szakszolgáltató Központ
- Felnőttek Általános Iskolája
- Kőbányai Alapfokú Művészetoktatási Intézmény (Kőbányai Zeneiskola)
- Wesley János Általános Iskola
- Orchidea Magyar–Angol Két Tanítási Nyelvű Általános Iskola
- Szivárvány Magántanoda Általános Iskolája
- Christophorus Waldorf Általános Iskola és Alapfokú Művészeti Iskola[28]

### Középiskolák
- Szent László Gimnázium
- Bercsényi Miklós Élelmiszeripari Szakközépiskola
- Zrínyi Miklós Gimnázium
- Magyar Gyula Kertészeti Szakközépiskola és Szakiskola
- Giorgio Perlasca Kereskedelmi, Vendéglátóipari Szakközépiskola és Szakiskola
- BMSZC Pataky István Híradásipari és Informatikai Technikum
- Keleti Károly Közgazdasági Szakközépiskola

### Felsőoktatás
- Nemzeti Közszolgálati Egyetem (2011 óta)
- Zrínyi Miklós Nemzetvédelmi Egyetem (2000–2012)
- Vám- és Pénzügyőri Iskola

## Közösségi közlekedés

### A kerület városközpontjai
- Kőbánya alsó vasútállomás (korábban: Kőbánya, városközpont): buszpályaudvar, trolibuszmegálló, villamosmegálló, vasútállomás
- Kőbánya-Kispest (a köznyelvben: KöKi): buszpályaudvar, a 3-as metró végállomása, vasútállomás
- Örs vezér tere: buszpályaudvar, a 2-es metró és a H8-as és H9-es HÉV végállomása, villamosmegállók

### Autóbuszvonalak
A X. kerületben 34 helyi autóbuszvonalnak van megállóhelye, további három csak áthalad rajta:
- A kerületben közlekedő viszonylatok: 9, 10, 67, 68, 85, 85E, 95, 98, 98E, 99, 117, 151, 161, 161A, 161E, 162, 168E, 185, 195, 202E, 217, 217E, 262, 277, 909, 909A, 956, 968, 990
- Az Örs vezér tere kőbányai oldaláról induló 97E, 169E és 261E buszok áthaladnak a kerületen (a Keresztúri és a Jászberényi úton), ám csak a XVII. kerületben állnak meg.
- Az Örs vezér tere kőbányai oldaláról induló 32, 176E, 276E, 907-es és 931-es buszok csupán a kerület határán közlekednek.

### Metróállomások a kerületben
| Vonal | Állomás neve    | Megnyitás időpontja | Átszállási kapcsolatok |
| ----- | --------------- | ------------------- | --- |
|       | Ecseri út       | 1980. március 29.   | 3 181, 281 914, 914A, 950, 950A |
|       | Határ út        | 1980. március 29.   | 42, 50, 52 66, 66B, 66E, 84E, 89E, 94E, 99, 123, 123A, 142E, 194, 194B, 294E 626, 628, 629, 660 1080, 1110 914, 914A, 950, 950A, 966, 999 |
|       | Kőbánya-Kispest | 1980. március 29.   | 68, 85, 85E, 93, 93A, 98, 98E, 132E, 136, 148, 151, 182, 182A, 184, 193E, 200E, 202E, 268, 282E, 284E 909, 968 575, 576, 577, 578, 580, 581 |
|       | Népliget        | 1980. március 29.   | 1, 1A 83 254E 607, 608, 626, 628, 629, 630, 631, 632, 633, 635, 636, 650, 653, 655, 656, 660, 661, 705 1080, 1081, 1085, 1087, 1090, 1092, 1094, 1110, 1111, 1113, 1115, 1120, 1121, 1125, 1131, 1134, 1136, 1172, 1173, 1174, 1175, 1176, 1177, 1183, 1184, 1185, 1188, 1189, 1190, 1193, 1194, 1201, 1205, 1212, 1215, 1216, 1229, 1251, 1253, 1254, 1257, 1268 901, 914, 914A, 918, 950, 950A |
|       | Örs vezér tere  | 1970. április 2.    | 3, 62, 62A 80, 82, 82A 10, 31, 32, 44, 45, 67, 85, 85E, 97E, 131, 144, 161, 161A, 161E, 168E, 169E, 174, 176E, 231, 244, 276E, 277 410, 419, 430, 440, 441, 484, 485, 486, 505, 508, 509, 510 1040, 1049, 1070, 1075, 1077, 1078 907, 908, 931, 956, 990<--81 érk.--> |
|       | Pillangó utca   | 1970. április 2.    | 10 |
|       | Pöttyös utca    | 1980. március 29.   | 914, 914A, 950, 950A, 999 |

### A kerület vasútállomásai
| Állomás neve    | Átszállási kapcsolatok |
| --------------- | --- |
| Kőbánya alsó    | 3, 28, 28A, 62, 62A 9, 95, 117, 151, 162, 185, 195, 217, 217E, 262 909, 909A                                                                |
| Kőbánya felső   | 37, 37A 10 |
| Kőbánya-Kispest | 68, 85, 85E, 93, 93A, 98, 98E, 132E, 136, 148, 151, 182, 182A, 184, 193E, 200E, 202E, 268, 282E, 284E 909, 968 575, 576, 577, 578, 580, 581 |
| Rákos           | 161, 161A, 162, 168E, 262 956, 990 |

## Nevezetességek

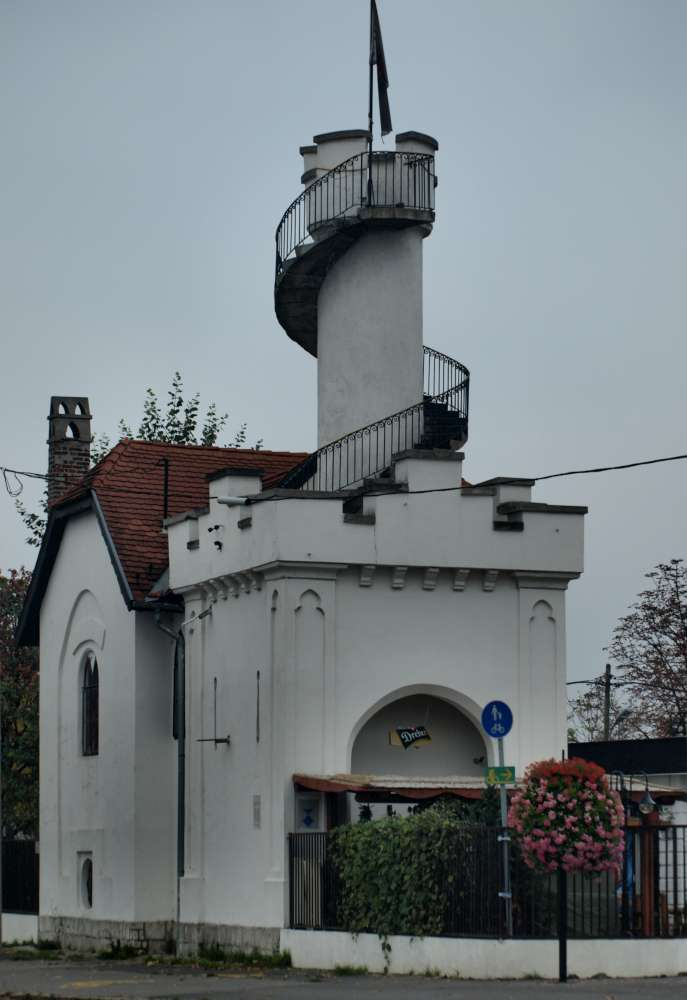
A Csősztorony

- Conti-kápolna (1740), Kápolna tér 3.
- Csősztorony (1844, Zofahl Lőrinc és Brein Ferenc tervei alapján), Harmat utca 41.
- Evangélikus templom; (1931), Kápolna utca 14.
- Lengyel Múzeum (1998), Állomás utca 10.
- Lengyel nemzetiségi templom (1930), Óhegy utca 11.
- Népliget (1868, Ilenczfalvi Sárkány József városi tanácsos indítványára, benne a Lengyel sétány)
- Református templom (1900), Ihász utca 15.
- Mindenki Temploma (1907, volt zsinagóga), Cserkesz utca 7-9.
- Szőlőfürtös feszület (1773), Kada utca 140/B és Sörgyár utca sarka
- Szent László-templom (1899, historizáló, Lechner Ödön tervei alapján), Szent László tér 25.
- Szent László Gimnázium (1907), Körösi Csoma Sándor út 28.
- Tűzoltó Múzeum (1955), Martinovics tér 12.
- Söripari Emléktár – Dreher Sörmúzeum (1979), Jászberényi út 7-11.
- Kőbányai pincerendszer

## Városrészek

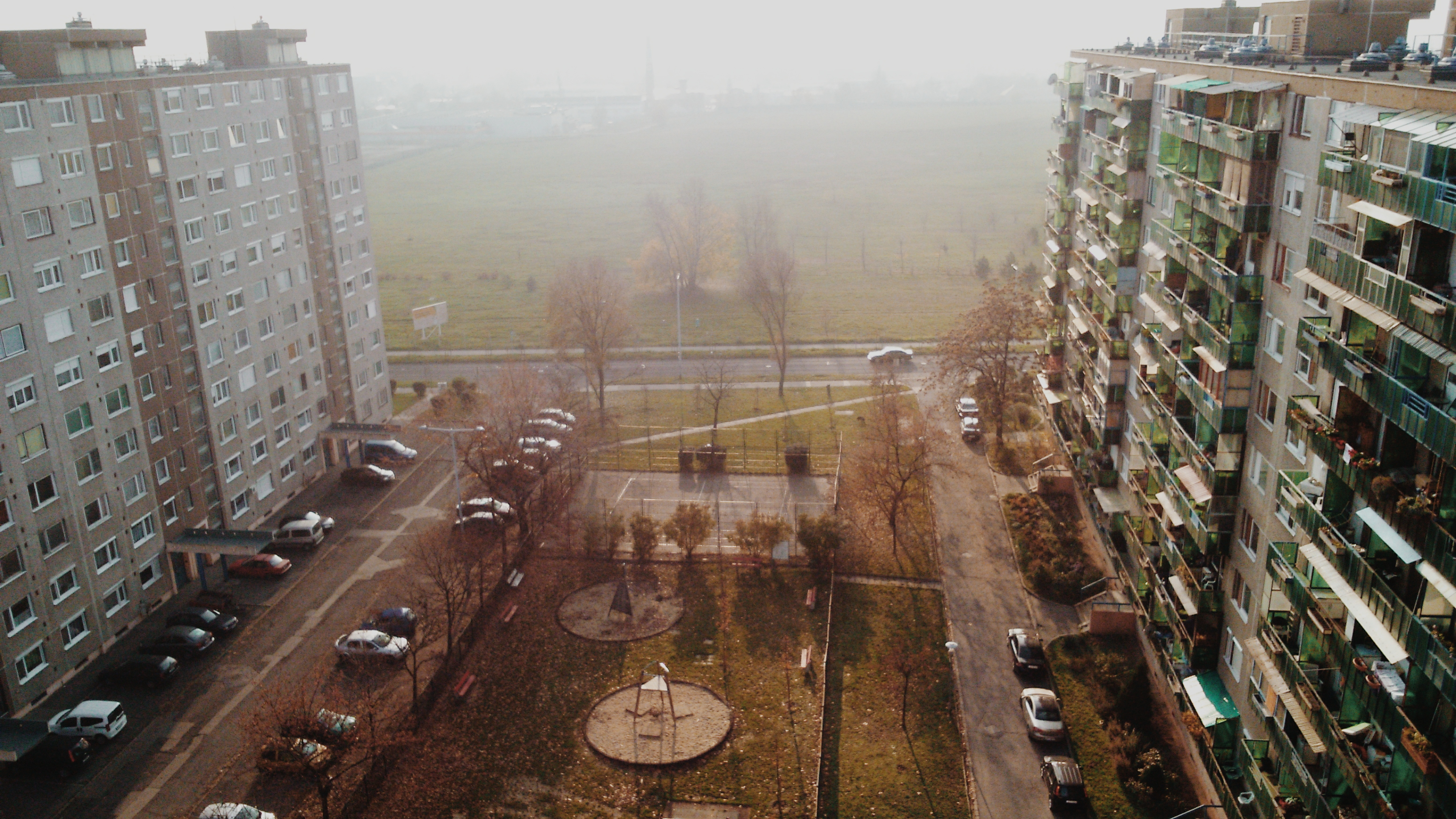
Kilátás egy Mádi utcai panelház tetejéről

Budapest X. kerülete összesen 11 városrészből épül fel, amik a következők: 
Felsőrákos, Gyárdűlő, Keresztúridűlő, Kőbánya-Kertváros, Kúttó, Laposdűlő, Ligettelek, Népliget, Óhegy, Téglagyárdűlő és Újhegy. Korábban a régi Kőbánya is a városrészek között volt, de a Fővárosi Közgyűlés 2012. december 12-én kelt rendeletben területét beolvasztotta más városrészekébe.

## Híres emberek
A kerület híres szülöttei között találjuk Szőke Szakállt (1884-1955), aki a XX. század elejének jelentős komikusa volt létrejövő első kabarék világában, majd neves magyar-amerikai filmszínészként volt ismert. A világhírnevet az Oscar-díjas Casablanca című filmben játszott szerepe kapcsán érte el. Közkedvelt kőbányai volt Hoffmann Géza (1936–2002) Hofi Géza néven ismert Kossuth-díjas humorista, és előadóművész-legenda. A Százados úti telepen született és élt fiatalon egykor a hazai film noir csillaga, Karády Katalin (1910-1990). A kerület híres operaénekese volt Udvardy Tibor (1914–1981), ma is sok szép emlék köti a kerülethez az itt született világhírű opera-énekesnőt, Rost Andreát (1962–). A kerület neves szülöttei között találjuk a francia új-hullám neves filmszínészét, aki később filmrendezőként is debütált, László Szabót (1936–). Játszott Jean-Luc Godard, Claude Chabrol filmjeiben, valamint François Truffaut Oscar-díjas alkotásában, Az utolsó metró (1980) című filmjében is. A színművészek szerény óriása Pap Vera (1956–2015) Kossuth- és Jászai Mari-díjas magyar színművésznő pályája is innét gyökerezett. A Kada utcai általános iskolába járt, akkori otthonától nem messze Gazsó György (1950–) Jászai Mari-díjas színművész, a kerület szülötte, és ma is ezer szállal kötődik a kerülethez Varnus Xavér (1964–) orgonaművész, aki nem csak a magyar állam által adományozható legmagasabb kitüntetéseinek, a Magyar Köztársasági Érdemrend Tiszti- és Középkeresztjének birtokosa, de a kerület díszpolgára is egyben. A sokáig a kerülethez tartozó Százados úti művésztelep révén, számos szobrászművész, festőművész kötődött Kőbányához, mint például Medgyessy Ferenc, Kisfaludi Strobl Zsigmond, akinek volt műterme korábban a Kápolna utcában is, Kerényi Jenő, Sidló Ferenc vagy Pór Bertalan. Nevezetes kortárs íróként tartják számon Moldova Györgyöt és Konok Pétert, továbbá szintén a kerületben nőtt fel a kőbányai kocsmák népszerű blues énekese Deák Bill Gyula, illetve a tehetséges, ugyanakkor méltatlanul mellőzött Cserháti Zsuzsa is.
Magyarország első európai versenyeken is részvevő autóversenyzője volt Hartmann László (1901–1938) Grand Prix versenyző, akinek sikerei révén Magyarország első  GP versenye is lezajlott 1936-ban a Népliget fái között, az erre a célra épített ringen. Szekrényessy Károly (székelyhídi) (1867–1938) Kőbánya ismert mecénása, Részvénytársaság tulajdonos, földbirtokos. Régi magyar nemesi családból származott. Kőbánya első kórházát ő alapította és tartotta fenn a Mázsa téri több holdas földterületén. Kőbánya valamennyi egyházának lelkes támogatója, a katolikus és református templom építésének kiemelkedő adományozója. A református templom országos hírű orgonáját saját költségén állíttatta. Részt vett Kőbánya villamosításában, s valamennyi jótékonysági- és gazdasági egyesület igazgatóválasztmányi tagja, vagy elnöke volt. Hölgy utca 18-as számú, 1905-ben épített háza helyi védettség alatt áll, melynek falai között majd mindennapos vendégnek számított 1905-1923 között az első magyar úszó, első sportlap alapító, és első Balaton-átúszó Szekrényessy Kálmán (1846–1923), aki előbbi nagybátyja volt. Sport terén a kerület díszpolgáraként is ismert Cseh László (1985) világbajnok, olimpiai ezüst- és bronzérmes úszó is a neves kőbányaiak sorát növeli.
A kerület számos kitüntetést adományoz az arra érdemeseknek. Kőbányáért Díjat kapottː Tihanyi Károly magyar-latin szakos tanár (1994).

## Érdekességek

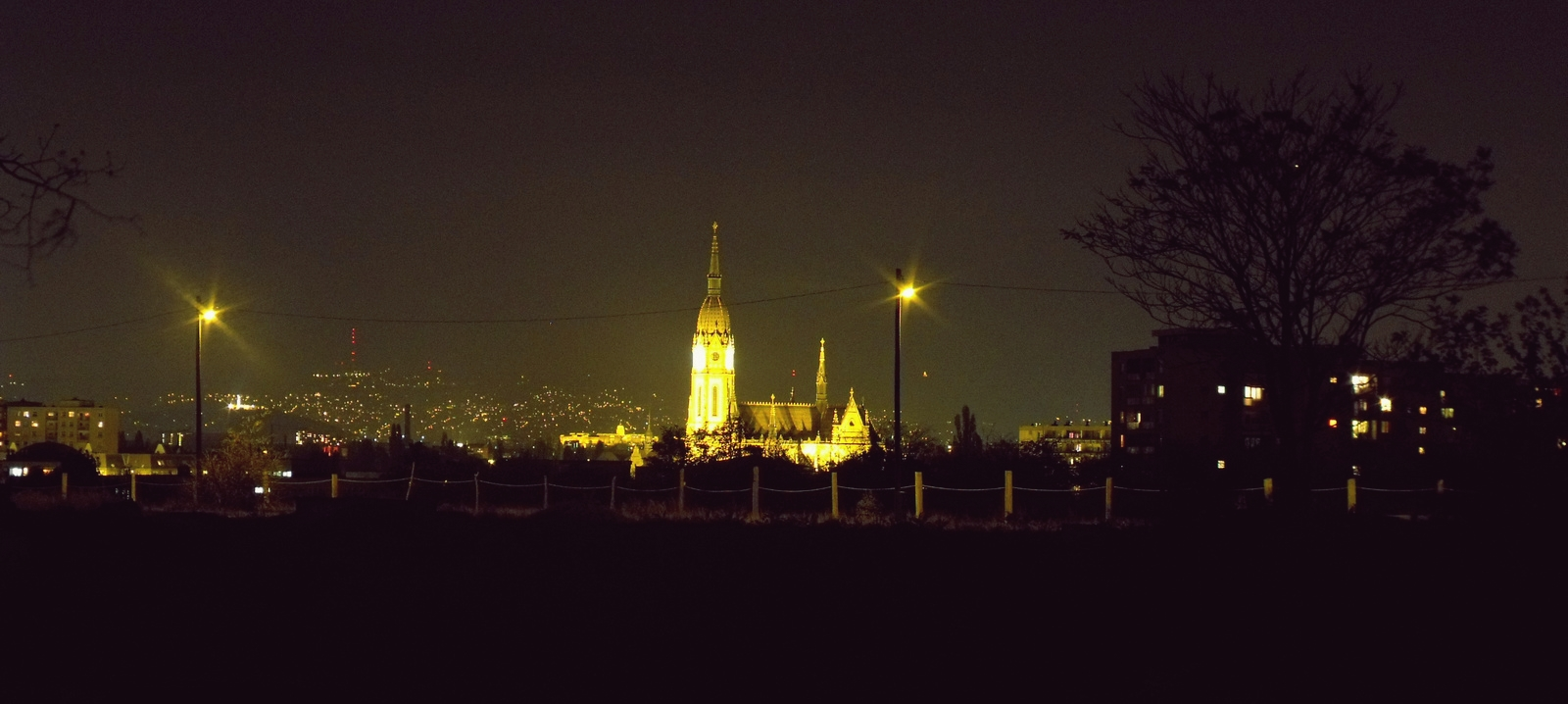
Kilátás a régi sörgyári területről: előtérben a Szent László-templom, háttérben a Budavári Palota

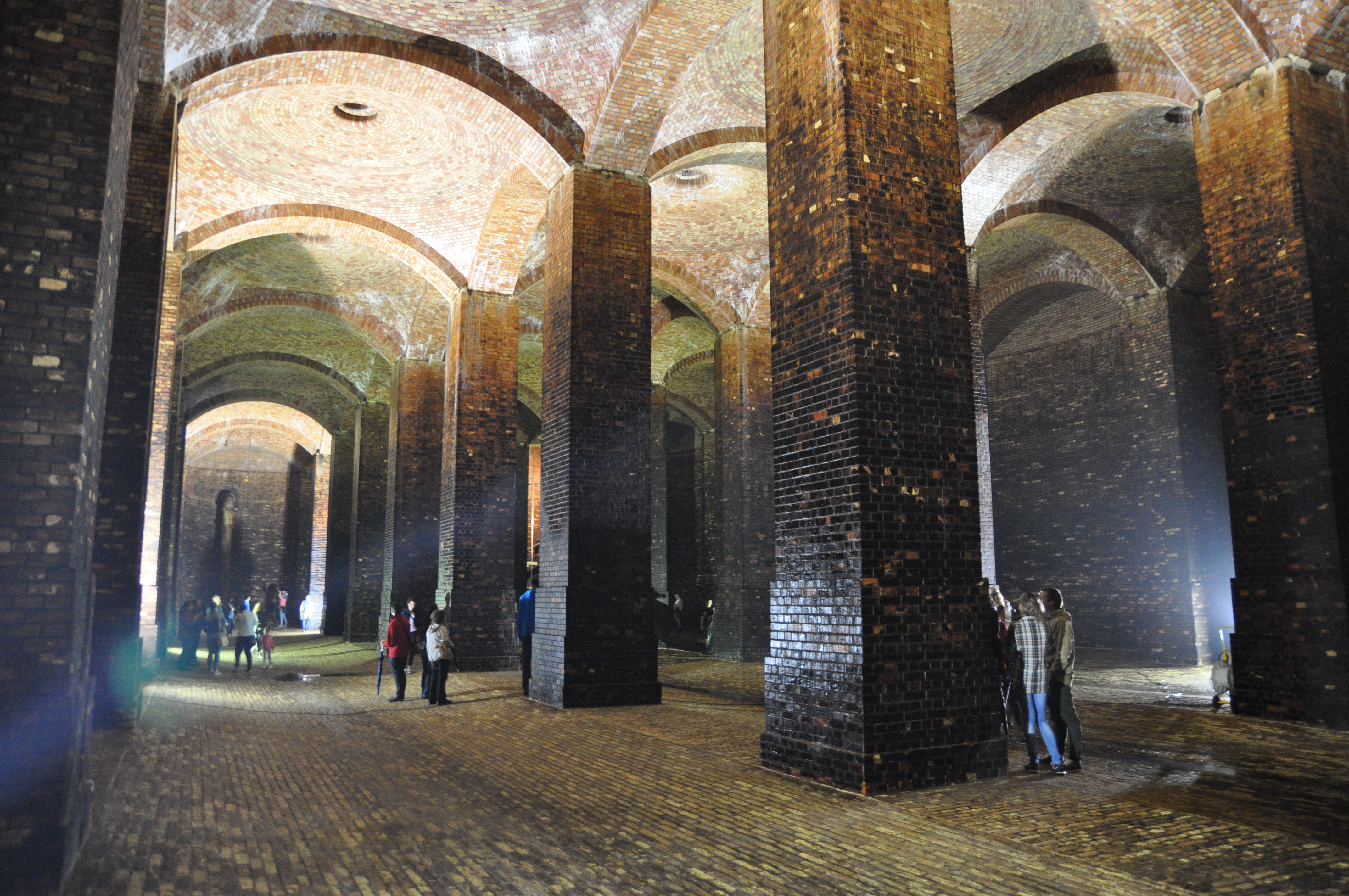
Kőbányai víztározó medence

- Óhegy városrész központja a 148 méter magas Ó-hegy, mely közel azonos magasságú, mint a budai Várhegy és a Gellért-hegy, éppen ezért némely pontjáról kitűnő panoráma tárulhat a szemünk elé.
- A gondozott parkok összterületét tekintve Kőbánya listavezető, 2 675 000 m²-nyi zöldterülettel.
- A kerületben működik az ATV, melynek székháza és stúdióinak többsége a volt Kőbánya Mozi épületében található.
- A Kőbánya moziról Urbán Mária írt cikket A Kőbánya mozi – élt 35 évet címmel, mely a Budapesti Negyed 2001. 1. számában jelent meg.
- A sörgyári pincerendszer víz alatti részén készült videó[34]

## Parkok a X. kerületben
- Népliget: a főváros legnagyobb parkjának területét 1855-ben kezdték akácfákkal beültetni, majd 1868-ban elkészült a park terve is. 1870-ben platánfákat, hársakat, amerikai kőriseket és juharfákat ültettek. A park 1942-ben nyerte el mai méretét. 1973-ban alakították ki a Centenáriumi parkot, amely a főváros egyesítésének 100. évfordulójára emlékeztet.
- Óhegy park: A terület alatt sokáig alagútrendszer húzódott, majd a kőbányai kőfejtés vette használatba a helyet. 1965-ben kezdték meg a feltöltését. 1973-1975 között parkká alakították Magyar-Szovjet Barátság Park néven, majd a rendszerváltozást követően átnevezték mai nevére.
- Csajkovszkij park: Egykoron a Dreher-kastély magánparkja volt. 1950-ben alakították közparkká Kőbányai Ifjúsági Park néven, majd 1963-ban megkapta mai nevét Pjotr Iljics Csajkovszkij orosz zeneszerzőről. Itt található Budapest mértani középpontja. A parkban látható Csajkovszkij szobra (alkotó: Kisfaludy Strobl Zsigmond) mellett Chopin (alkotó: Kocsornyik János), Berlioz és Liszt Ferenc szobra (alkotójuk: Hűvös László).
- Dausz Gyula park: Nevét Kőbánya monográfusáról kapta, akinek kötete 1913-ban jelent meg Kőbánya múltja és jelene címmel.
- Rottenbiller park: A park korábban a Rottenbiller család tulajdonában volt, majd megvásárolta a Dreher család. 1913-ban megvásárolta a főváros, hogy közkertet nyisson rajta, de ez meghiúsult. Az 1930-as években kezdték parkosítani, de a terület teljes rendbehozatalára egészen az 1950-es évekig kellett várni. 1973-ban állították fel Rottenbiller Lipót bronz mellszobrát, Kamotsay István szobrász alkotását.
- Újhegy park: A környéken korábban a Guttmann-téglagyár agyagbányája működött, melyet vízbetörés miatt meg kellett szüntetni. A bányába betörő vízből idővel bányatavak alakultak ki. A parkot pihenőövezet céljára 1977-ben alakították ki az Újhegyi lakótelepen két bányató feltöltésével. A harmadik bányató, a mai Mély-tó a horgászok által is keresett hely lett.
- Sportliget: Nagy alapterületű park játszótérrel, családi napok és más rendezvények helyszíne.
- Gépmadár park: A Gépmadár utca mentén álló parkot 1976-1986 között alakították ki a Gyakorló utcai lakótelep parkosítása során.

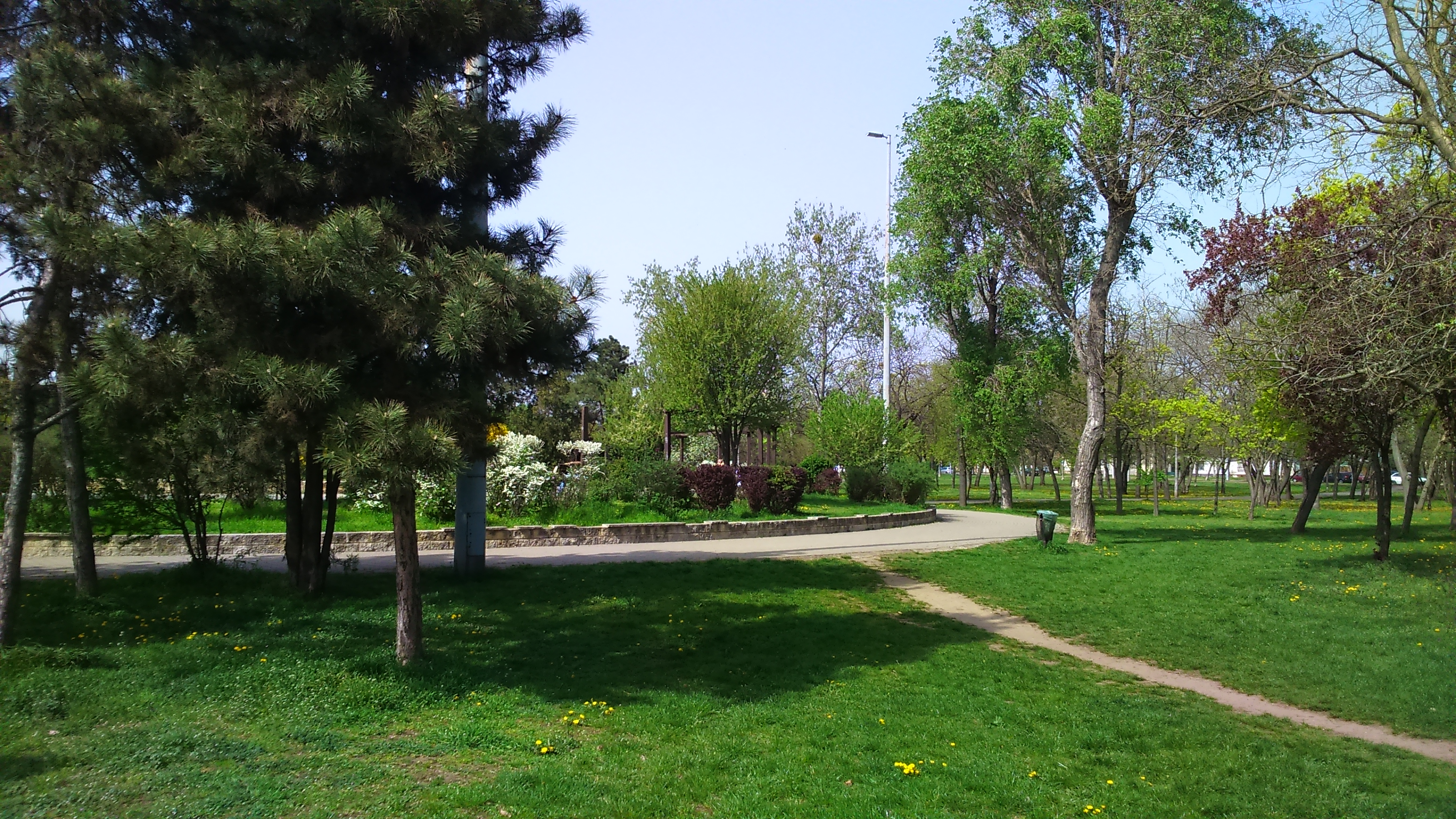
Óhegy park
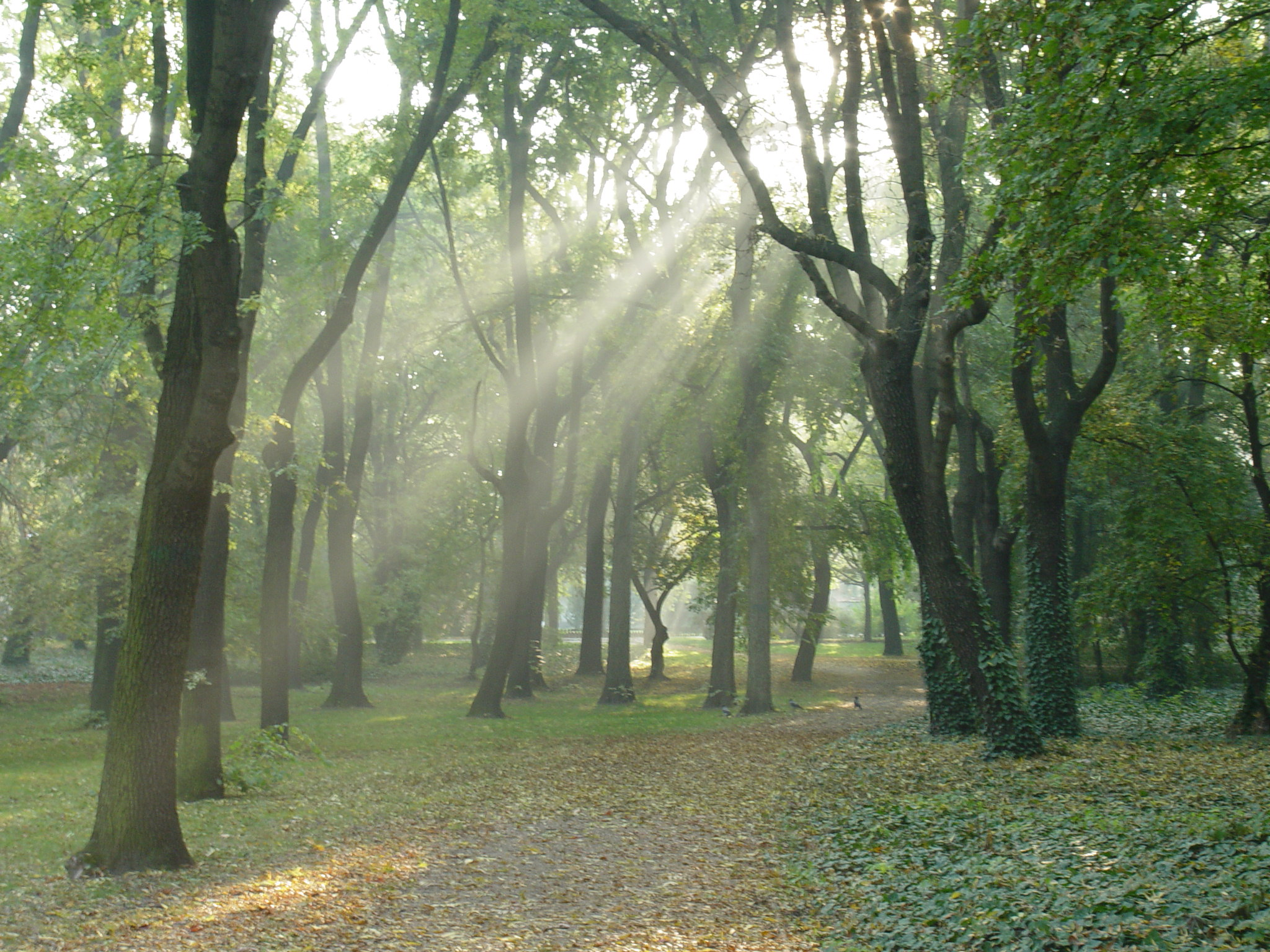
Népliget
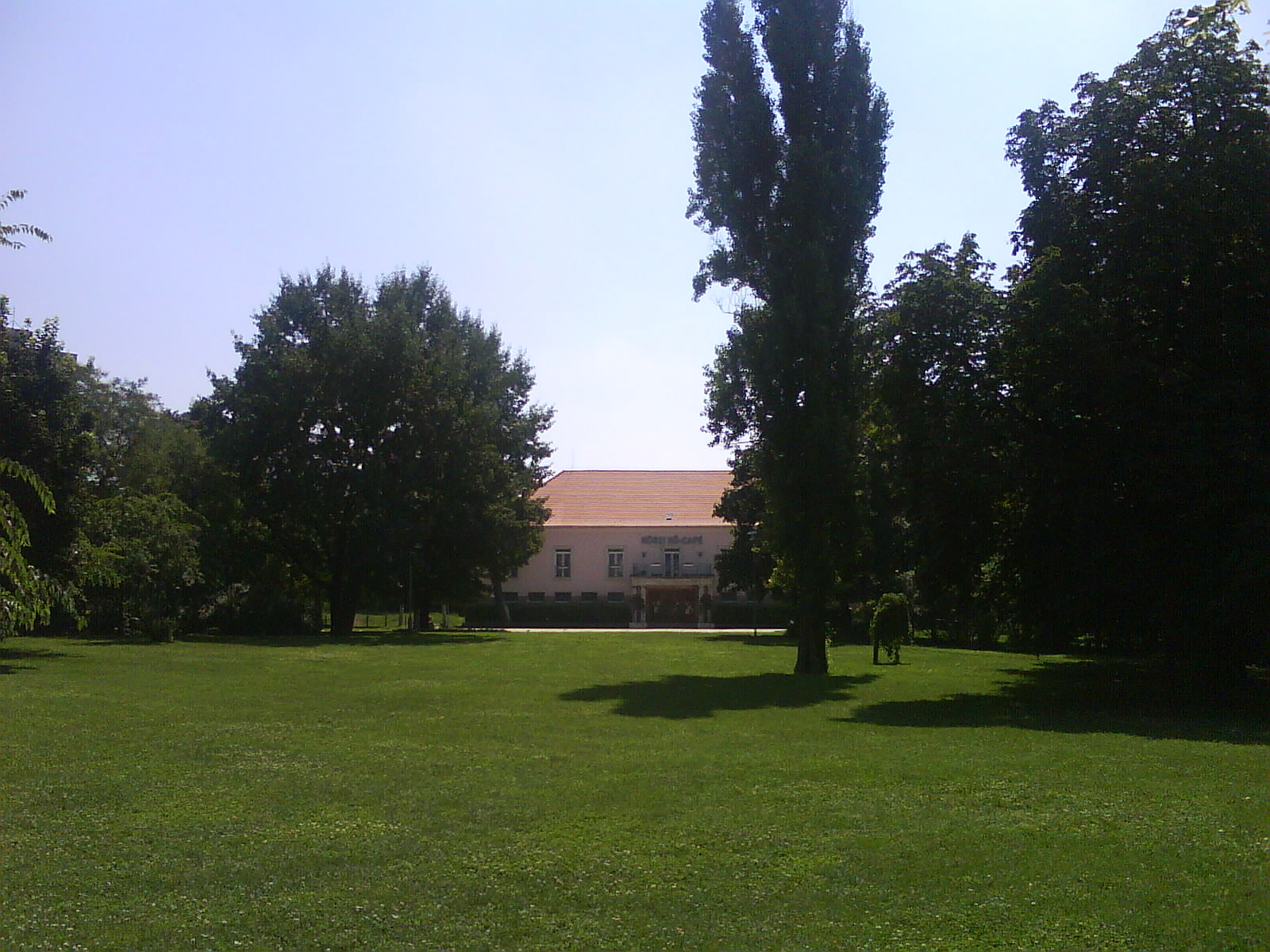
Rottenbiller park
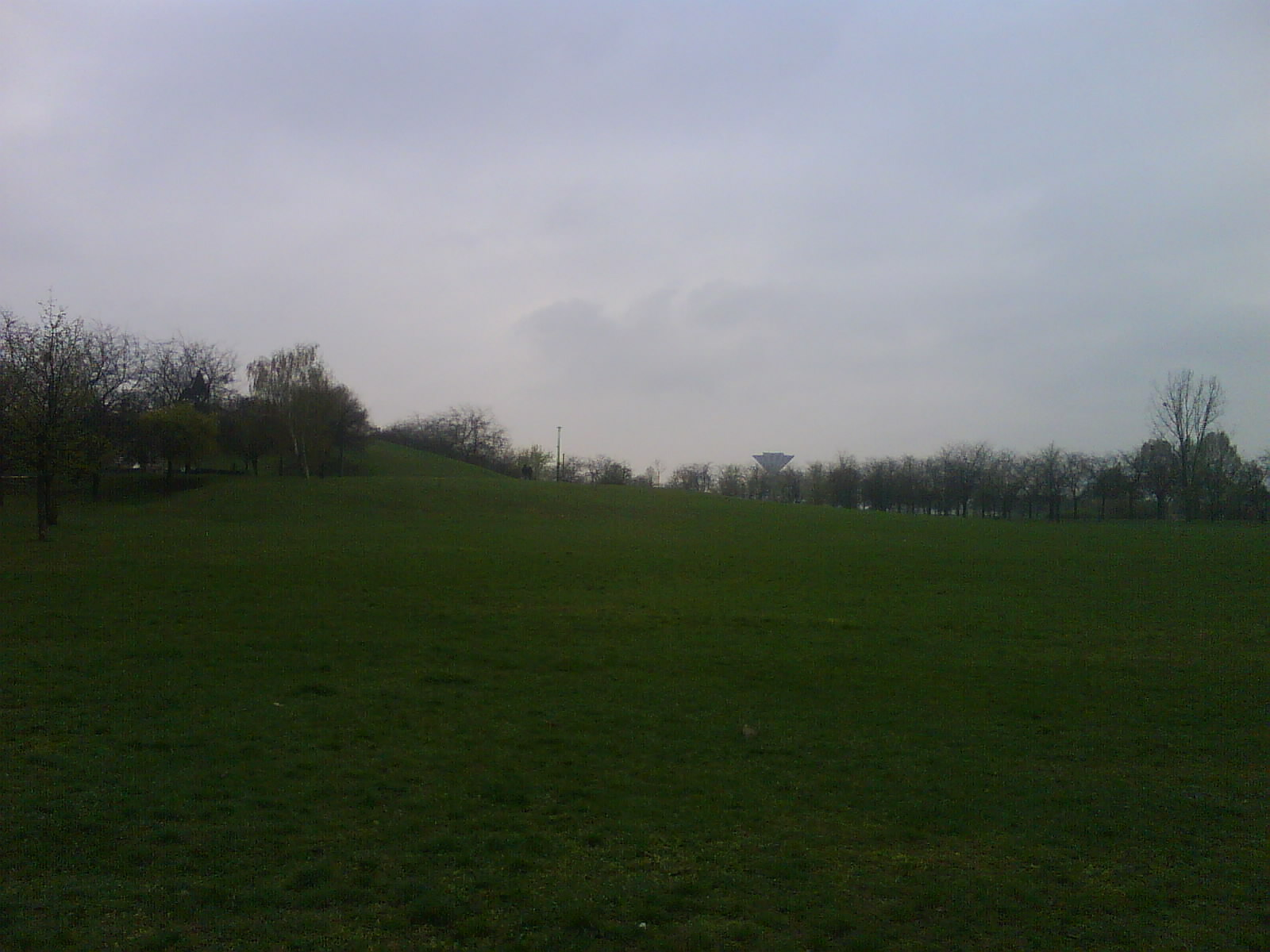
Sportliget
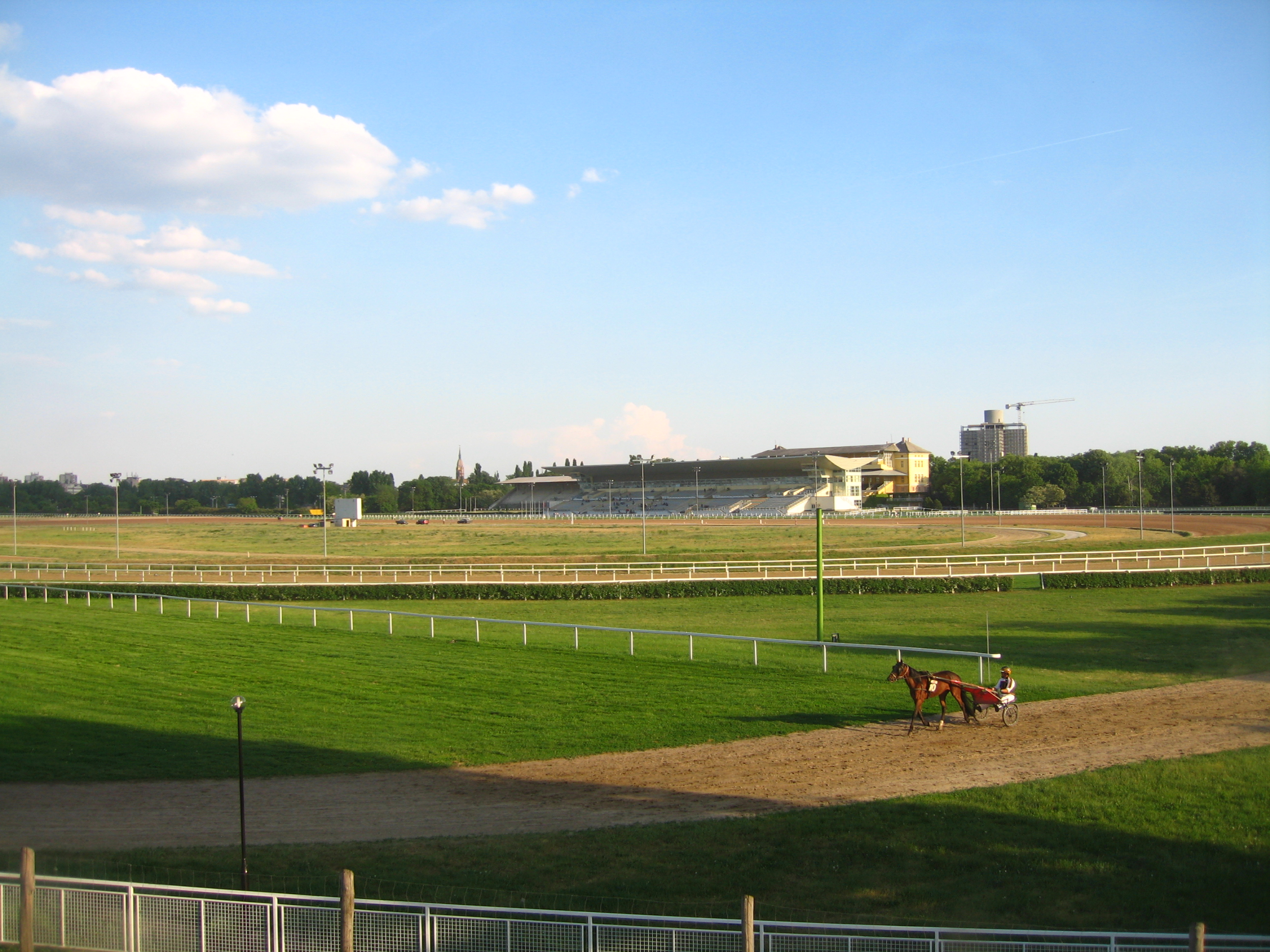
Kincsem Park
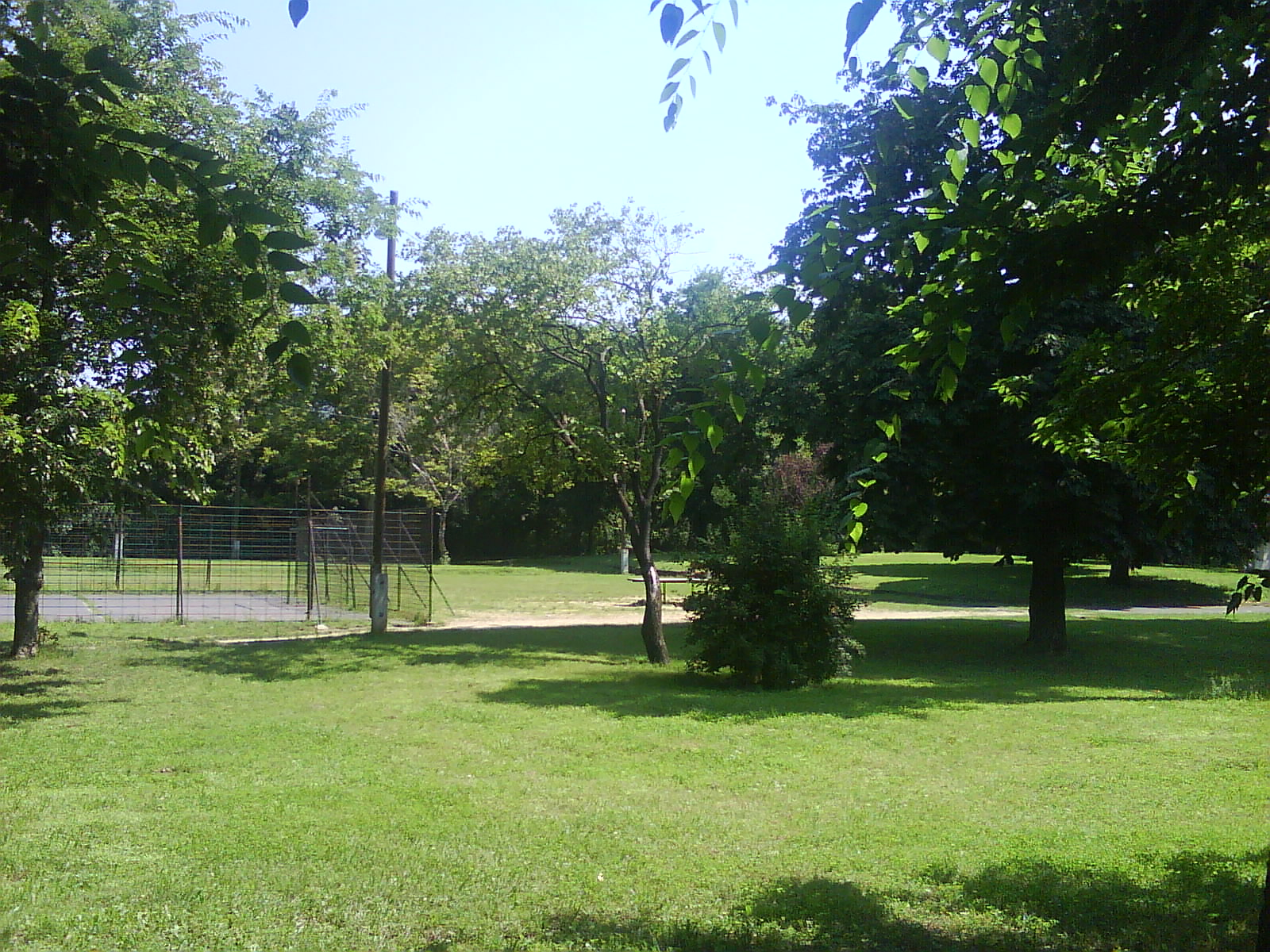
Csajkovszkij park

## Testvérvárosok
- Balánbánya, Románia
- Vinkovce, Horvátország
- Wolverhampton, Egyesült Királyság
- Jarosław, Lengyelország
- Párkány, Szlovákia
- Litóchoro, Görögország
- Letovice, Csehország[35]

## Galéria

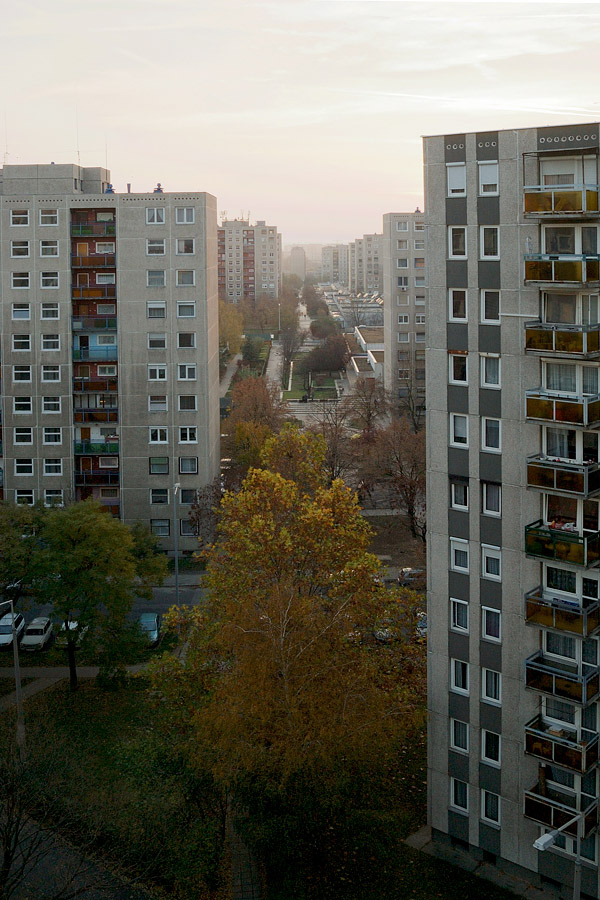
Az Újhegyi lakótelep
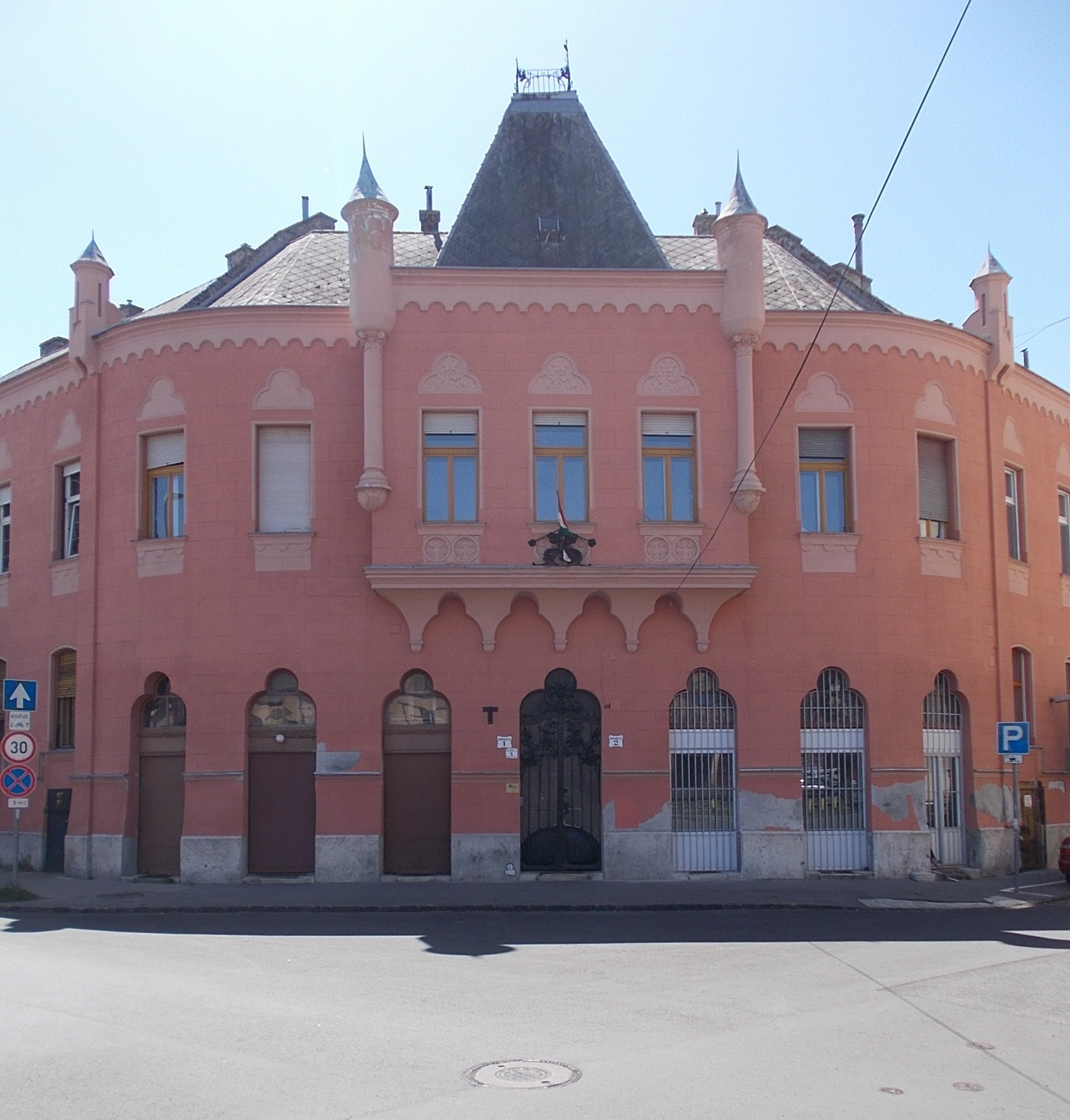
Gergely utca 1 - lakóépület
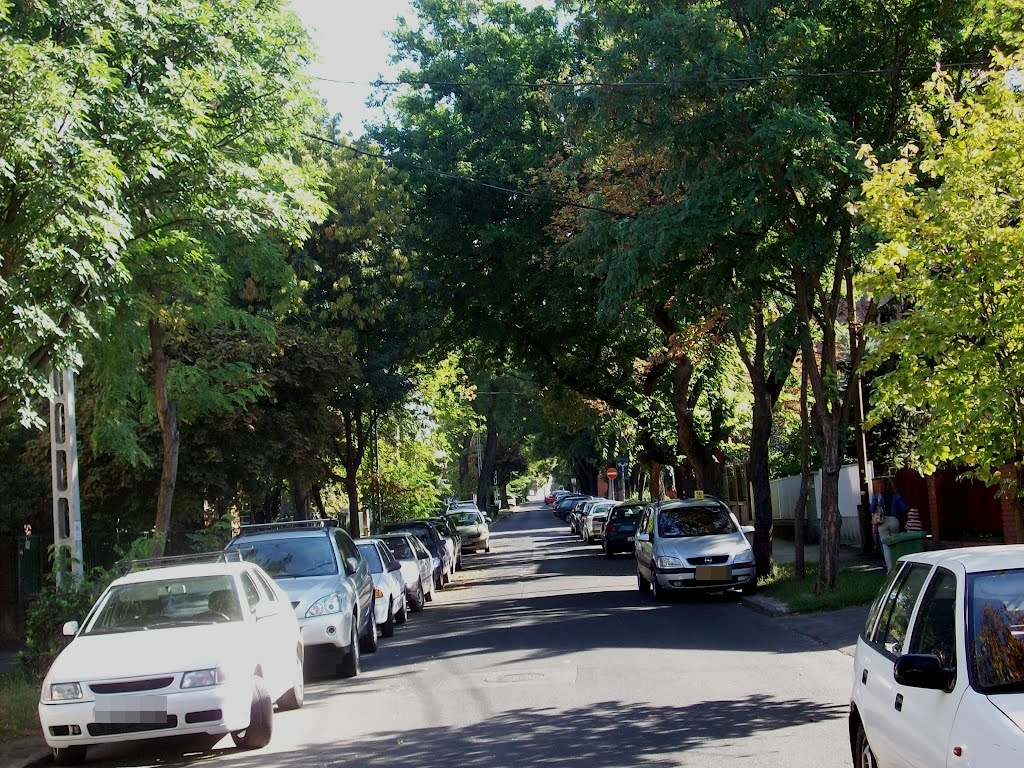
A Lavotta János utca (Óhegy)
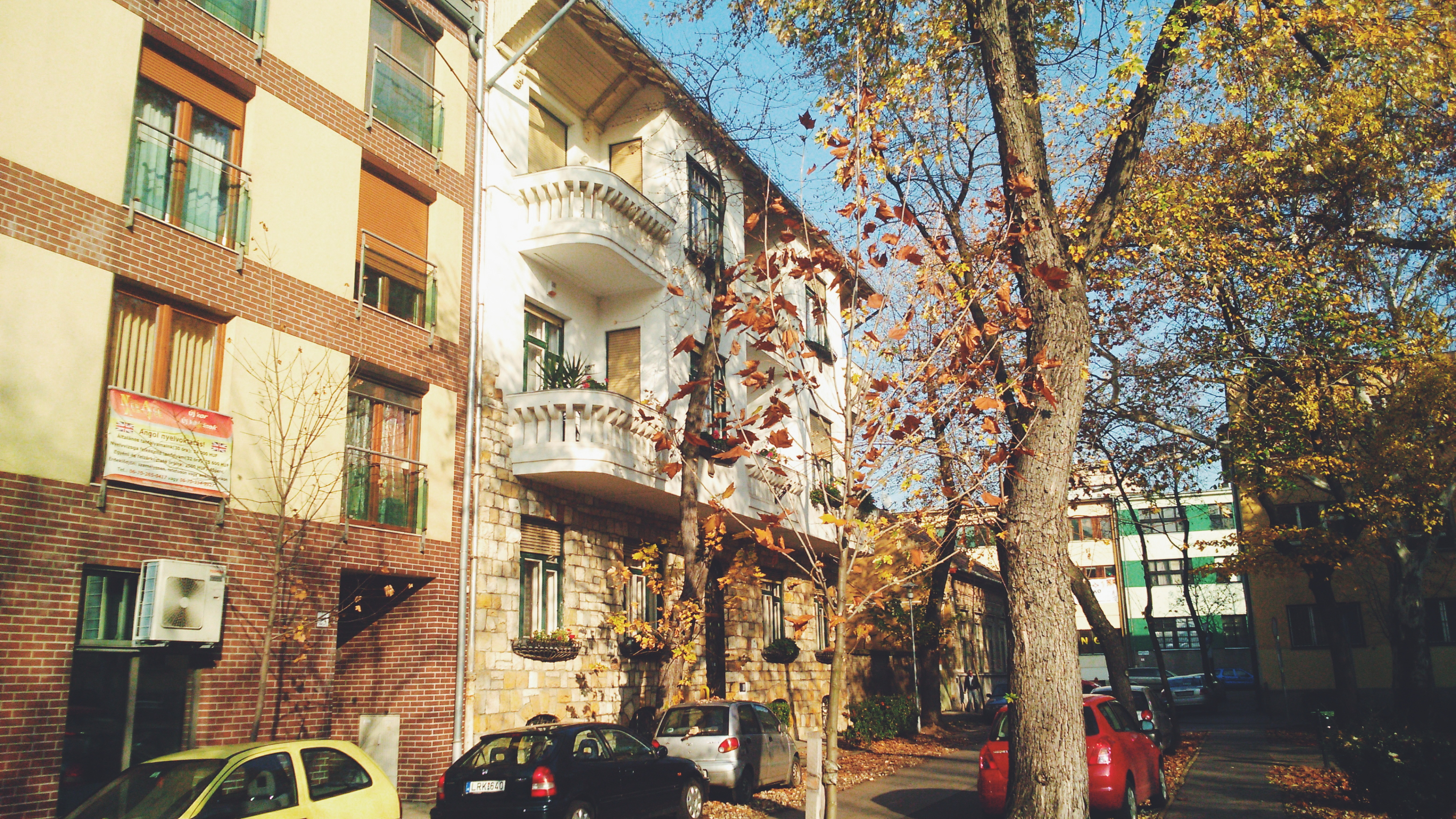
Lakóházak a Szent László téren
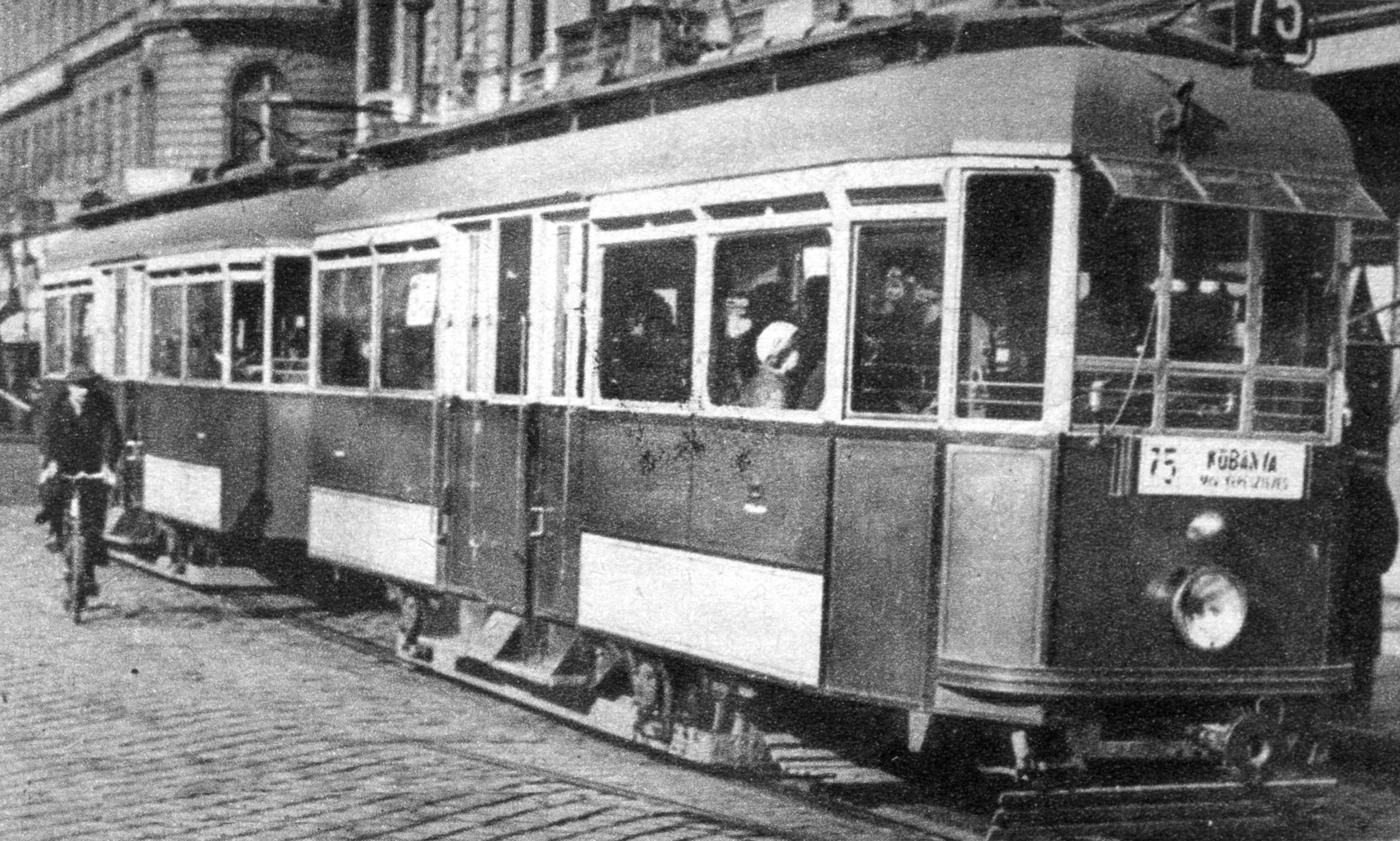
Villamos 1930 előtt
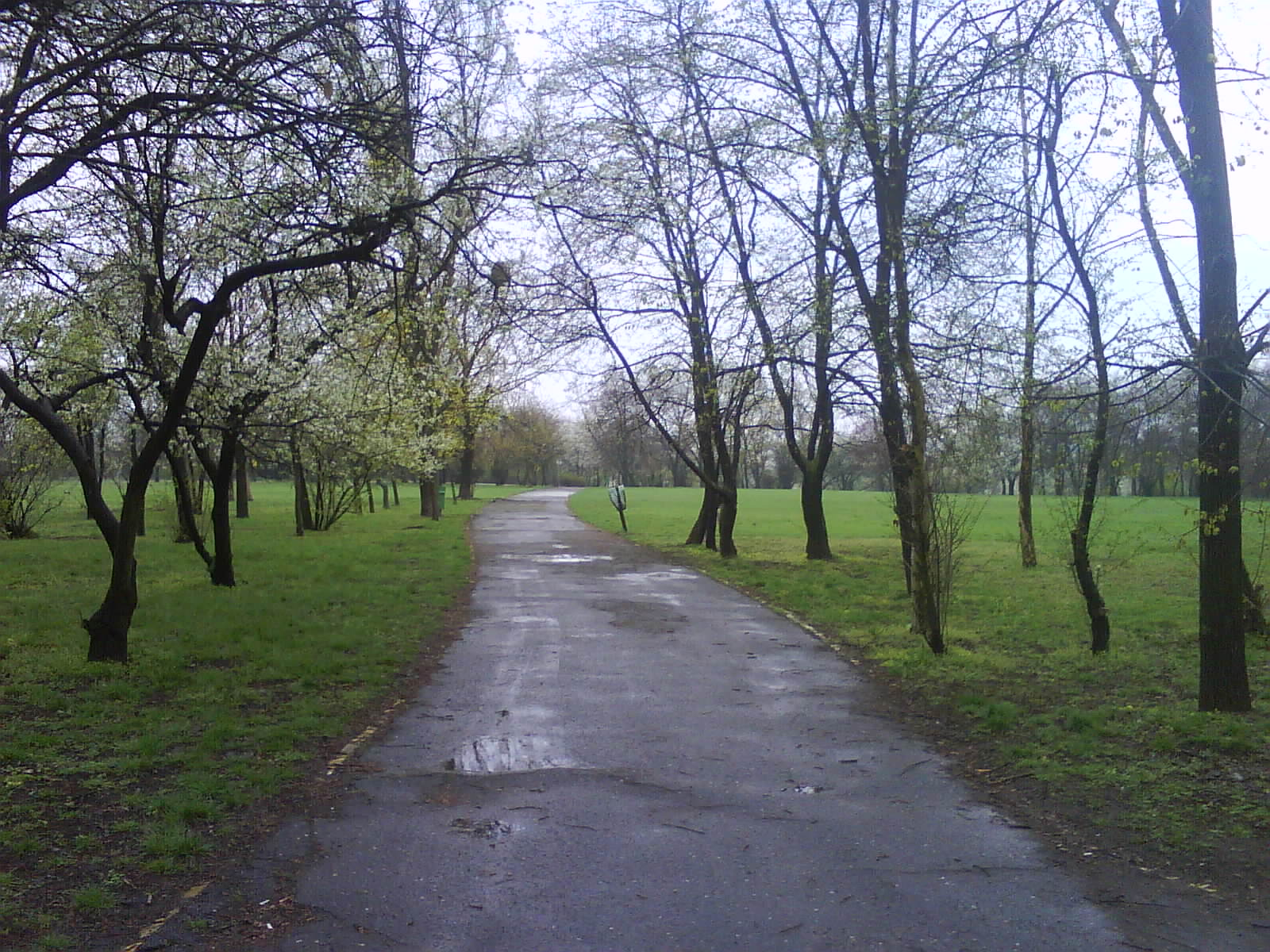
Óhegy parkban
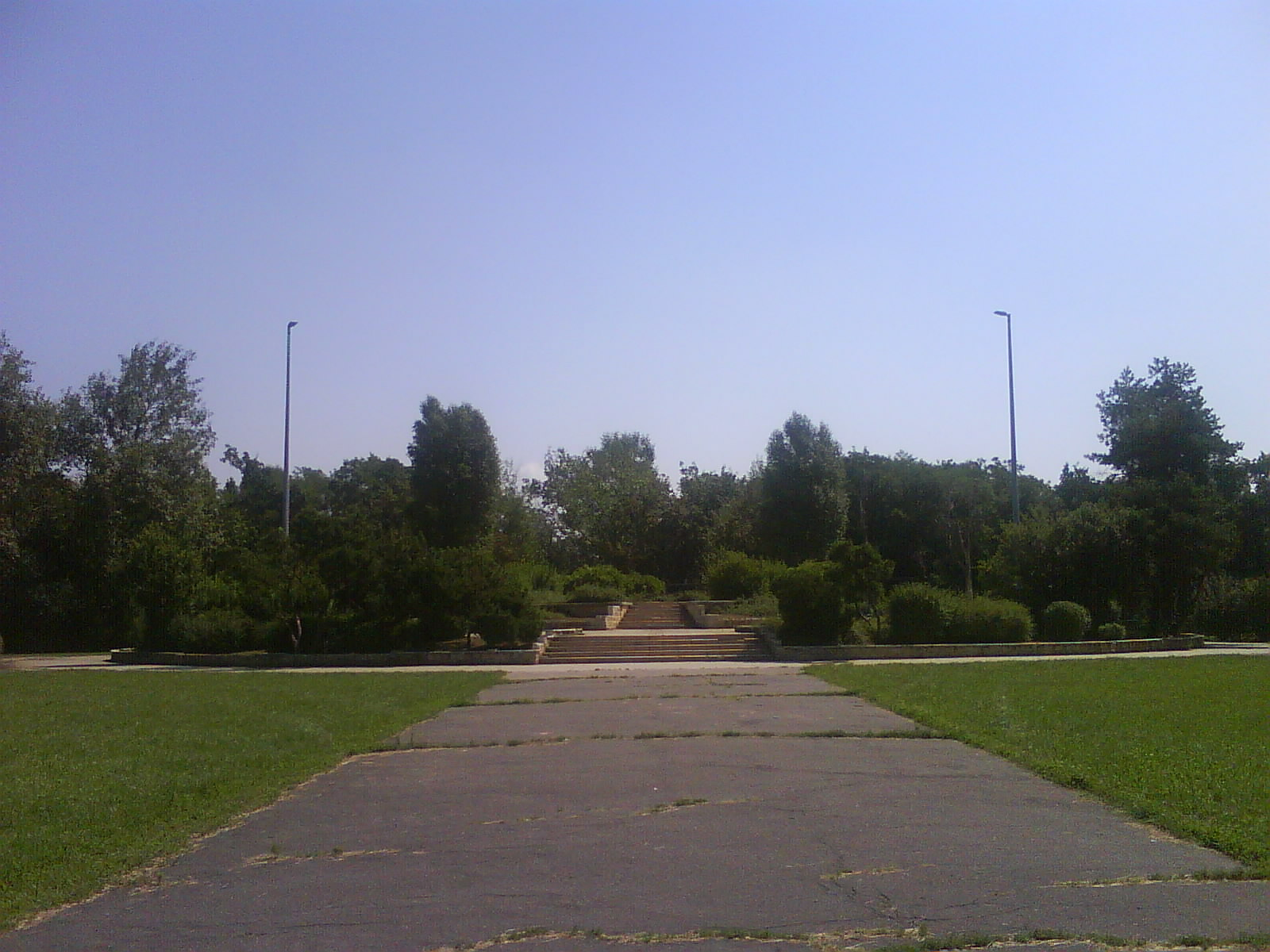
Óhegy park
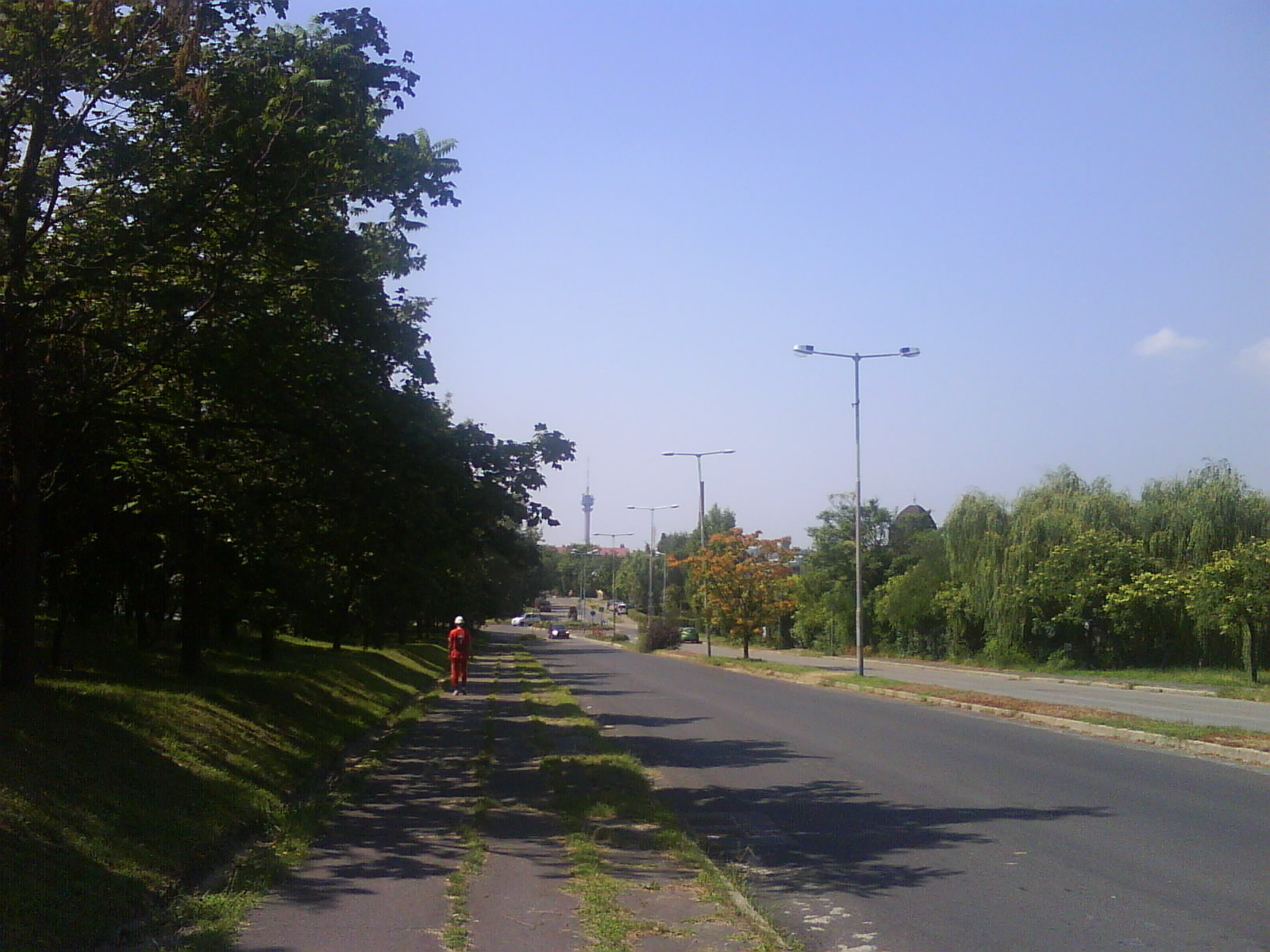
Kőér utca, háttérben a Száva utcai torony
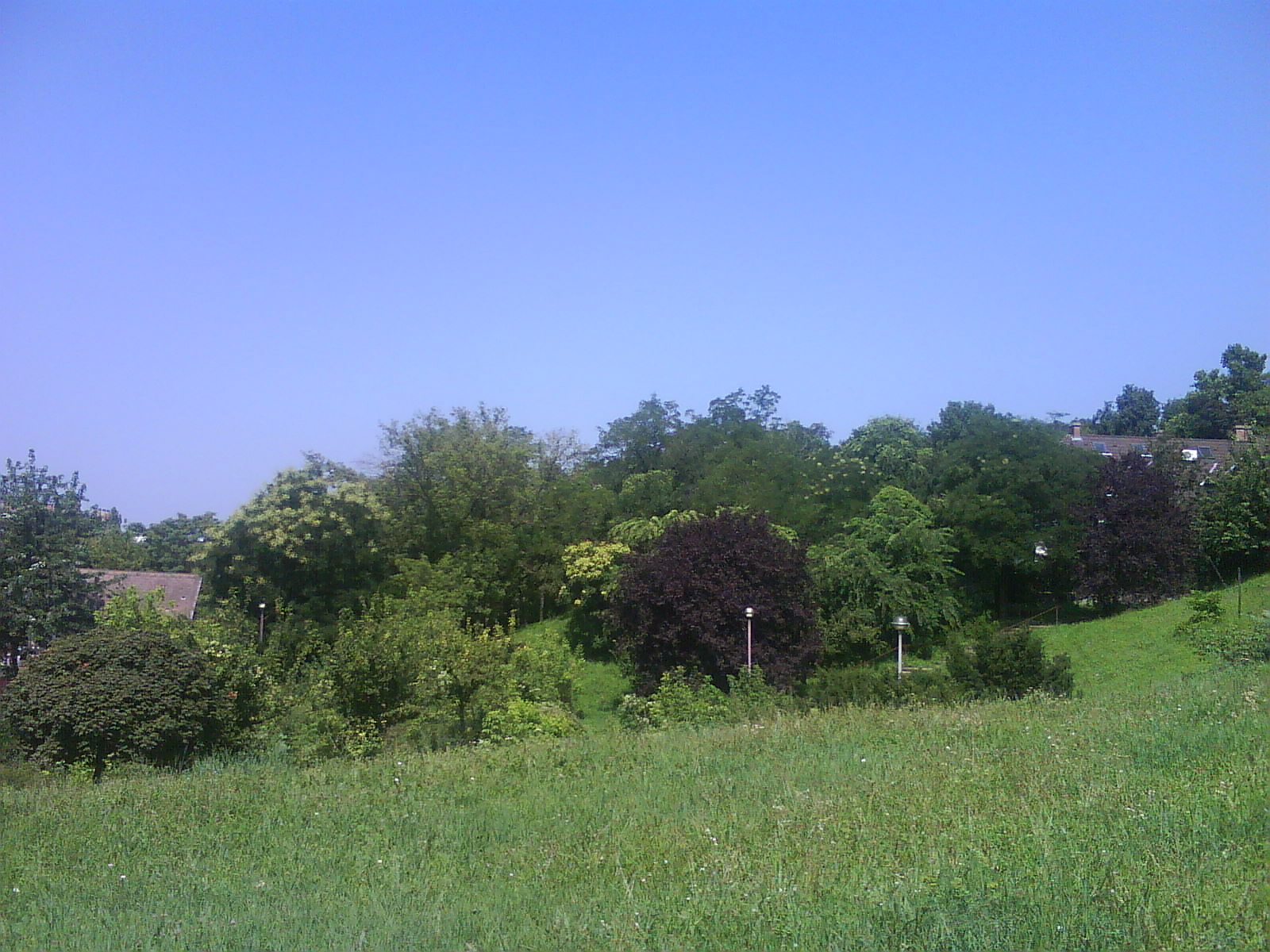
Dausz Gyula park
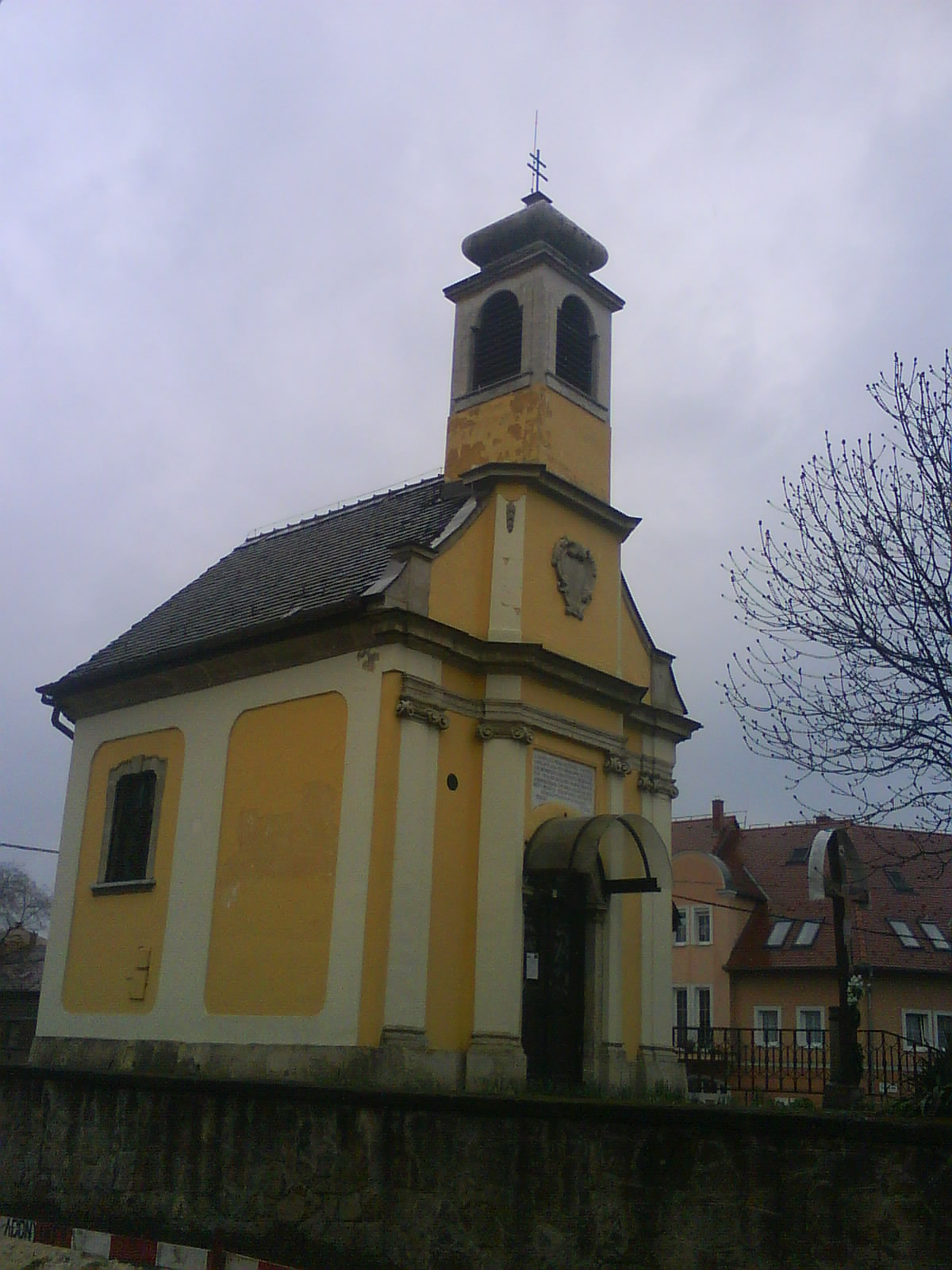
Conti-kápolna
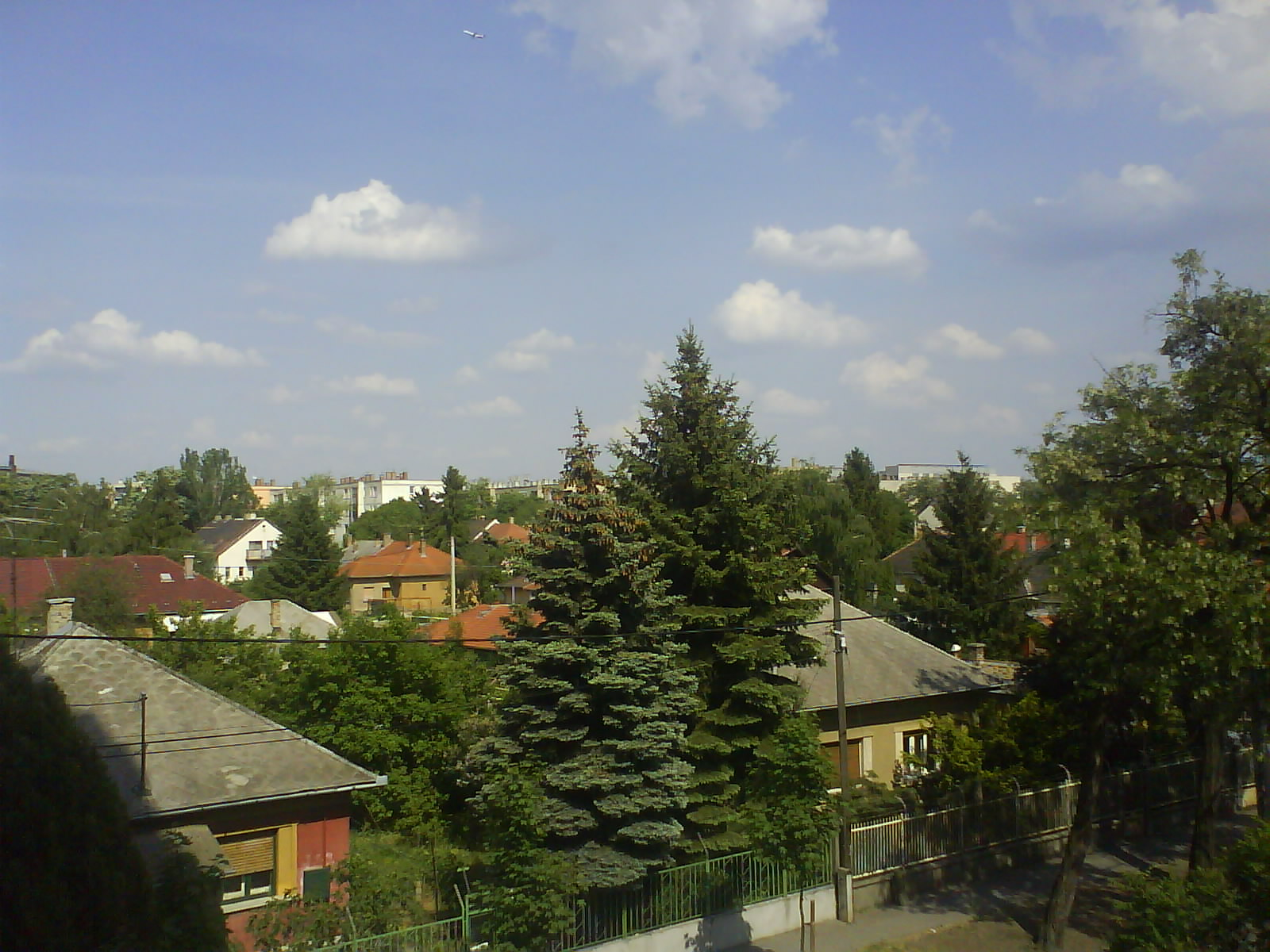
Kőbányai látkép nyáron...
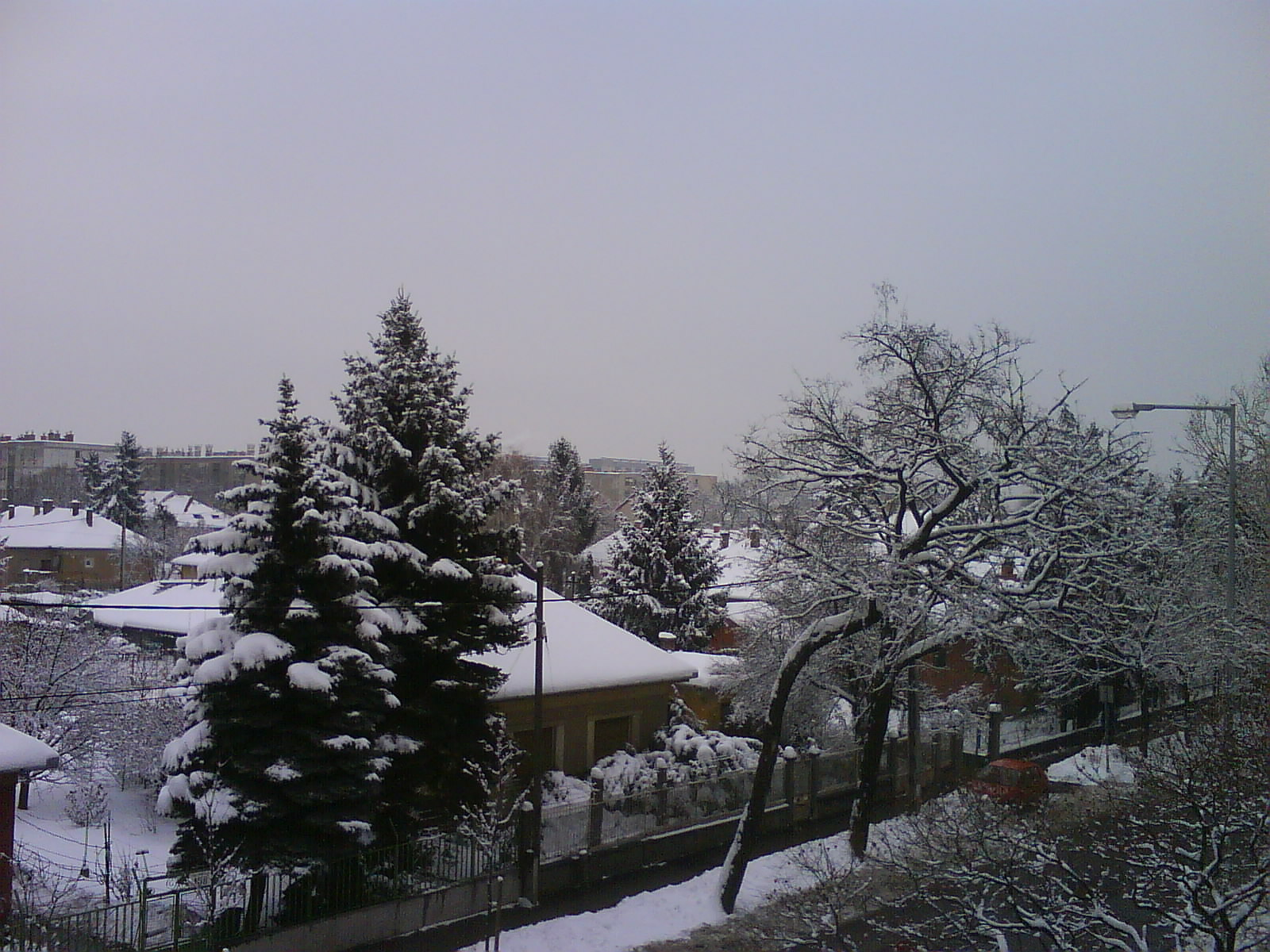
... és télen
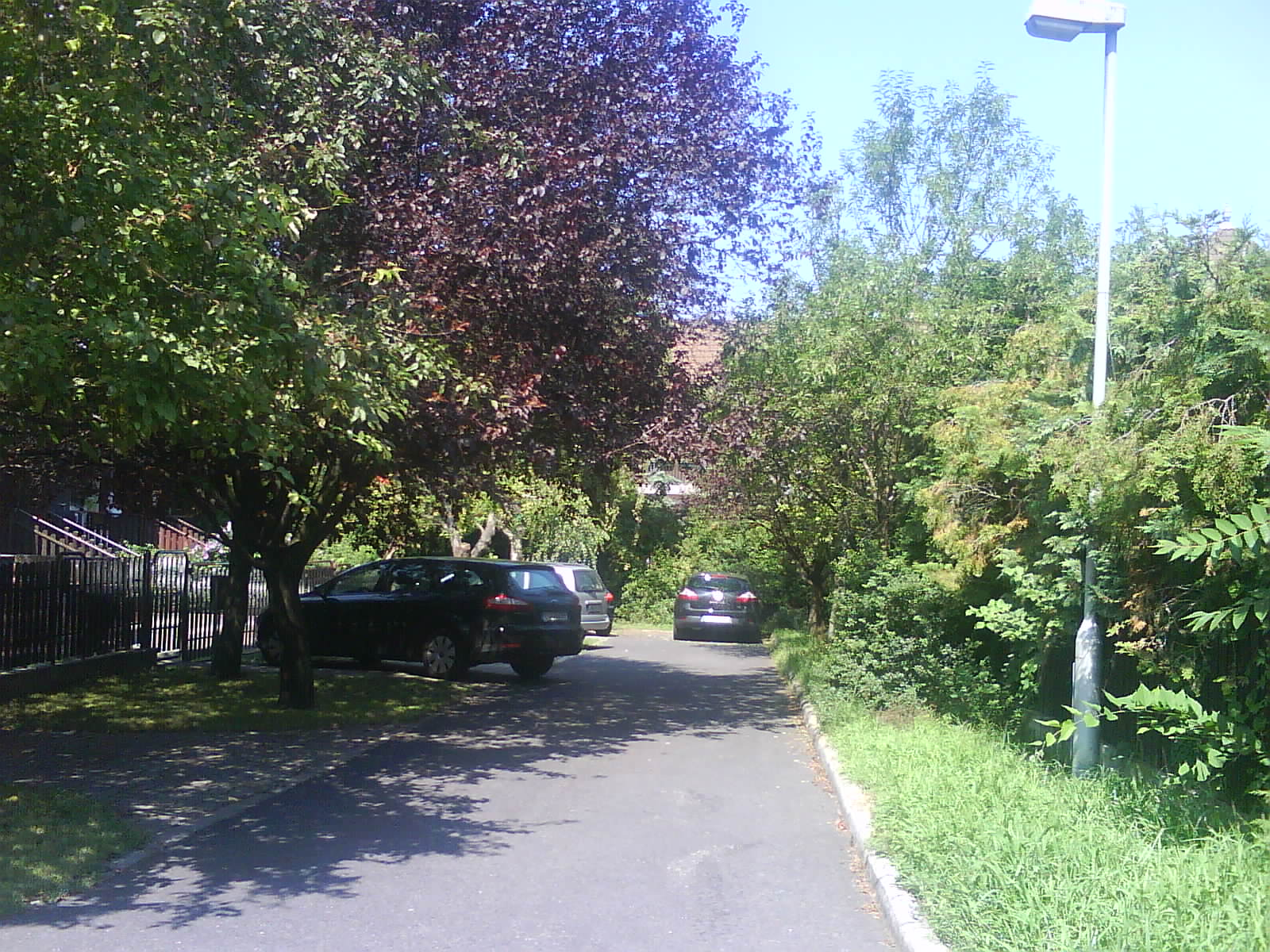
Kőér köz
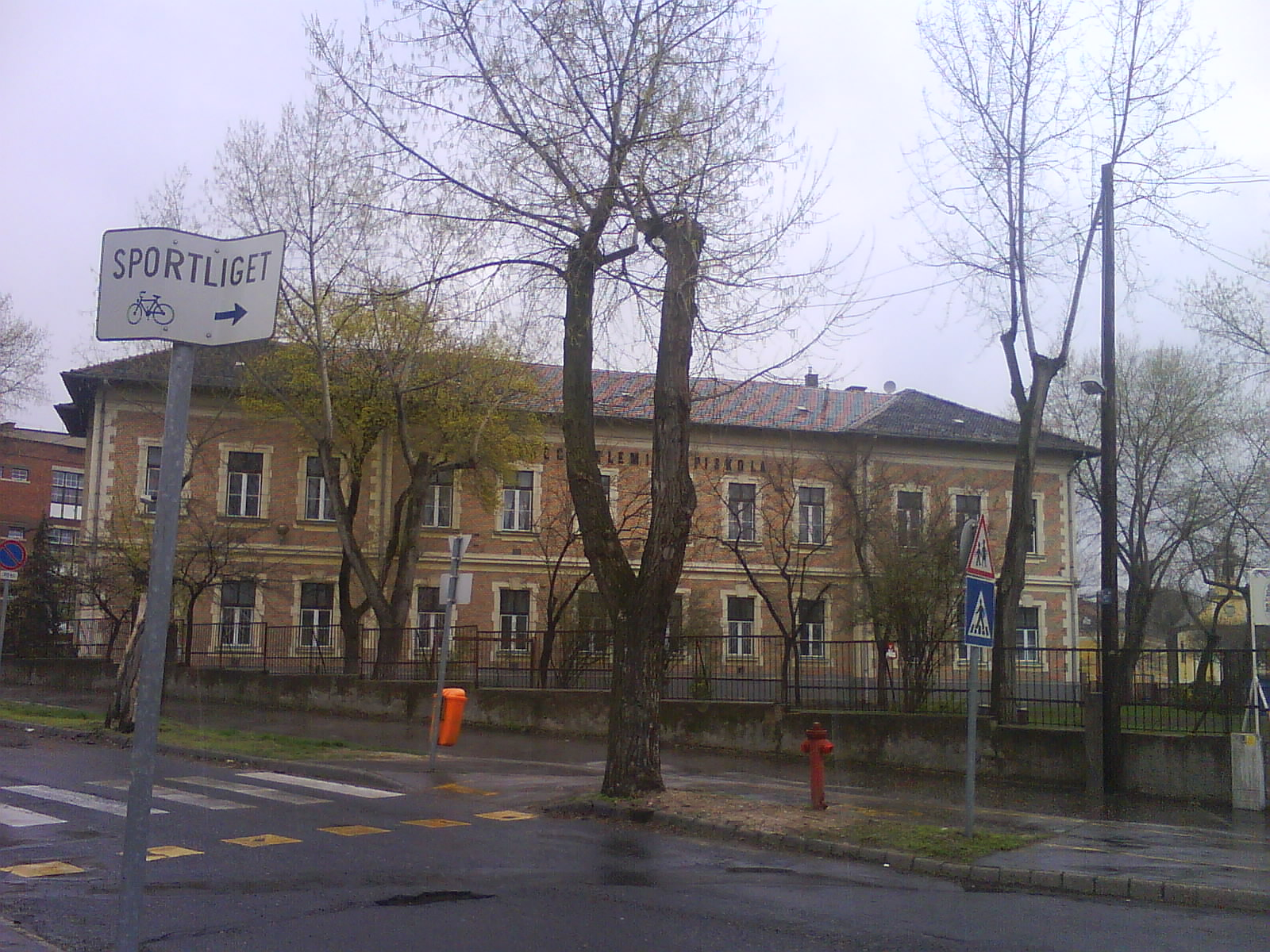
Kápolna Téri Általános Iskola
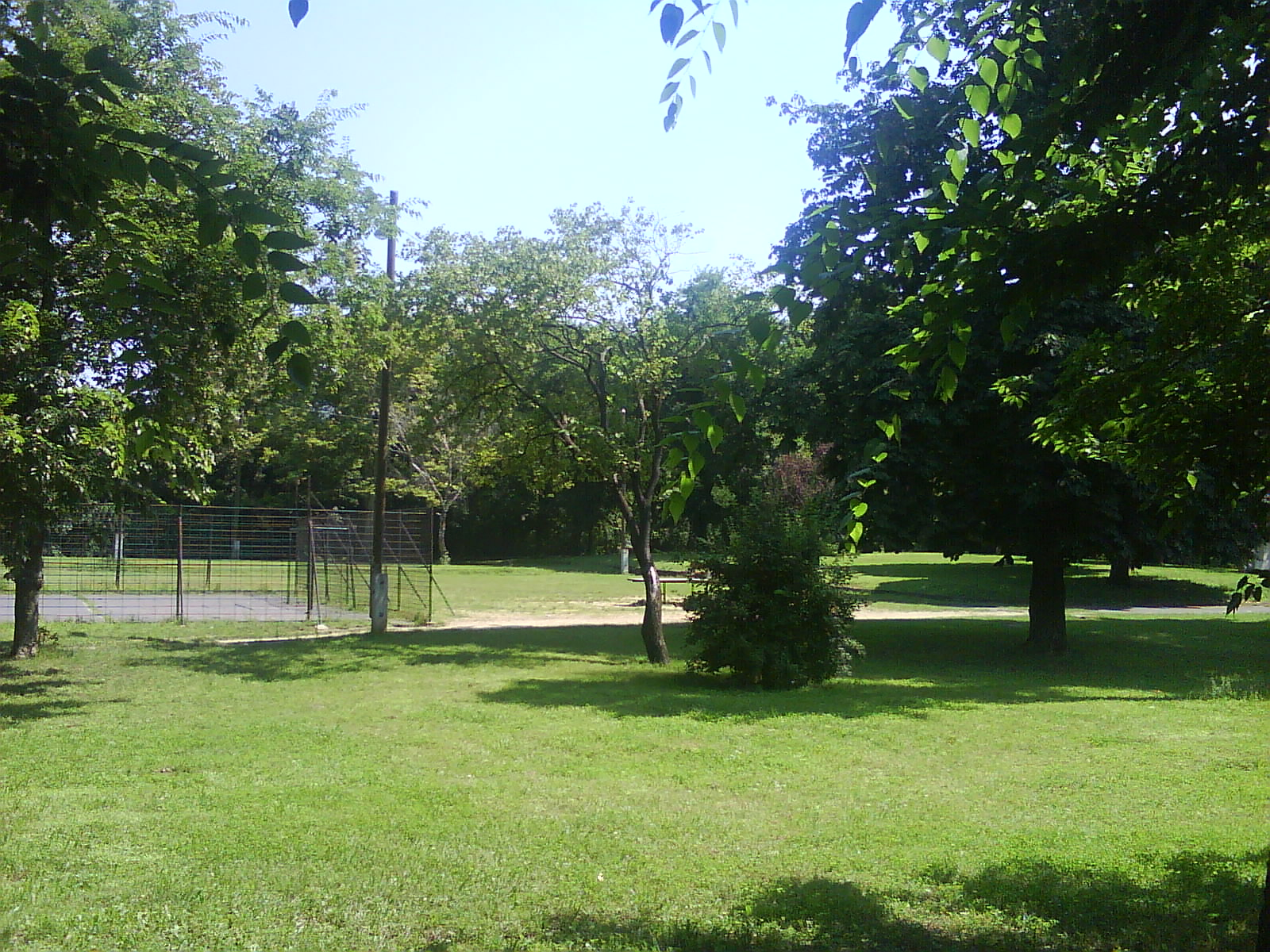
Csajkovszkij park
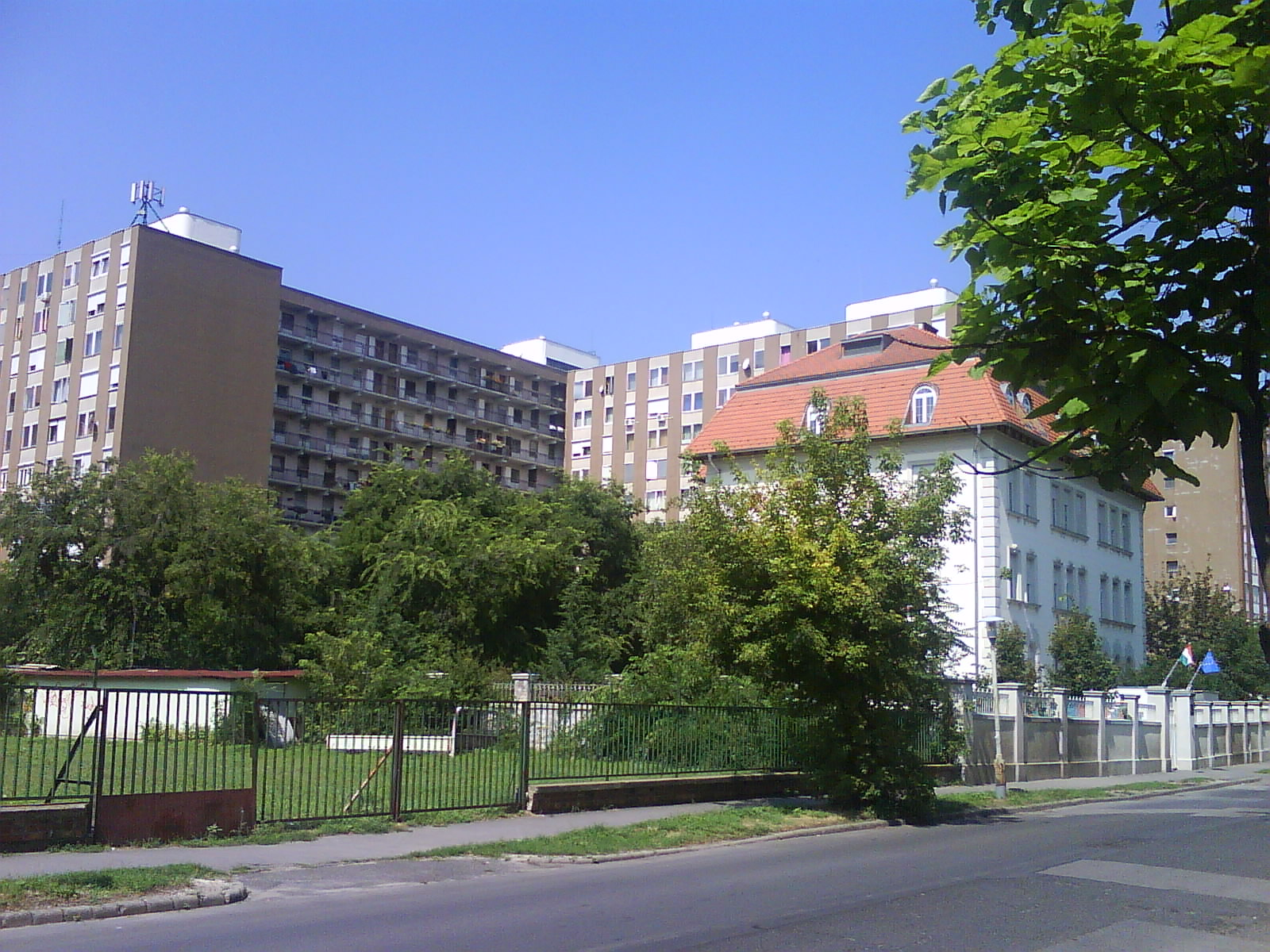
Lakóház a Halom utcában
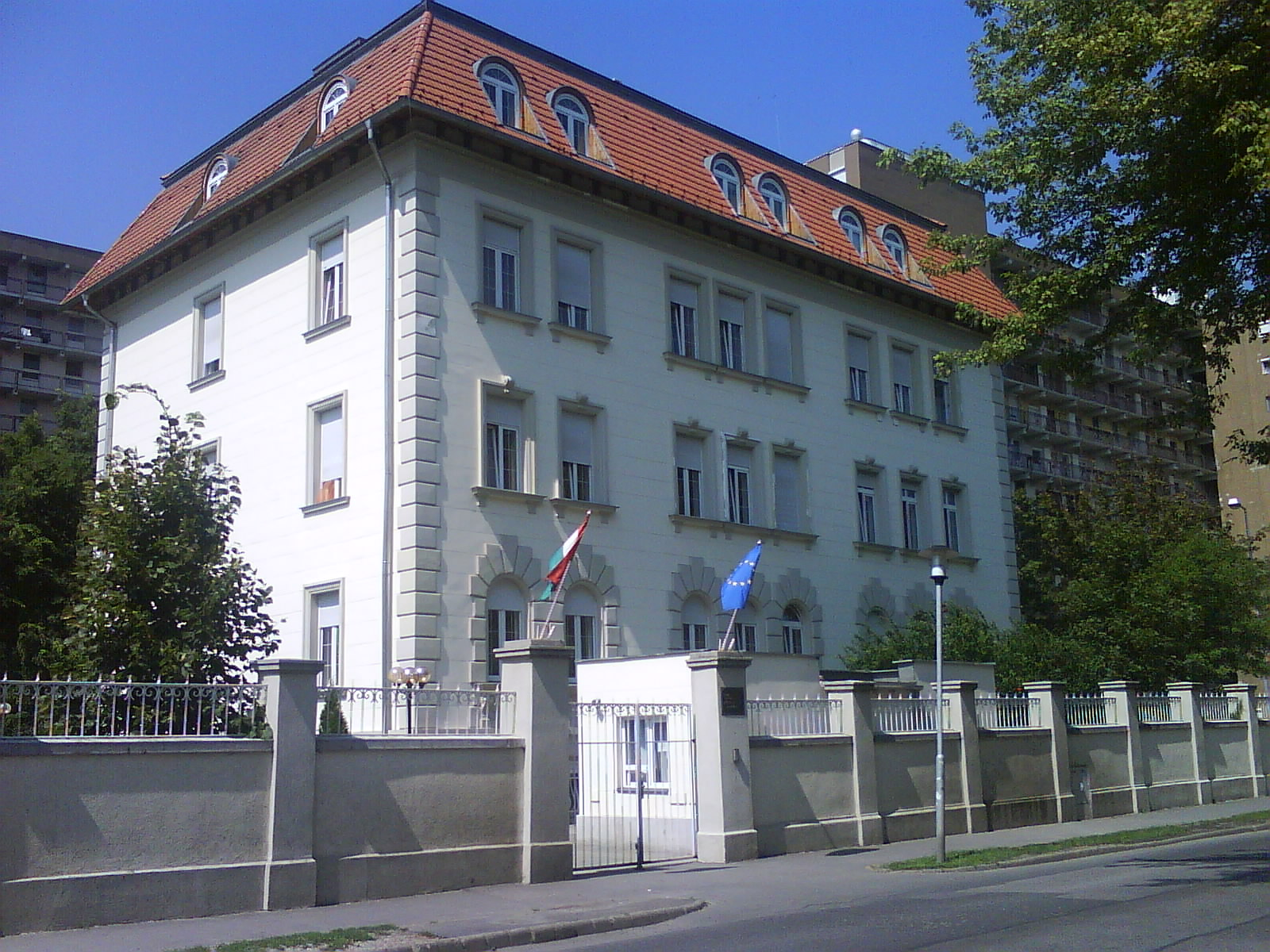
Budapest Fővárosi Önkormányzat Idősek Otthona
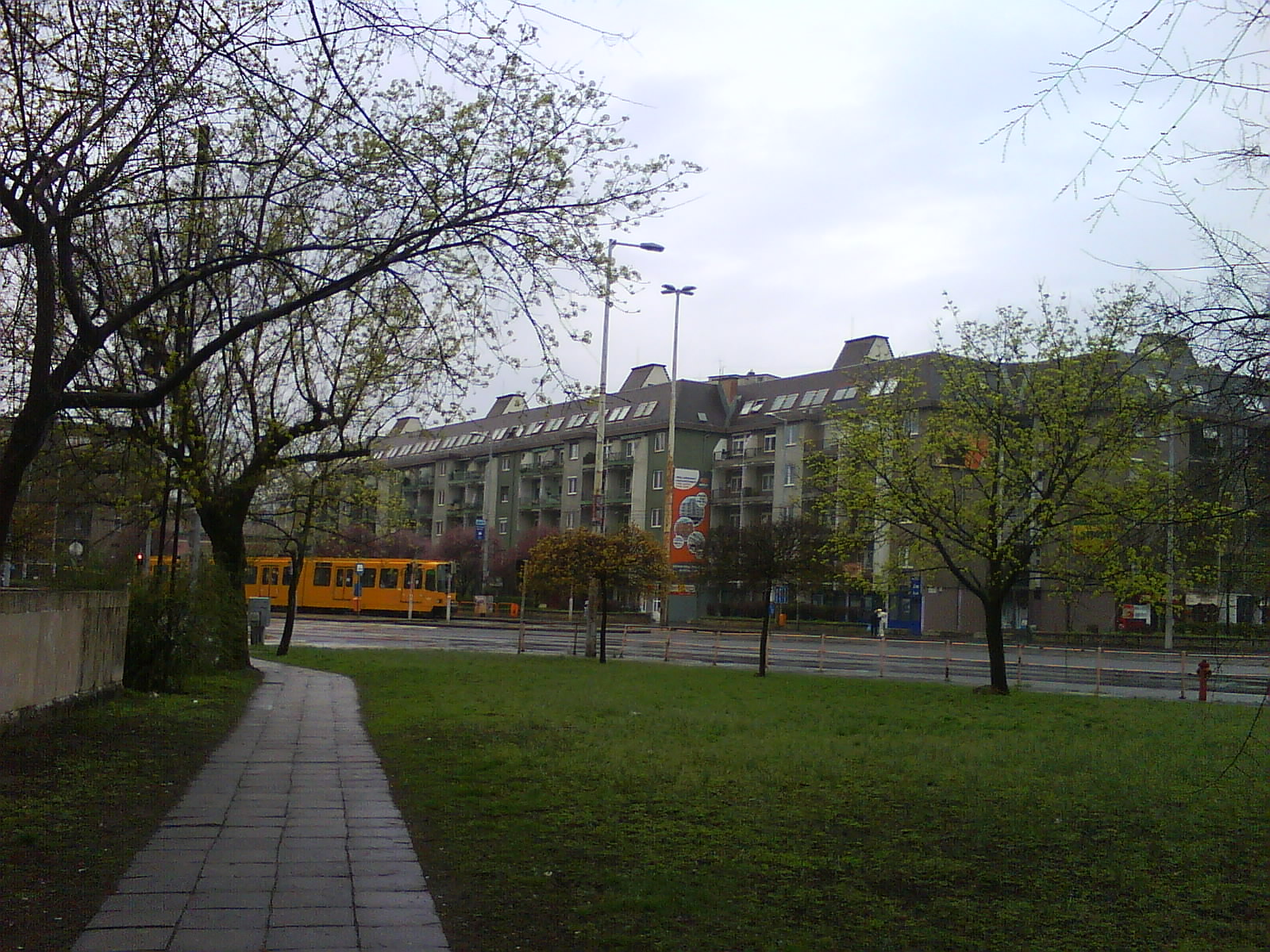
Szent László tér
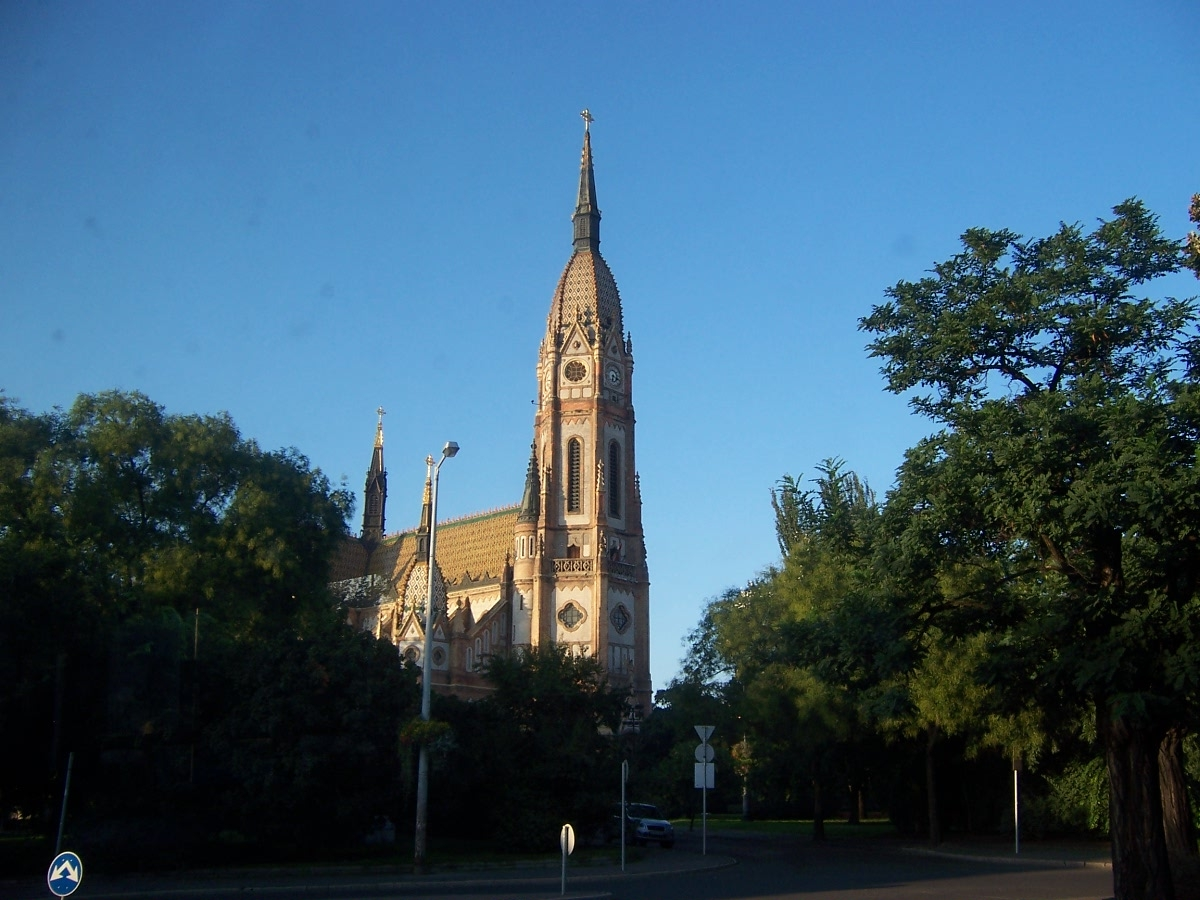
Szent László-templom
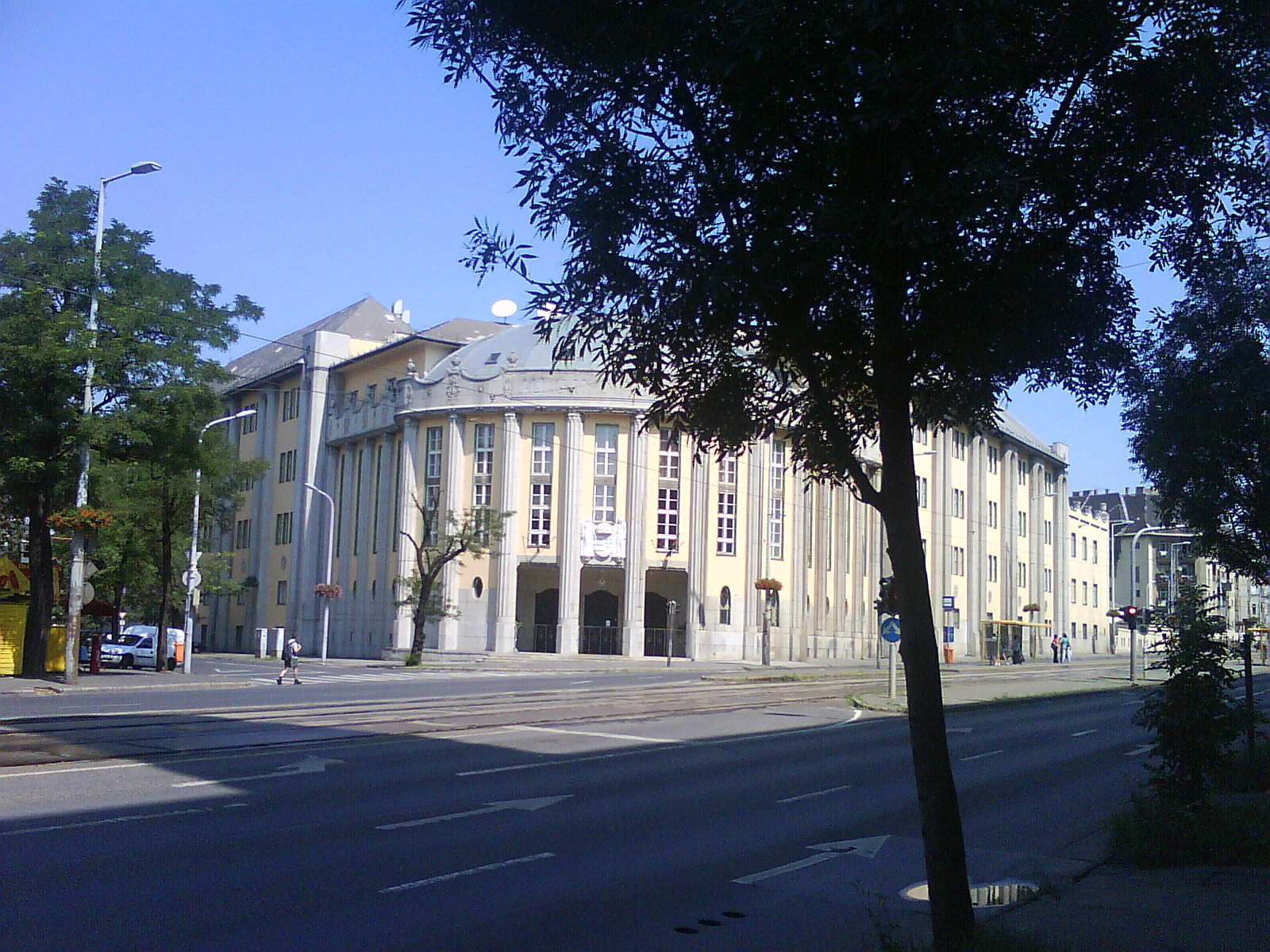
Szent László Gimnázium
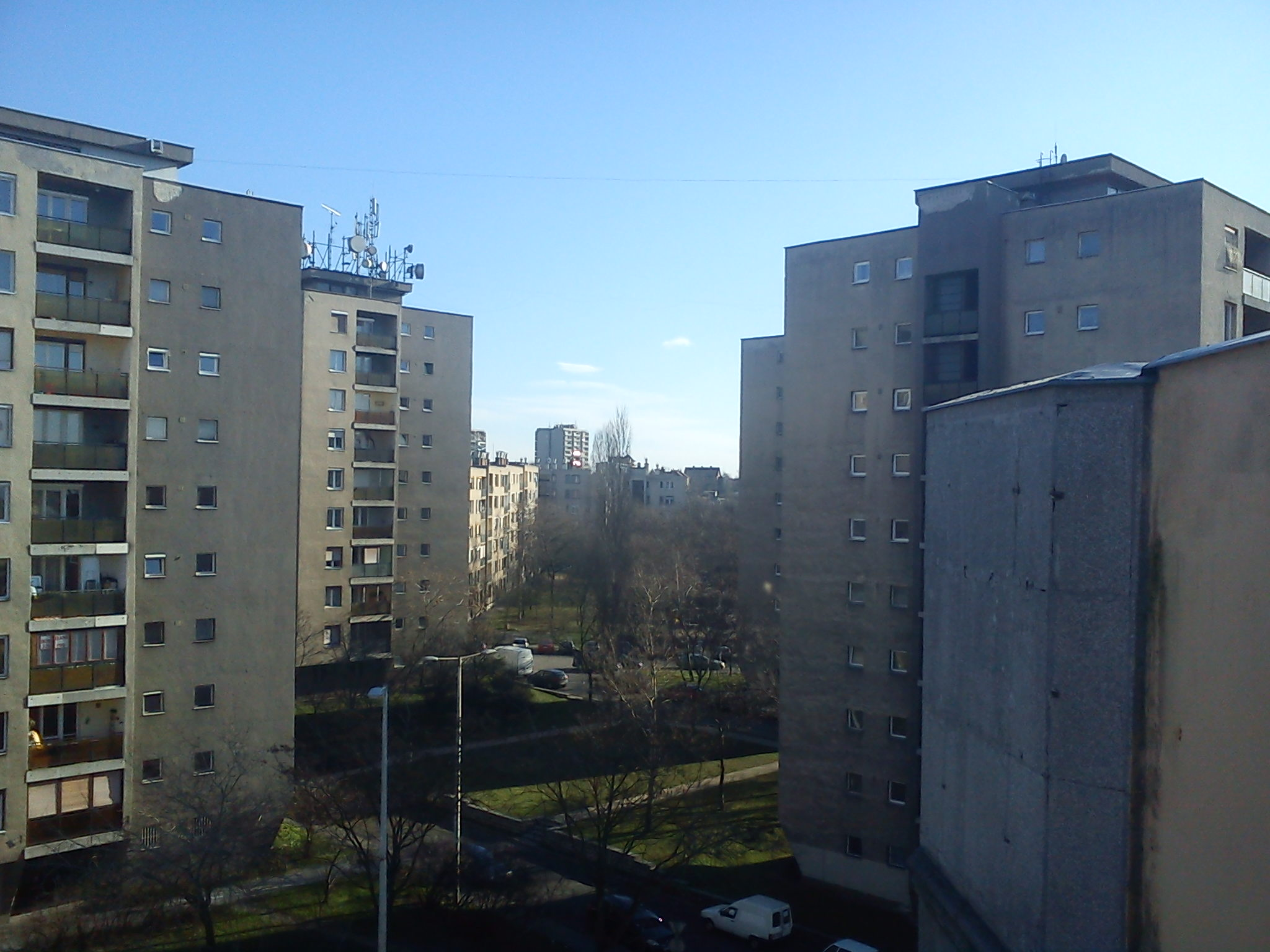
A Kőrösi Csoma Sándor út és a Harmat utca sarkán lévő panelházak
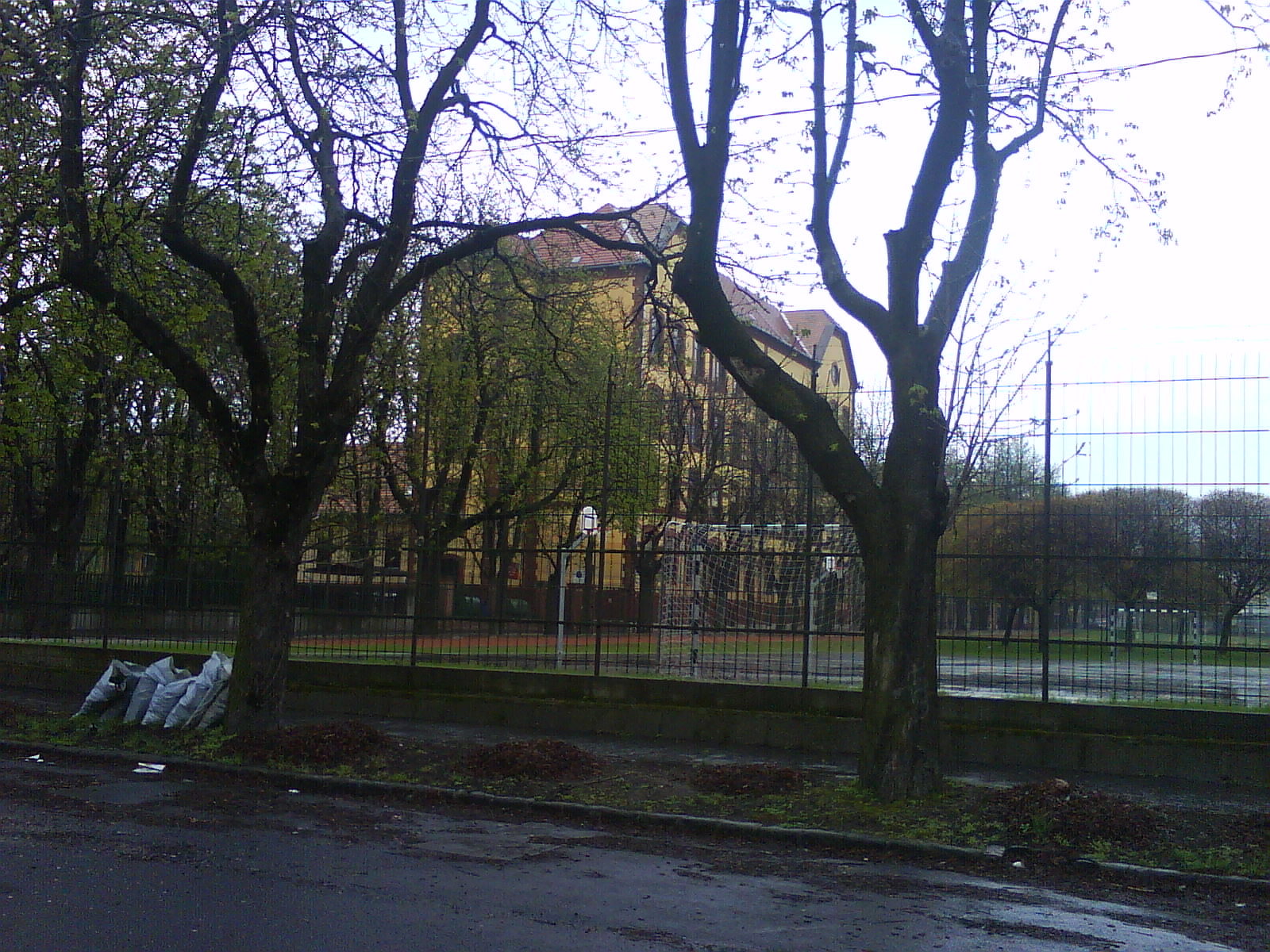
Giorgio Perlasca SZKI
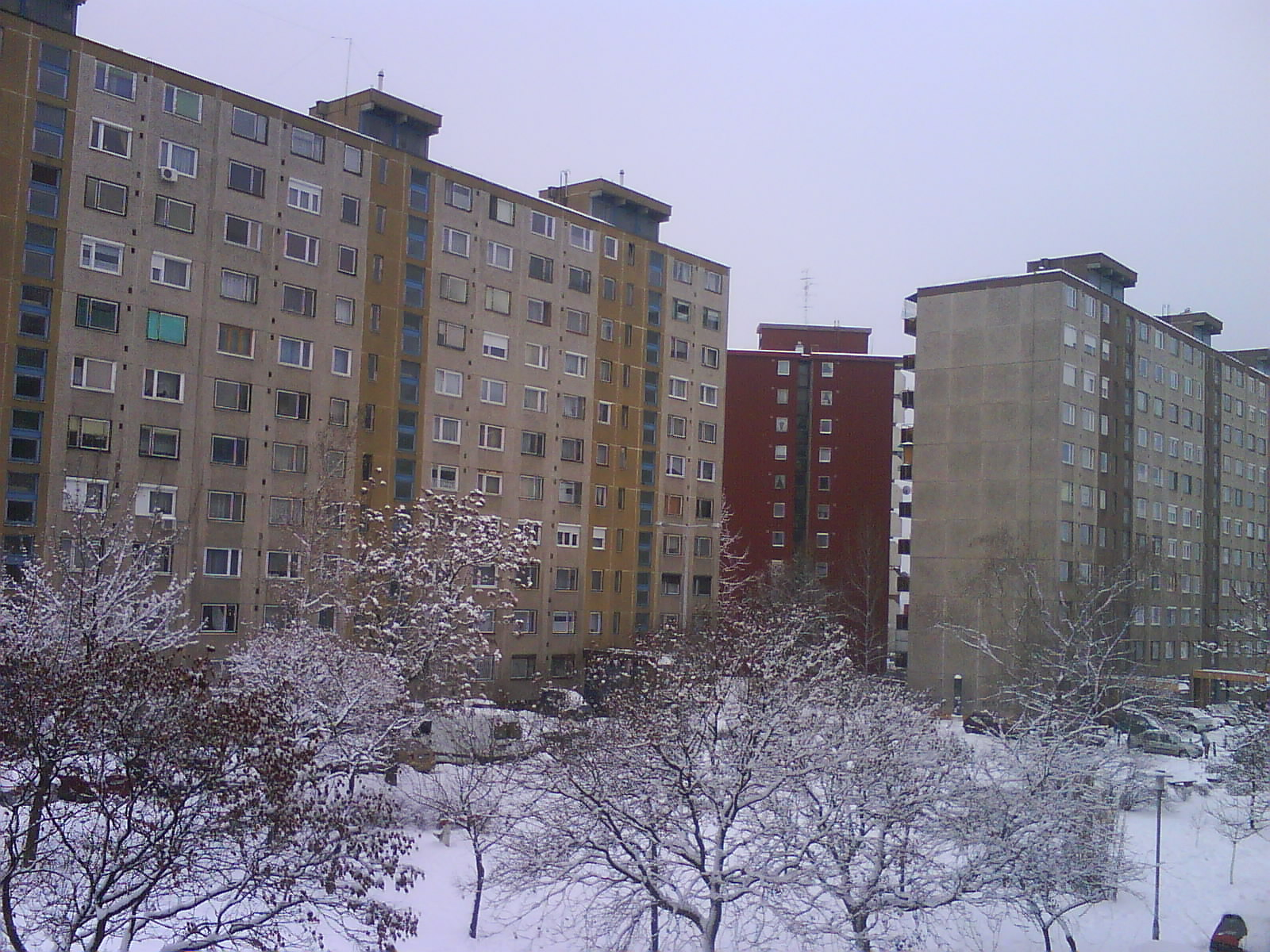
Panelházak
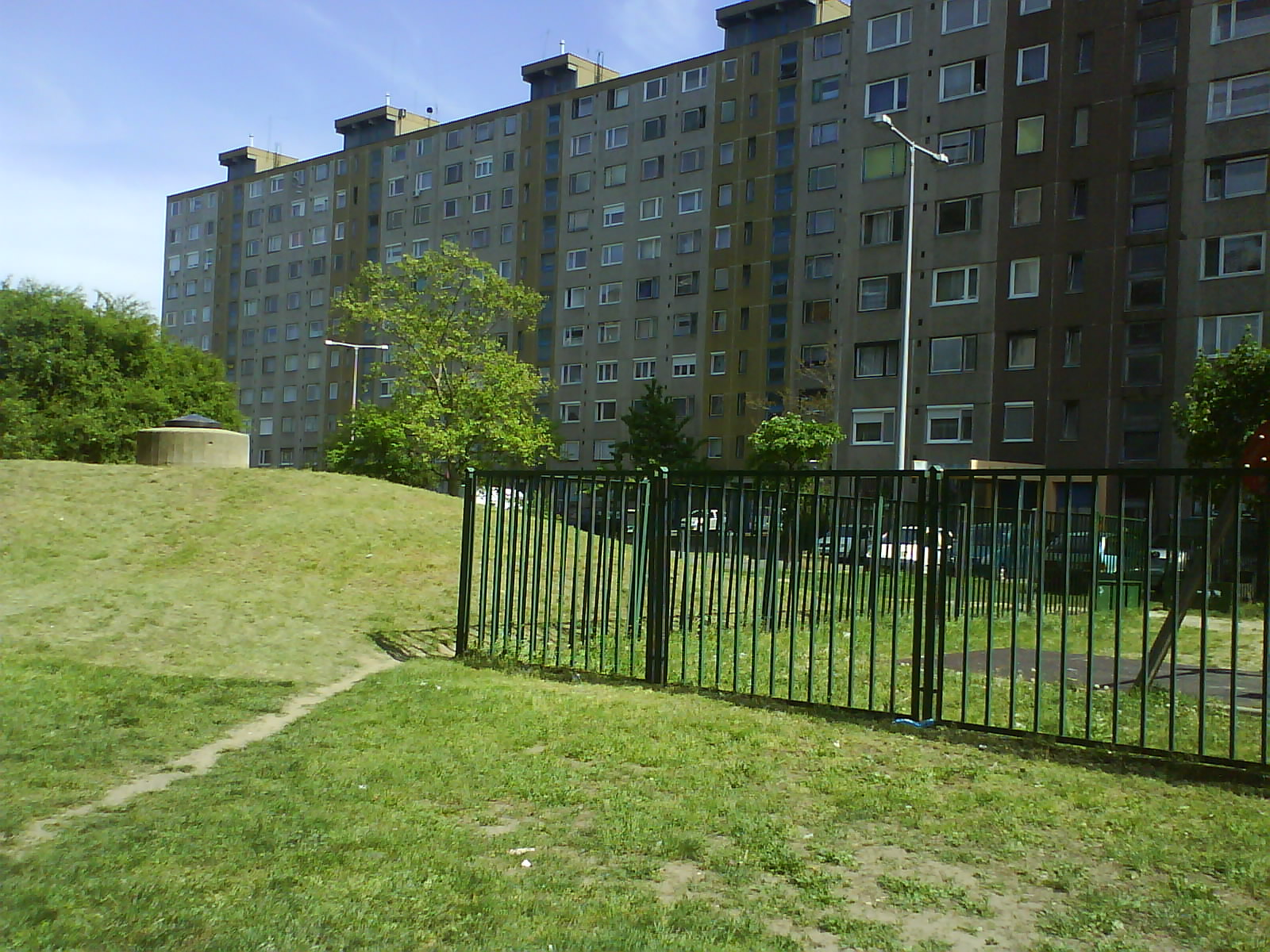
Lakótelep az Óhegyen
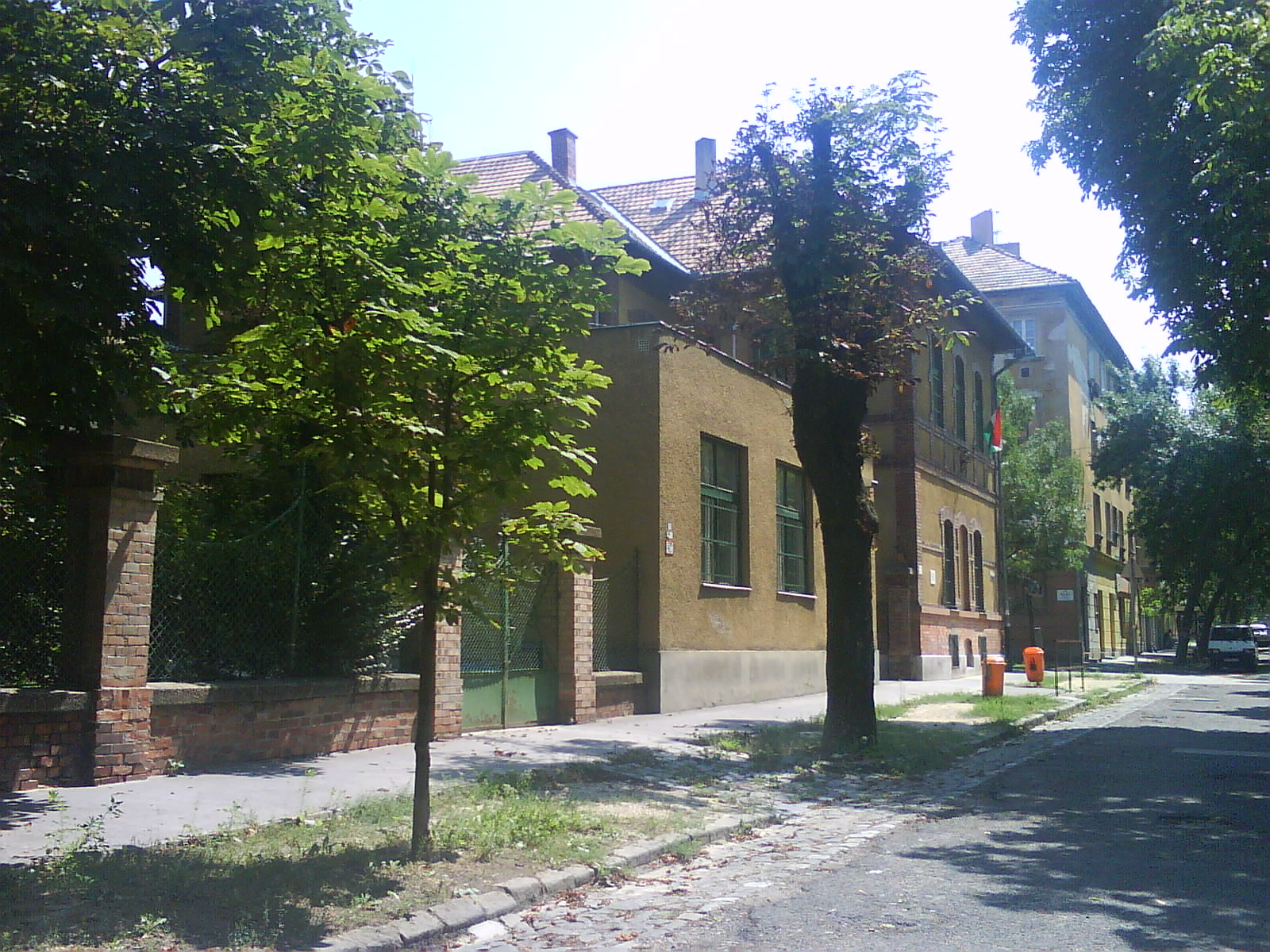
1896-ban épült Napköziotthonos Óvoda
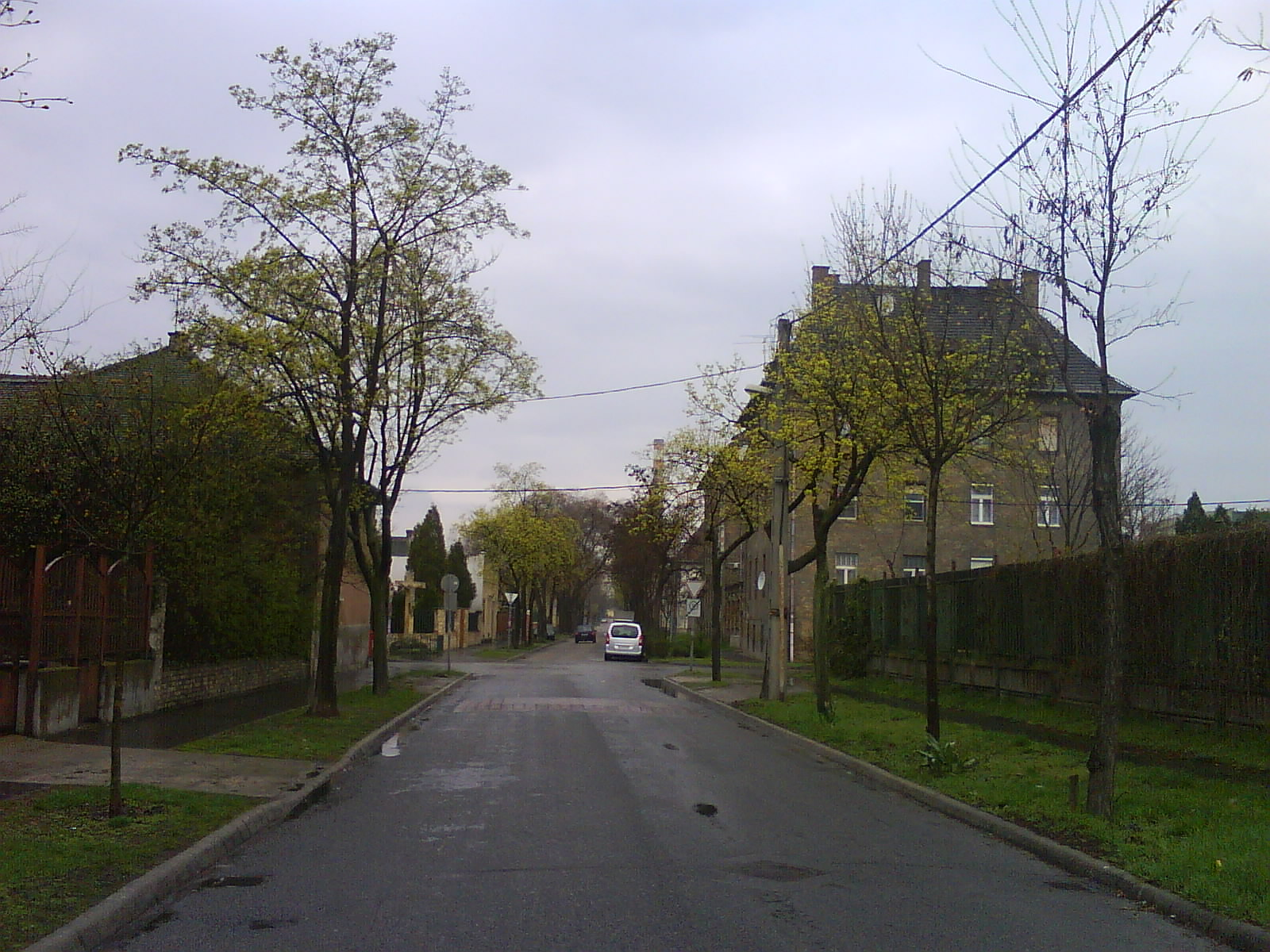
Sörgyár utca
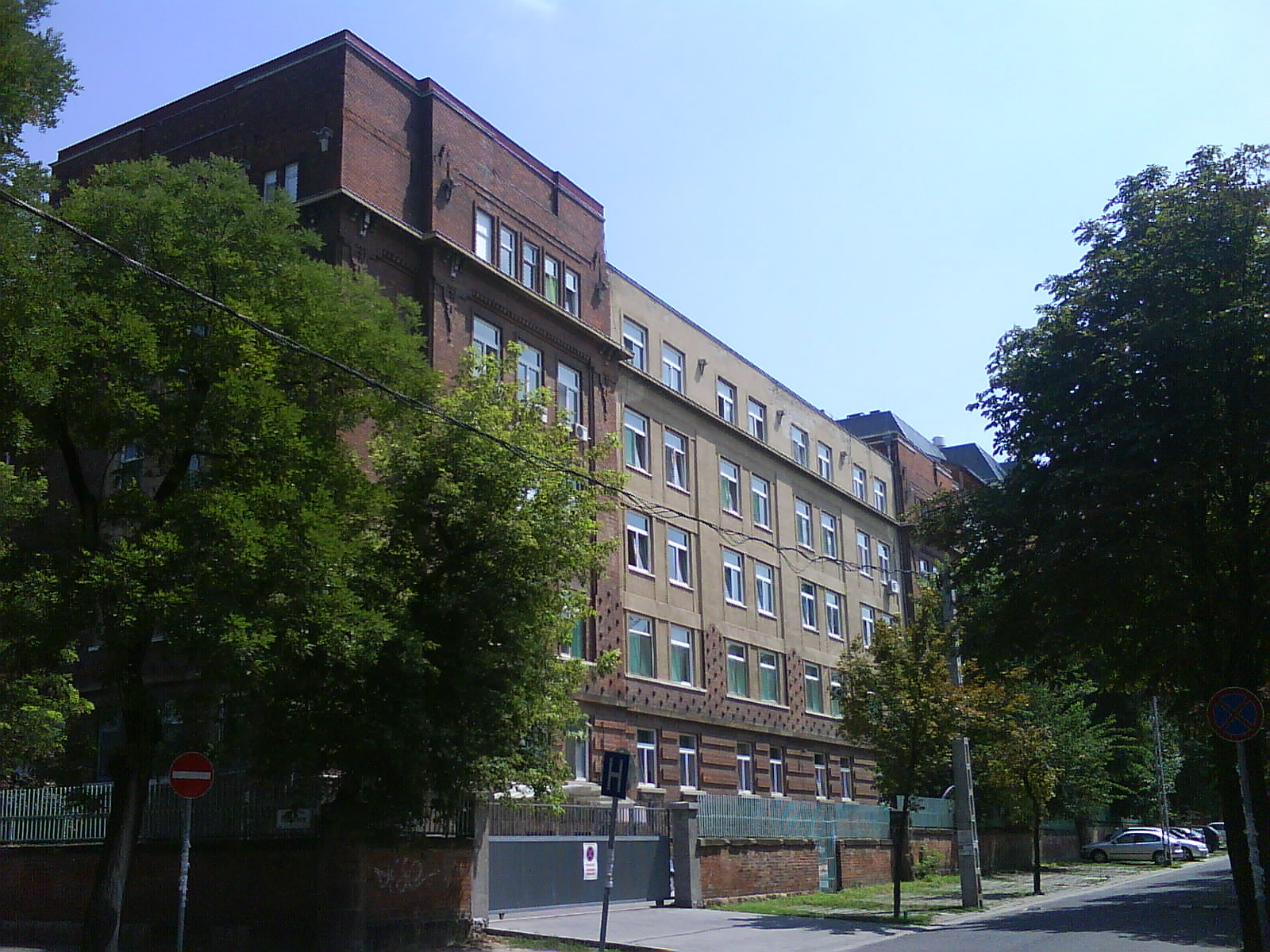
Bajcsy-Zsilinszky Kórház
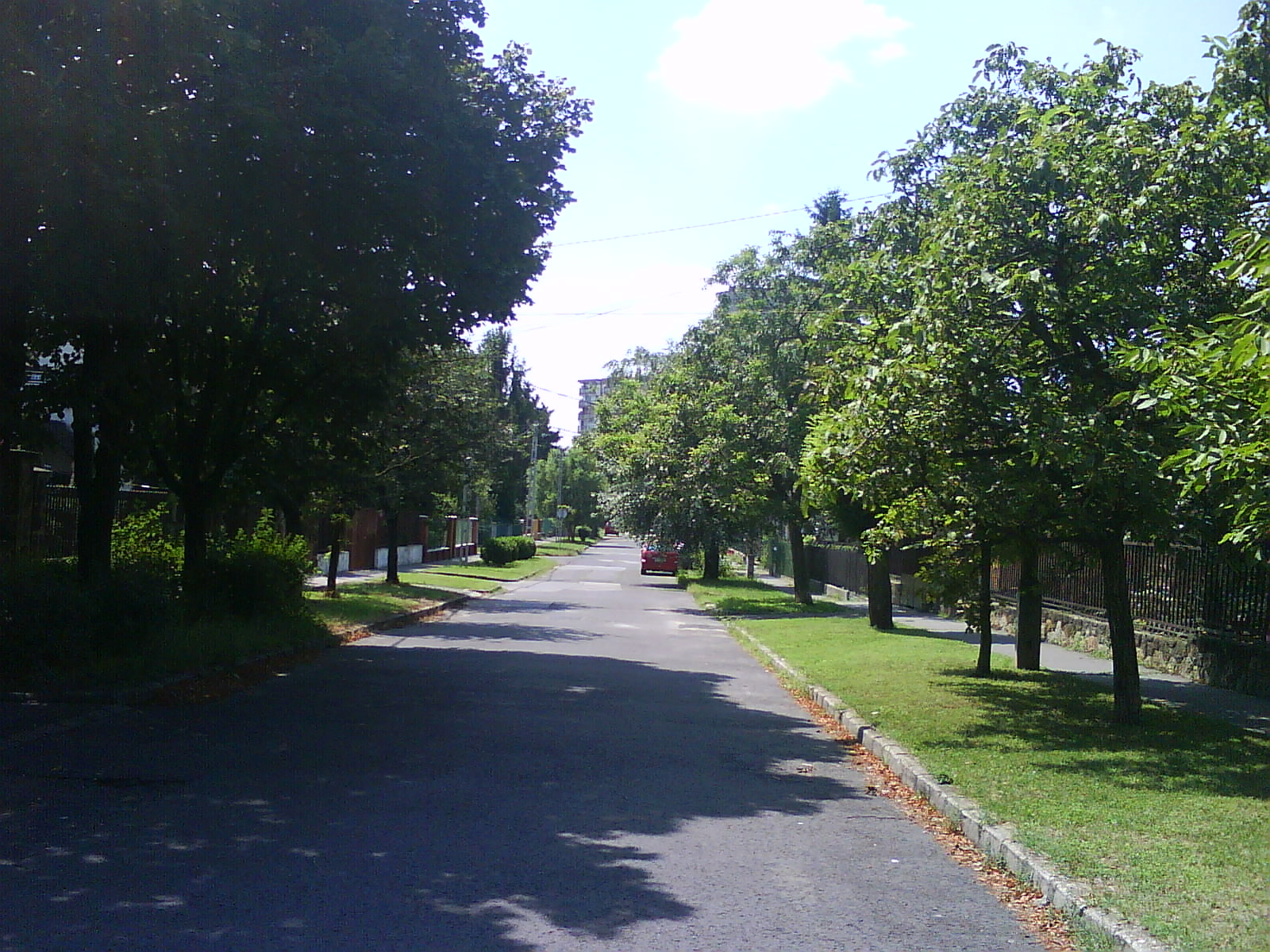
Kertváros Óhegyen
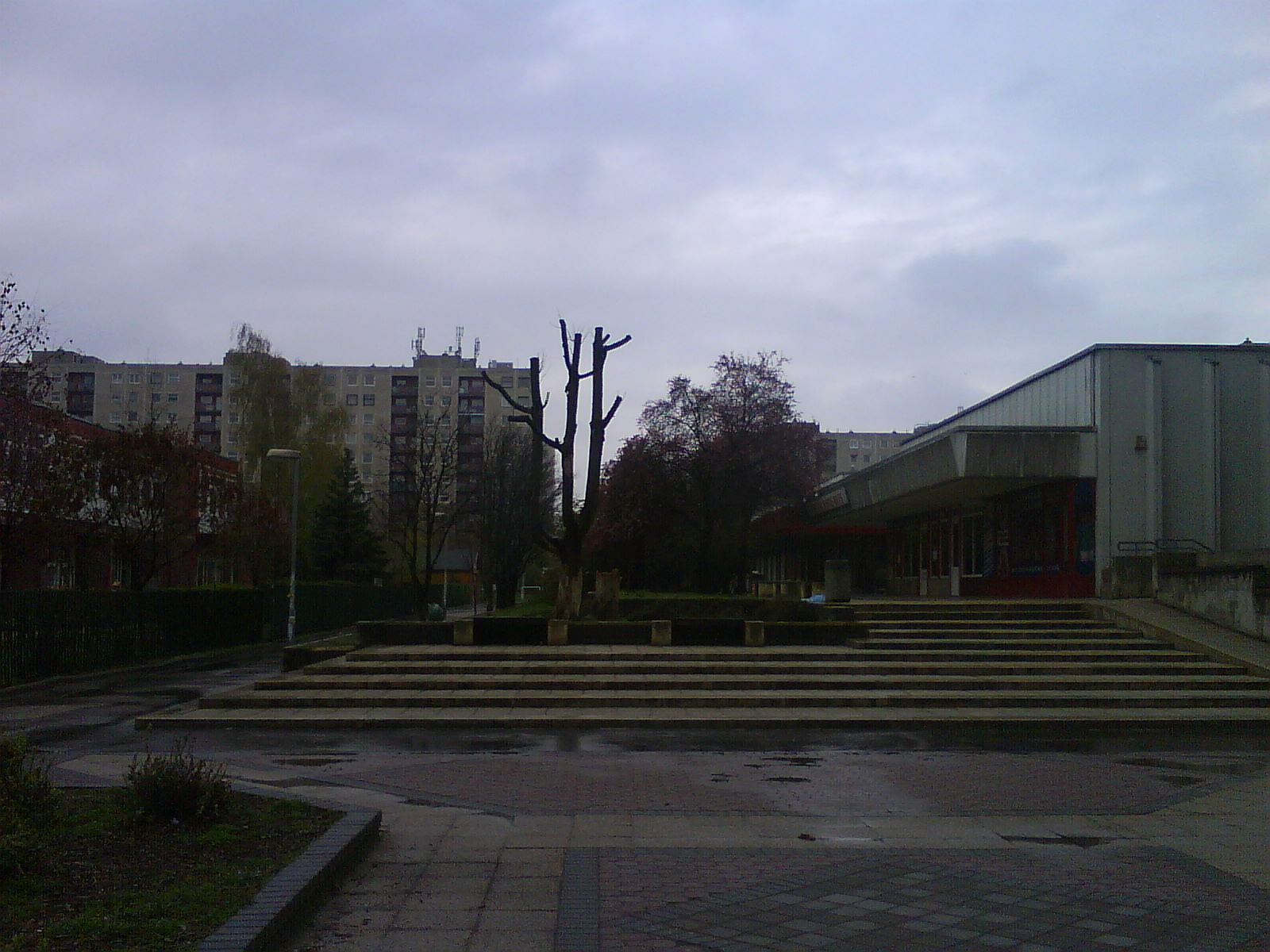
Újhegyi sétány
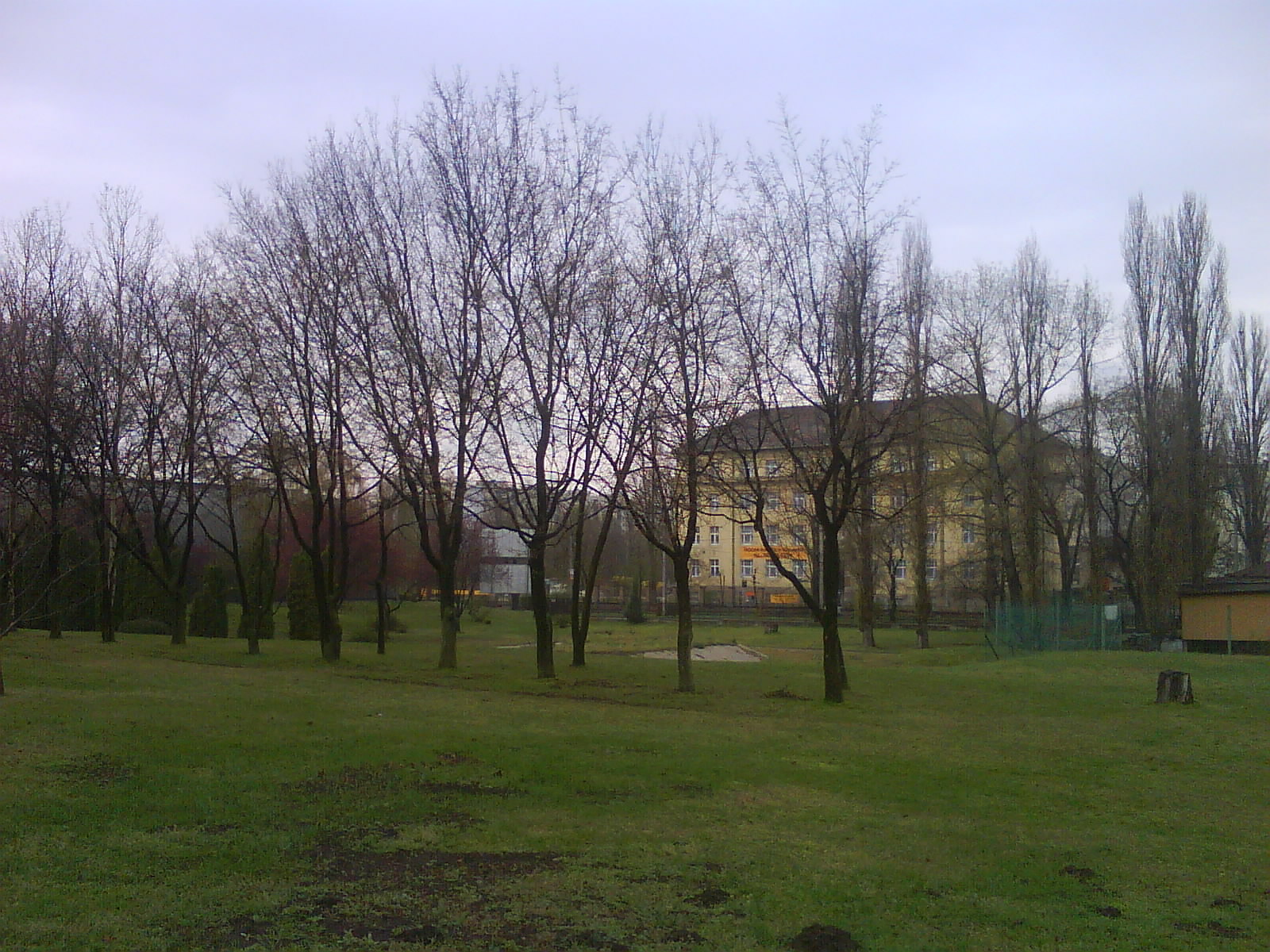
Újhegyi Uszoda udvara
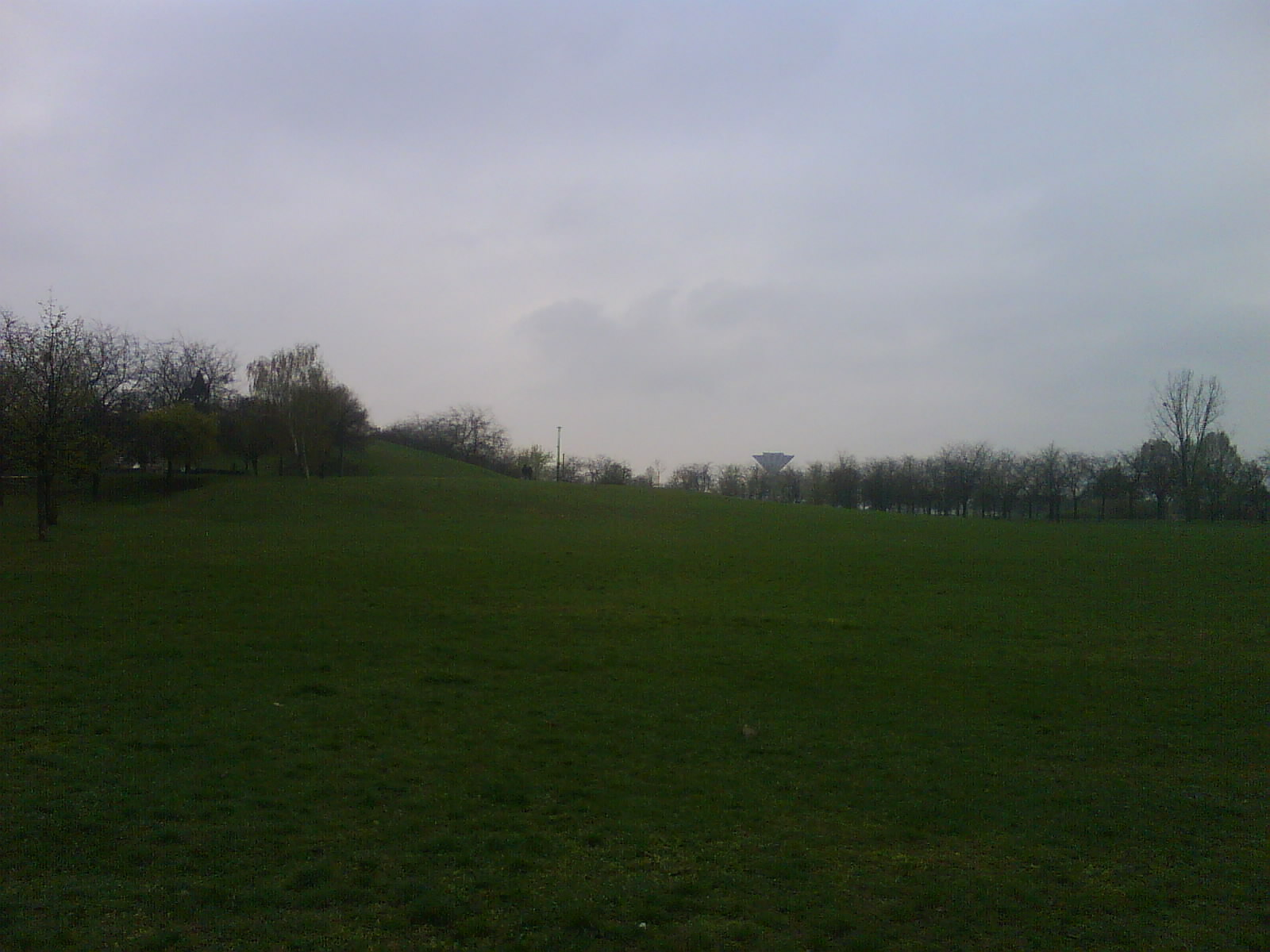
Sportliget
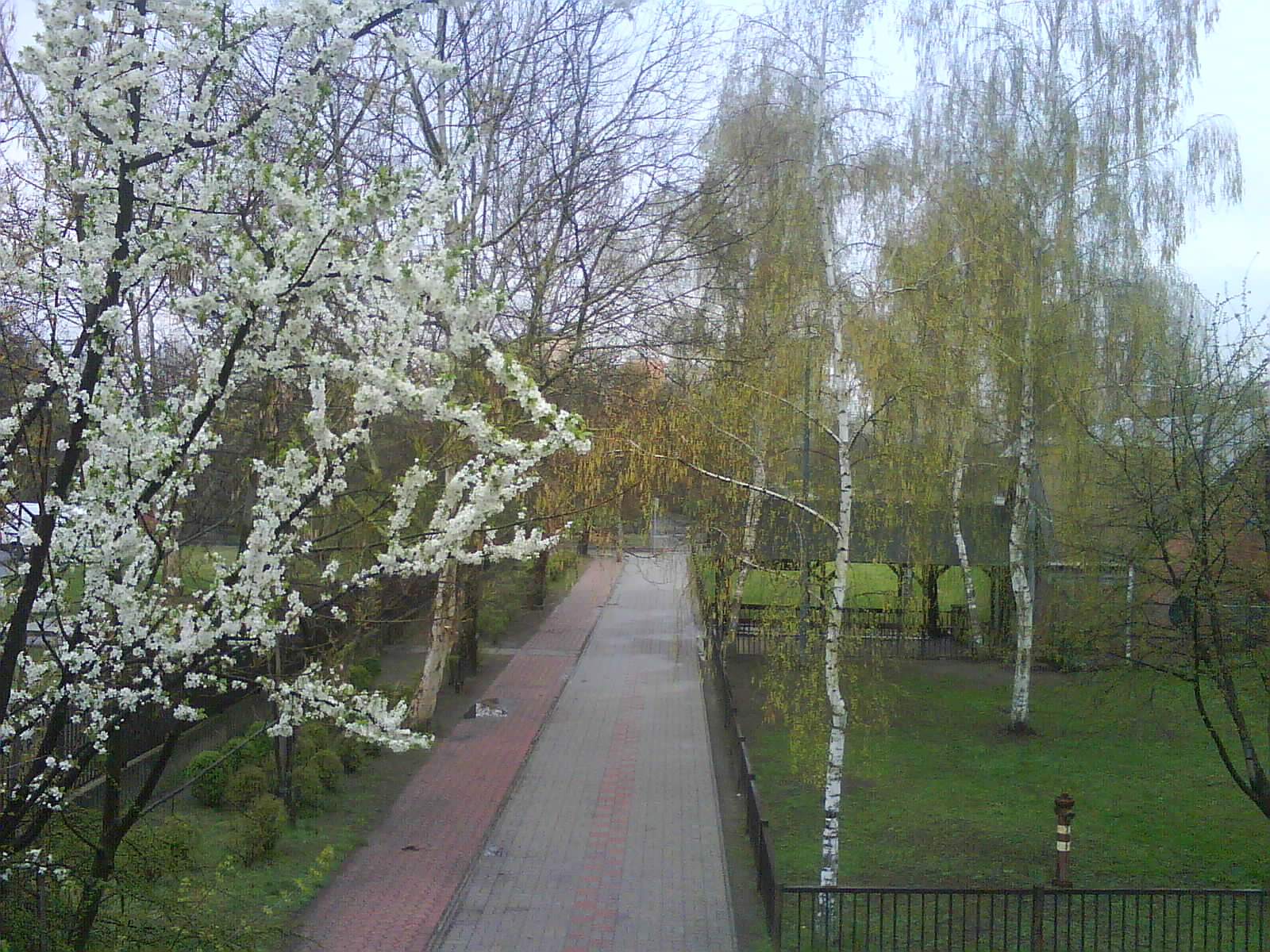
Újhegy park felé
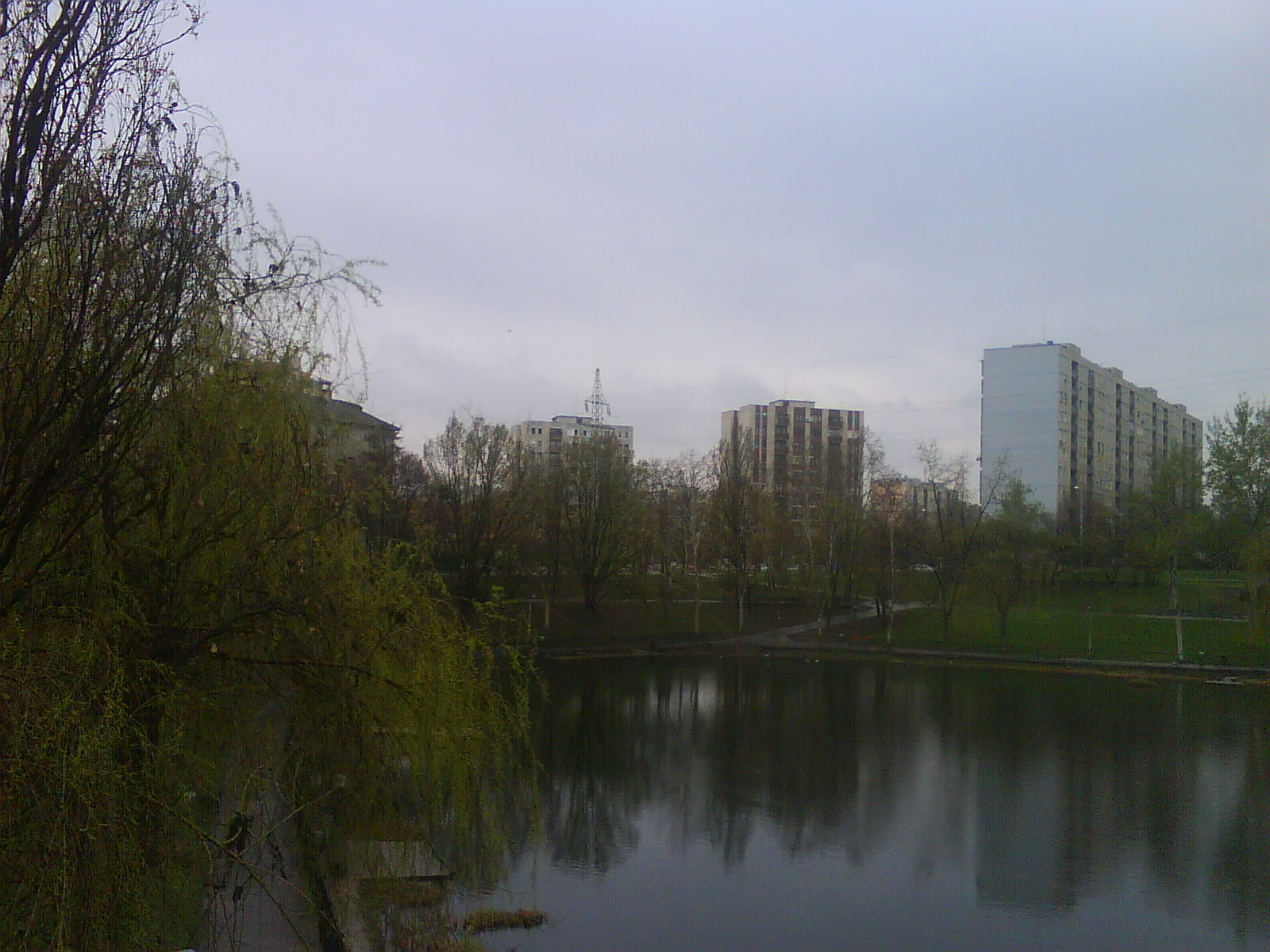
Mély-tó és az Újhegyi lakótelep
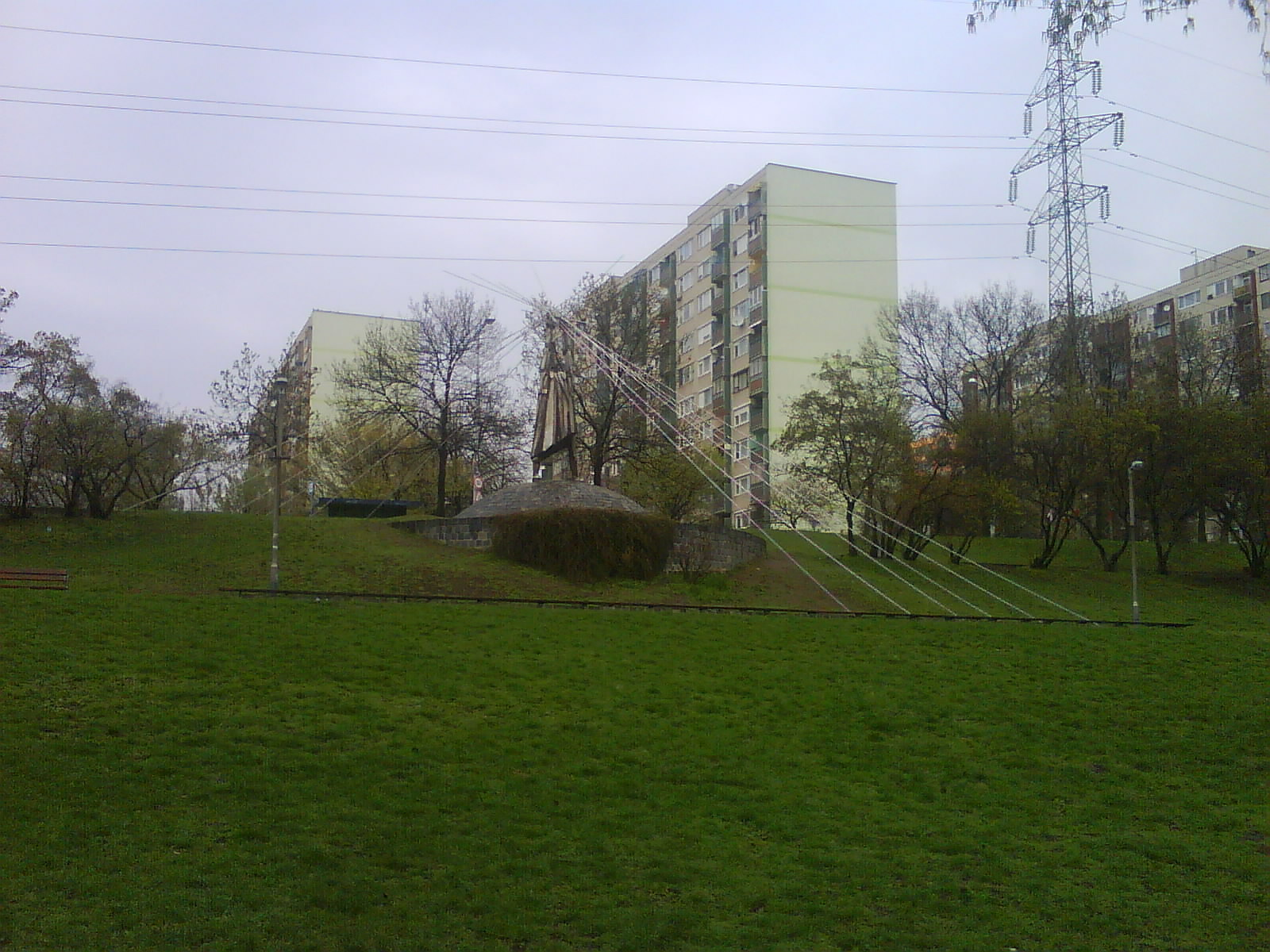
Újhegy park
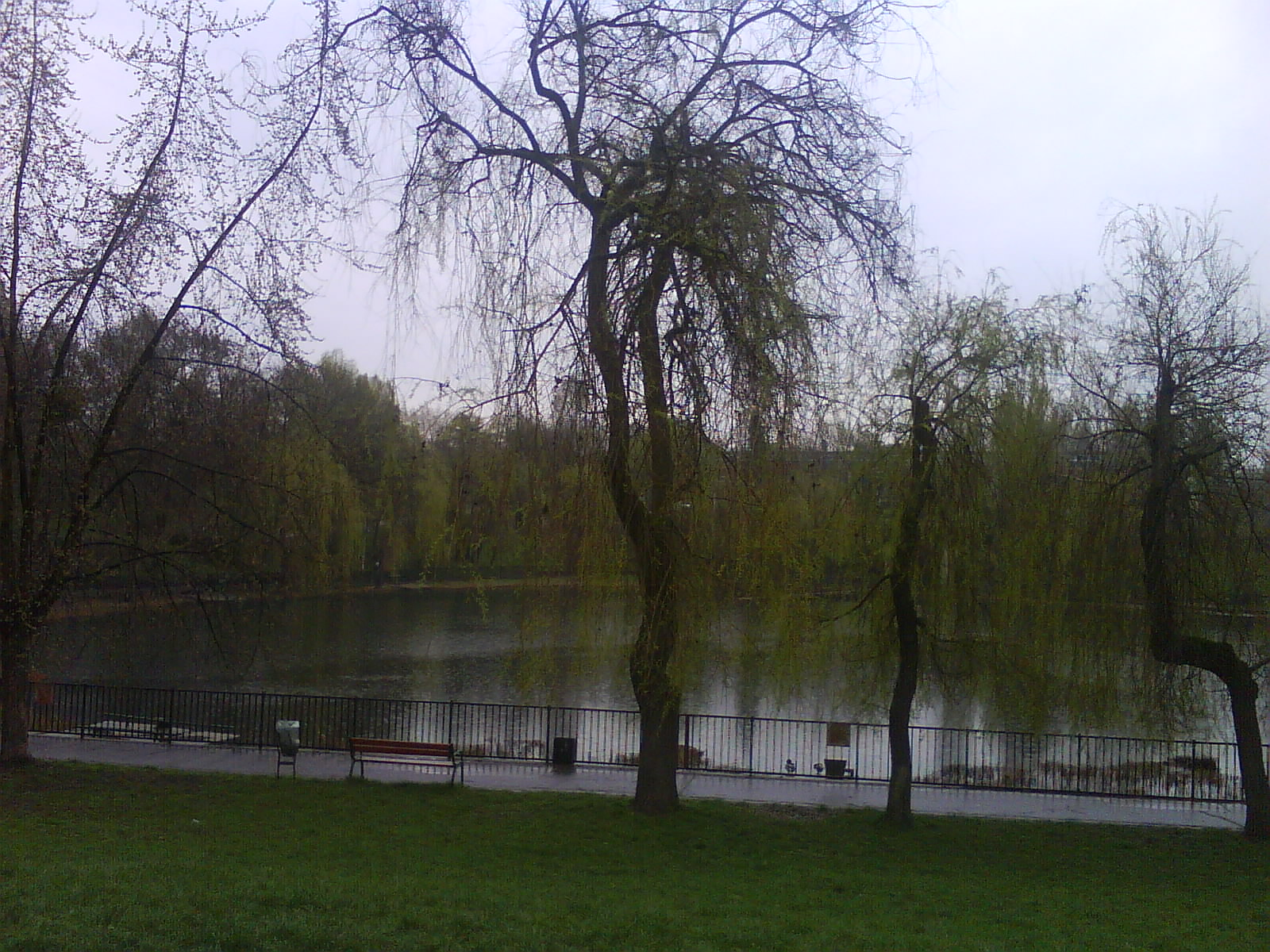
Mély-tó
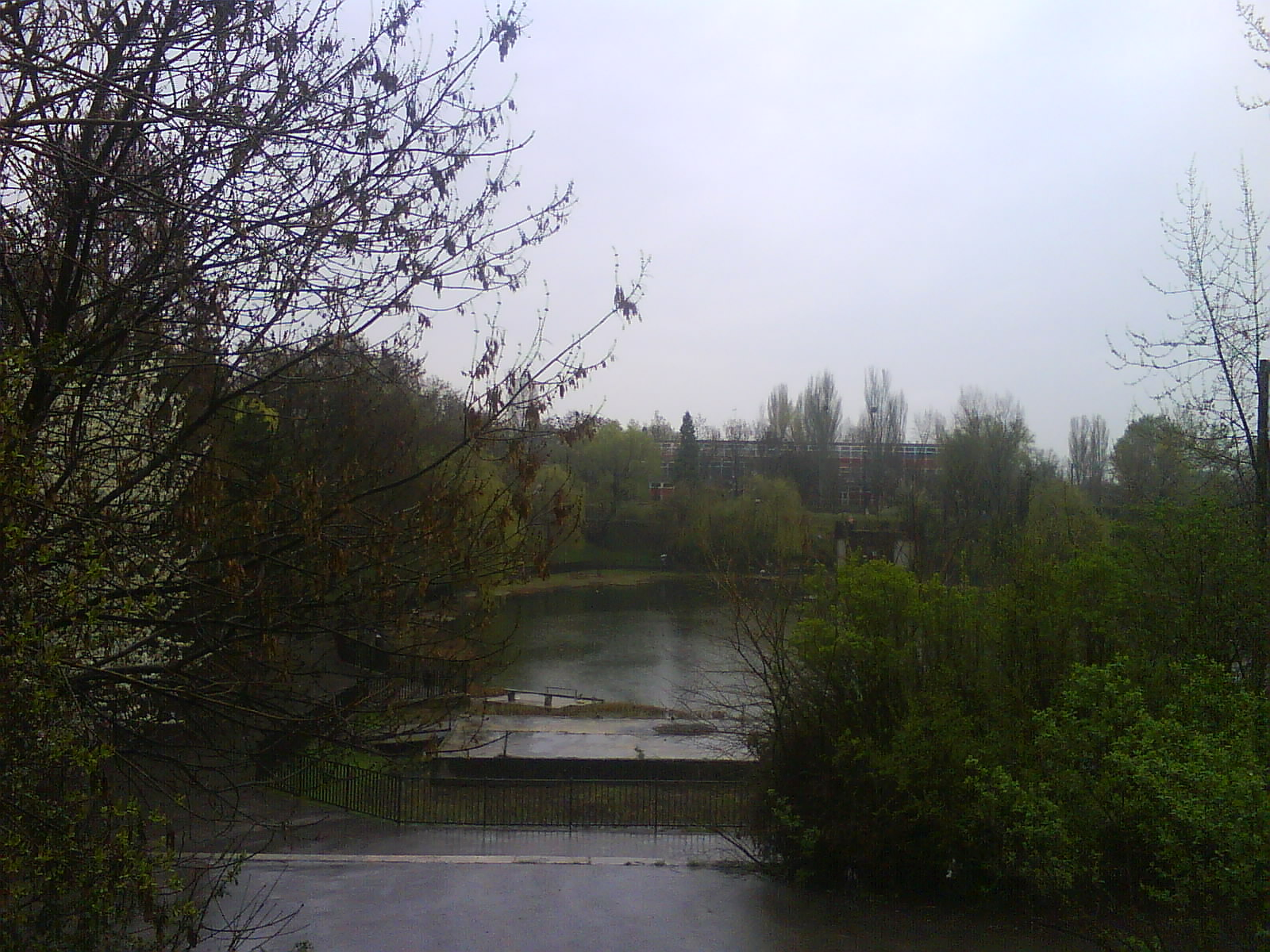
...háttérben a Büntetés-Végrehajtási Intézet
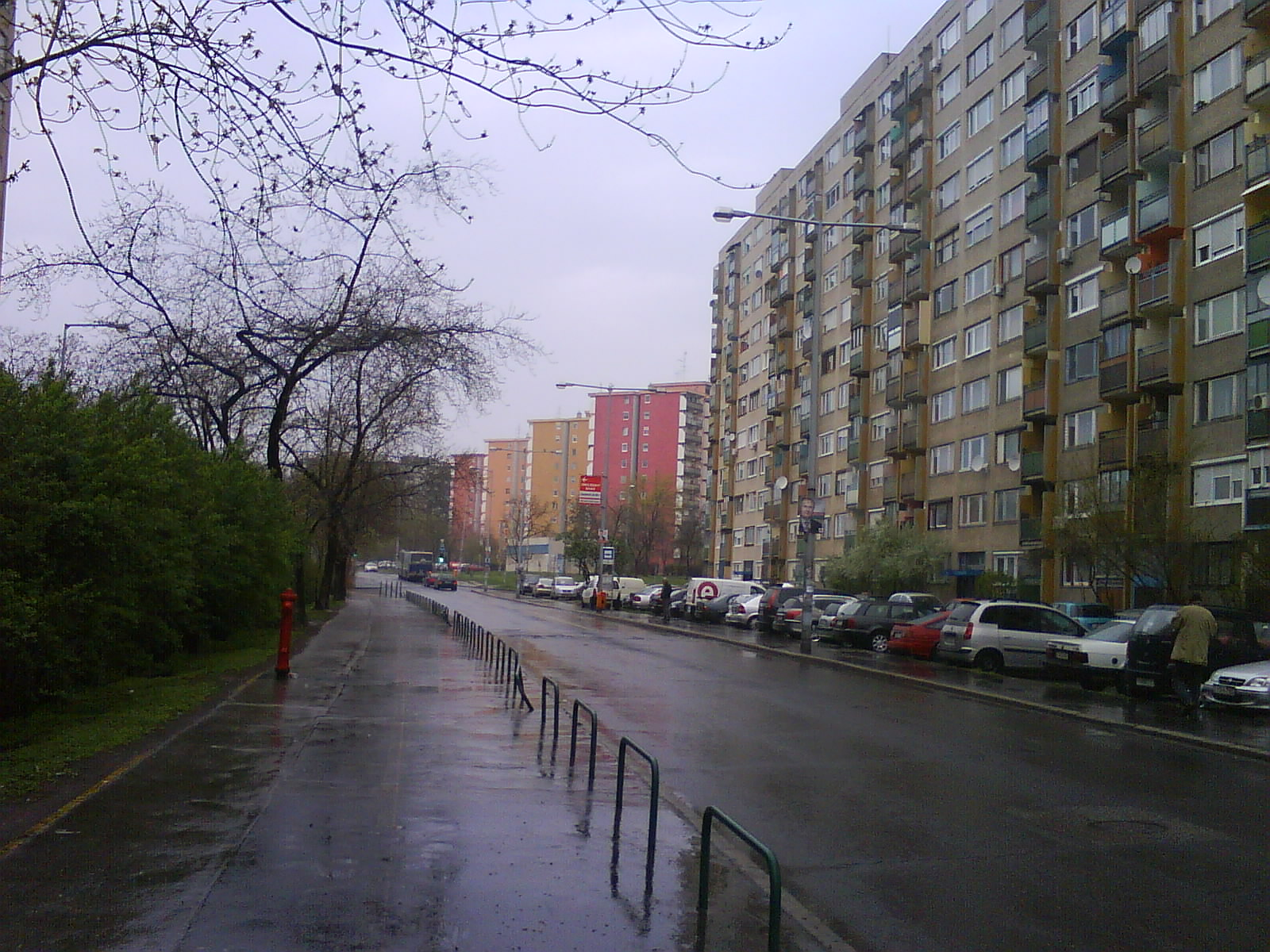
Óhegyi lakótelep Újhegyről
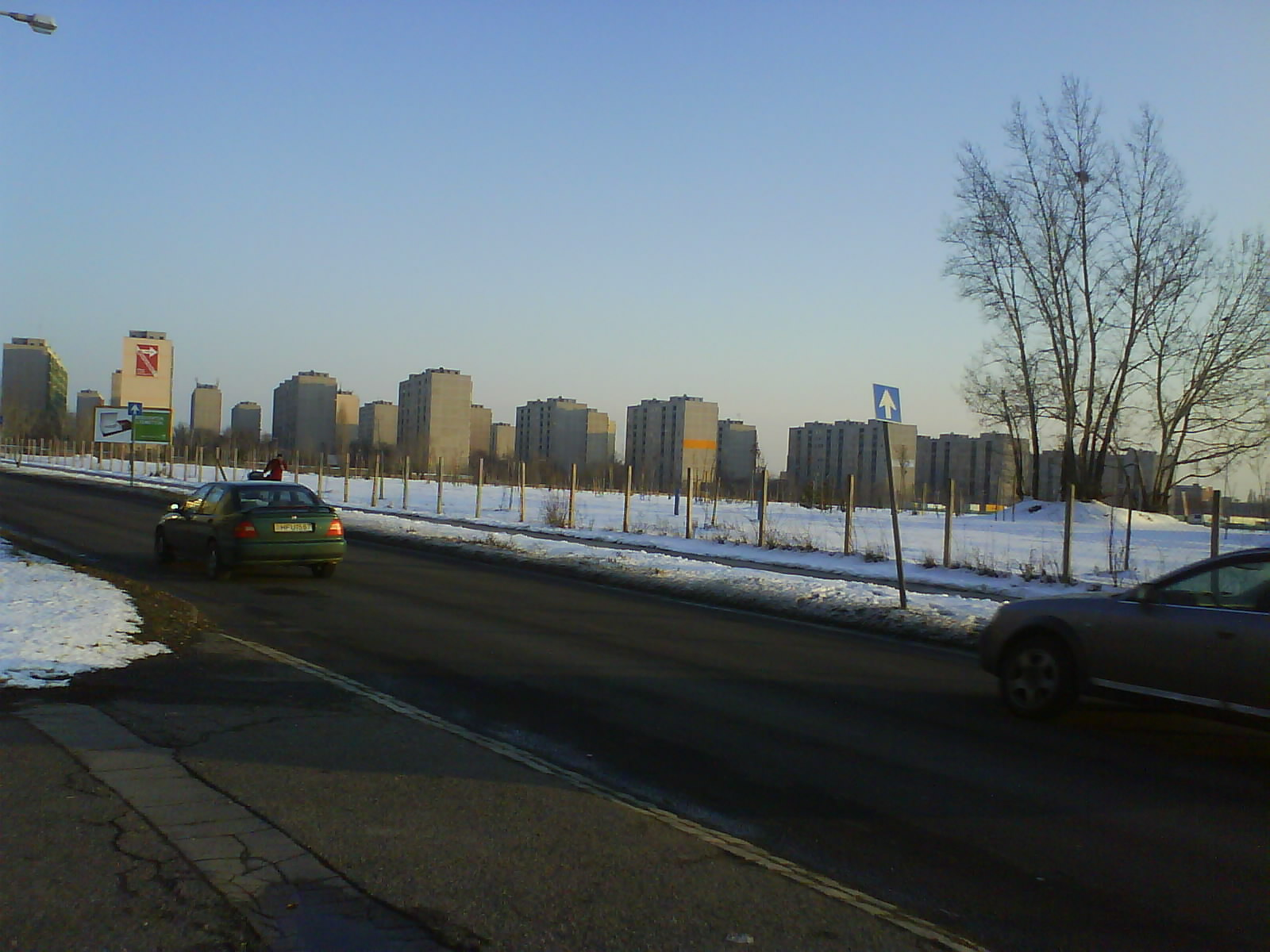
Újhegyi lakótelep
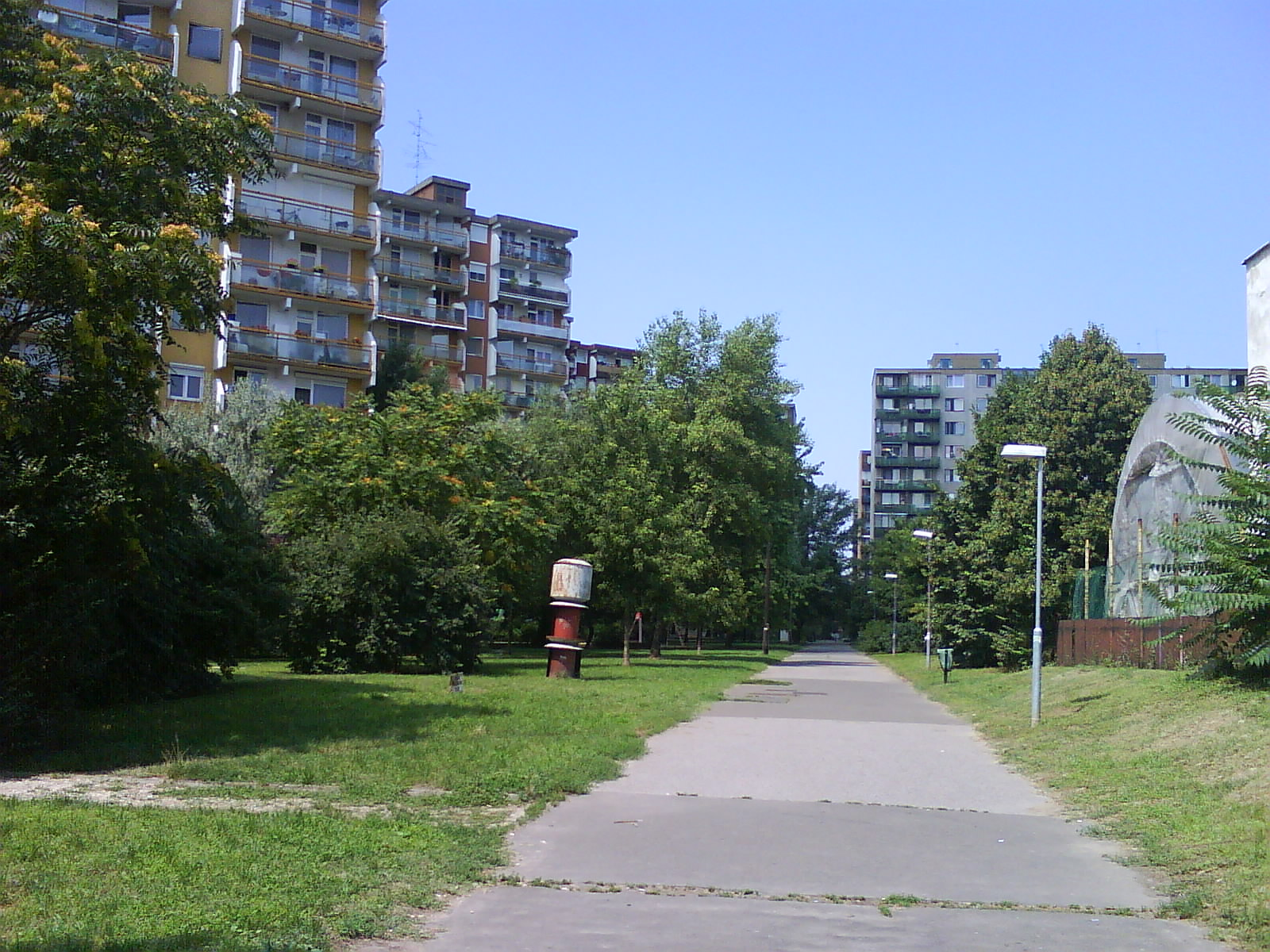
Mádi sétány
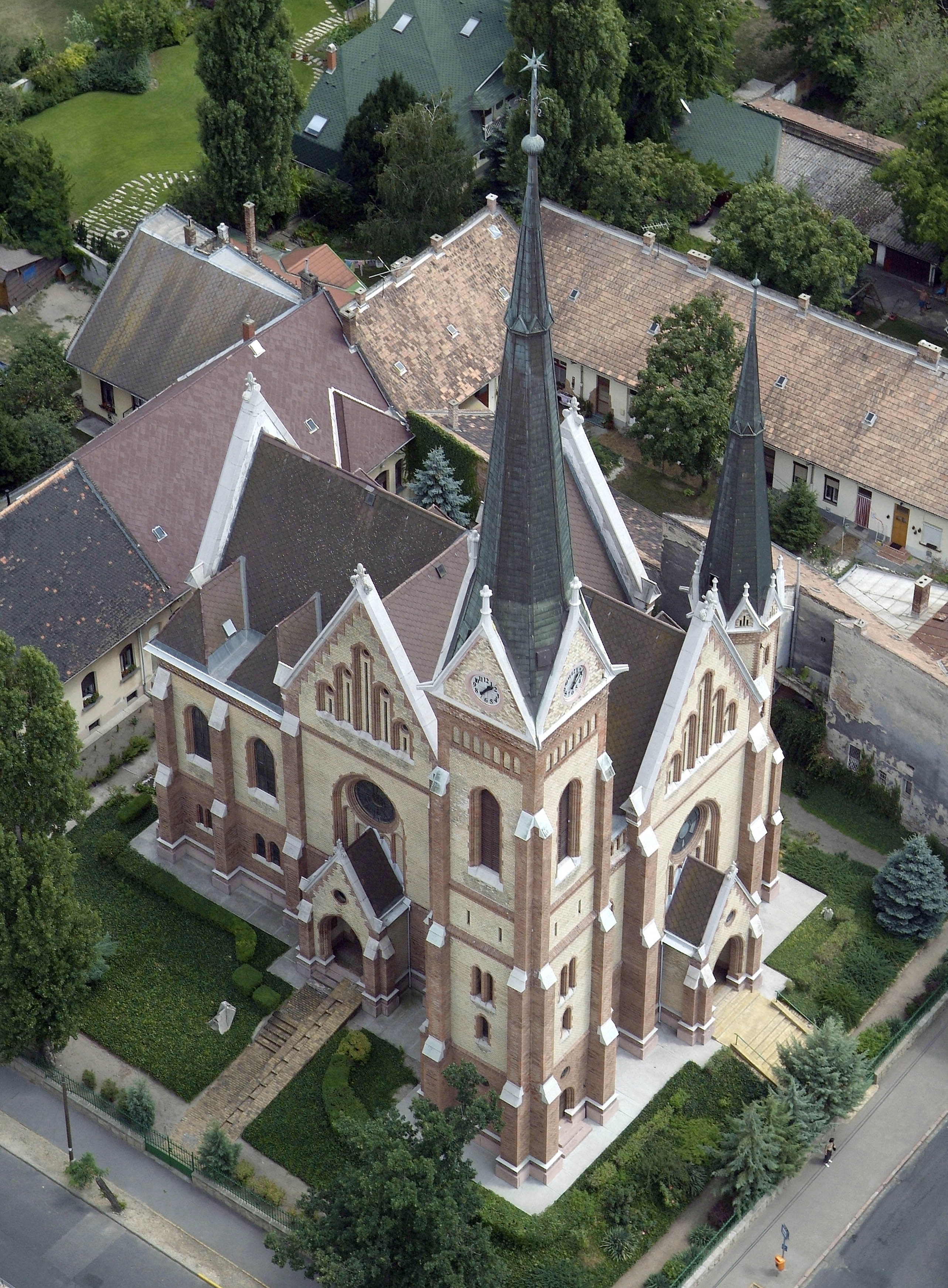
Budapest-Kőbányai Református Egyházközség temploma
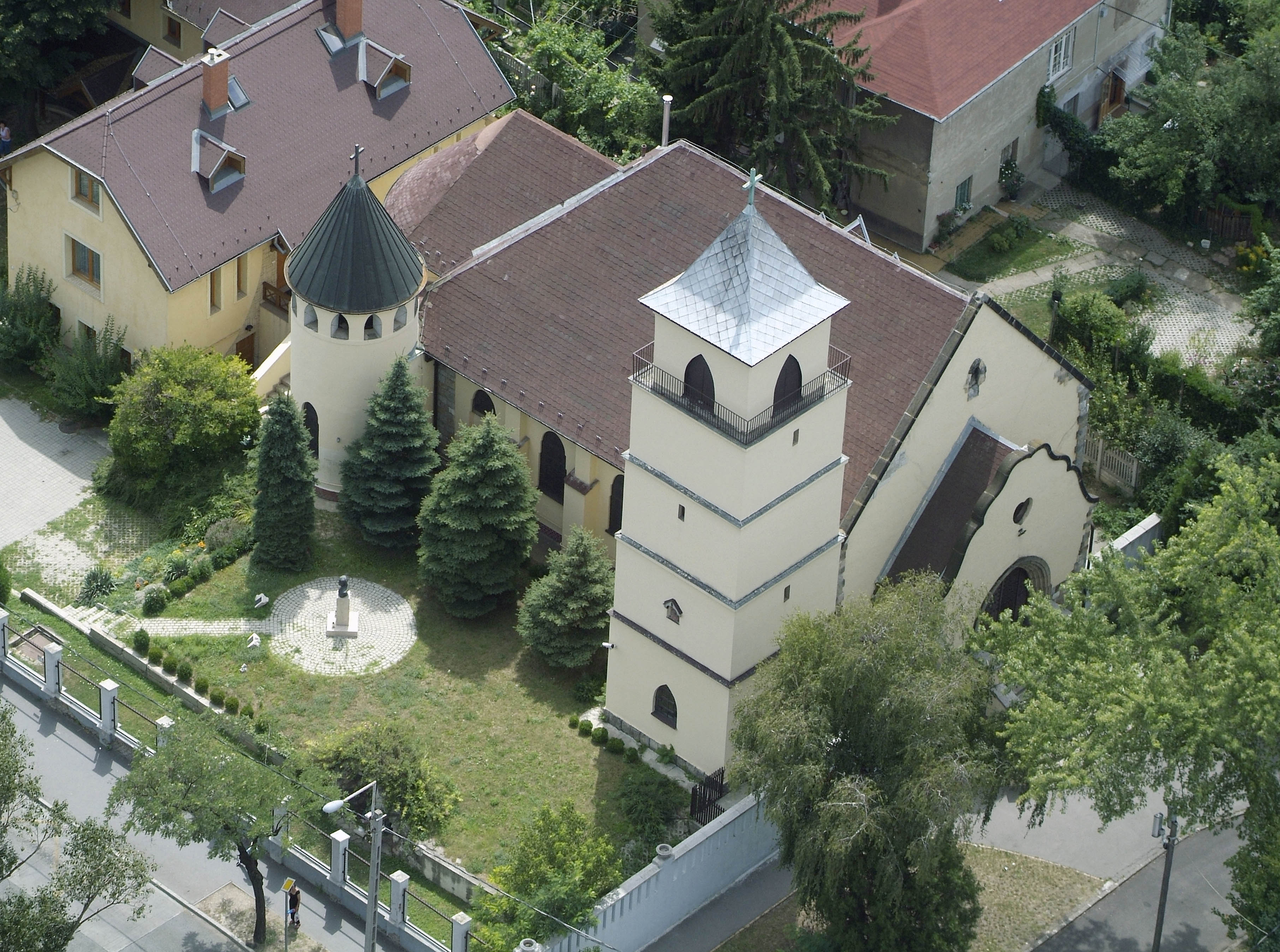
Lengyel nemzetiségi Mindenkor Segítő Szűz Mária templom
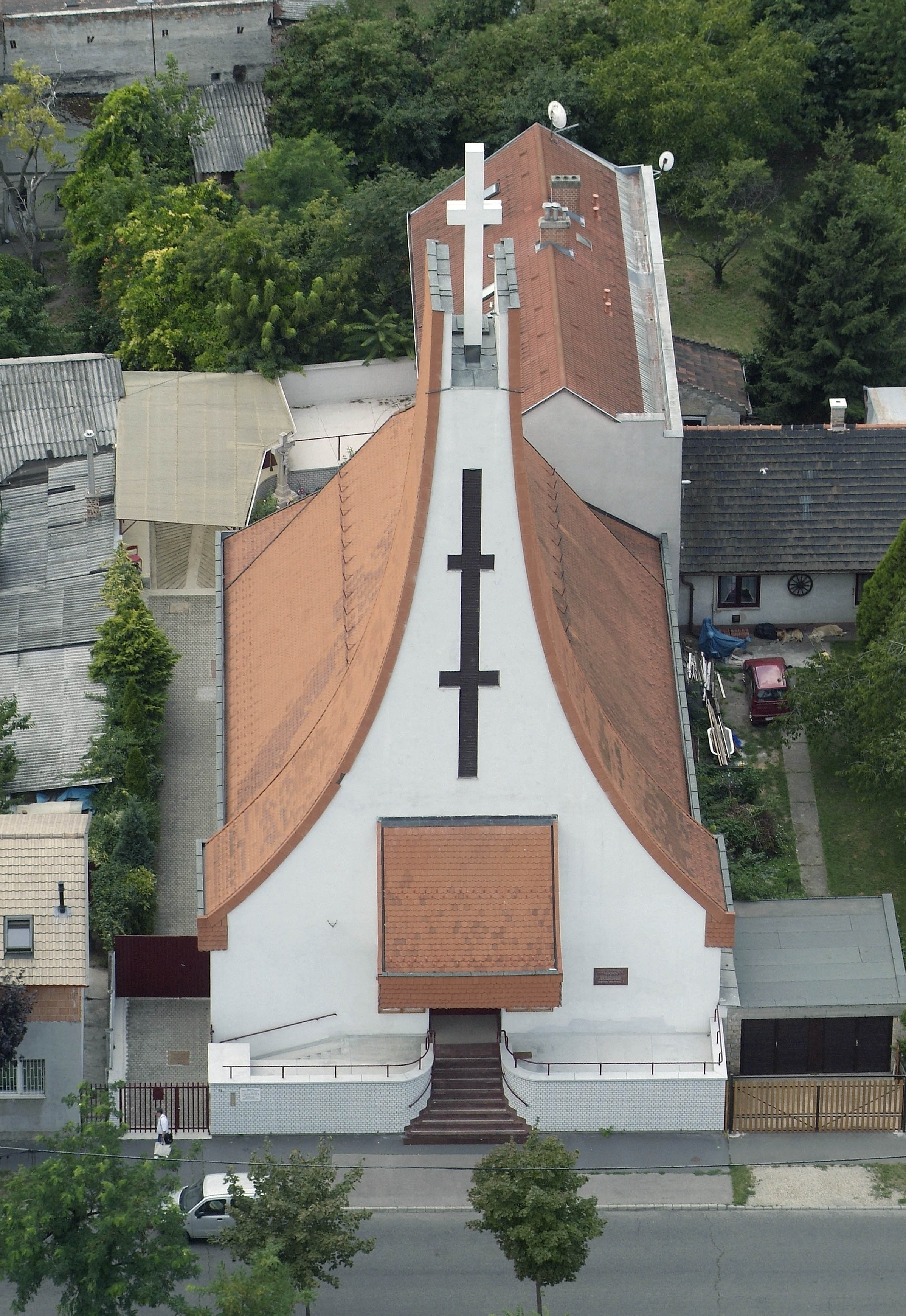
Kőbányai Szent György plébániatemplom
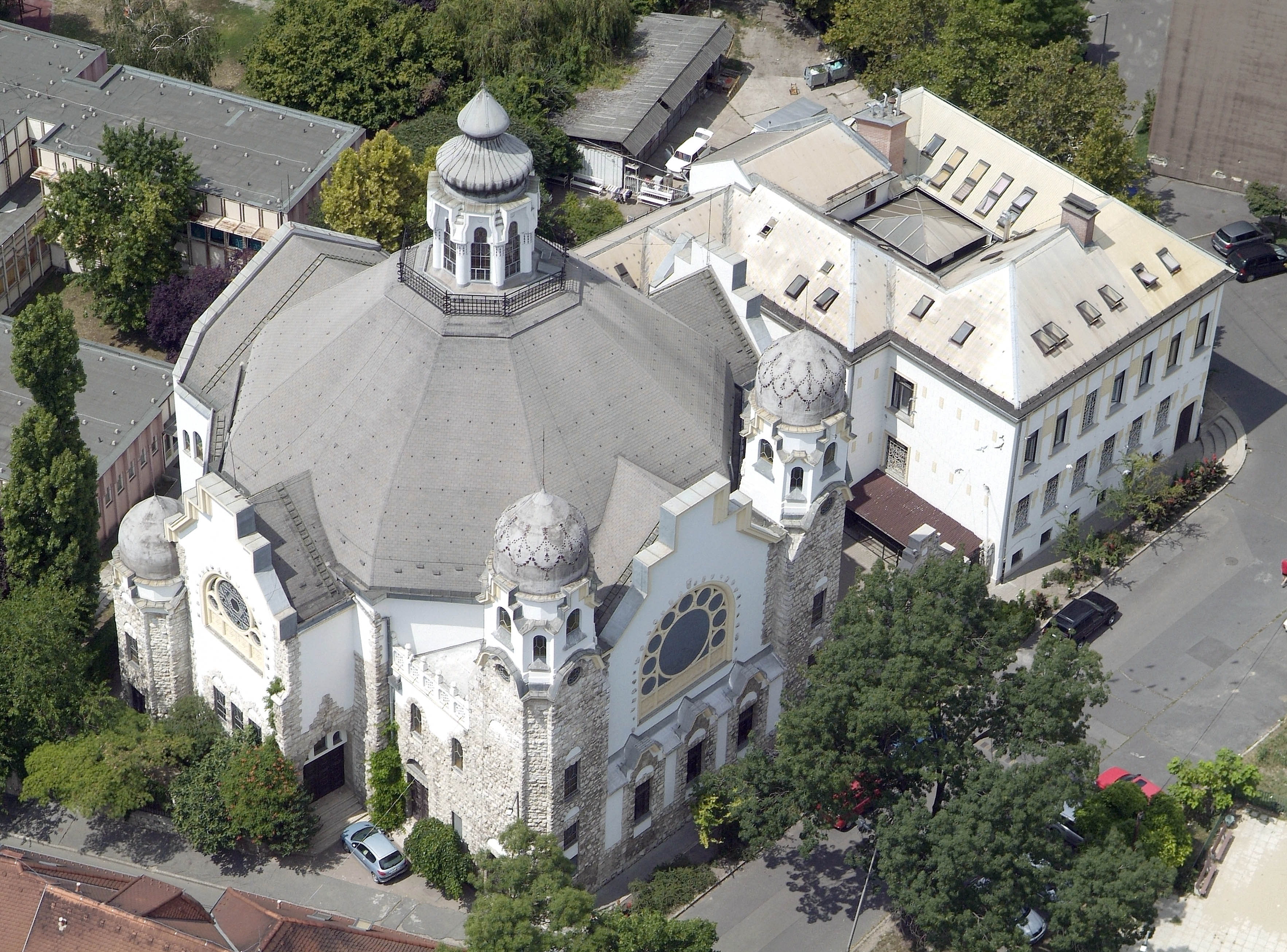
Sion-Budapest Gyülekezet Mindenki Temploma
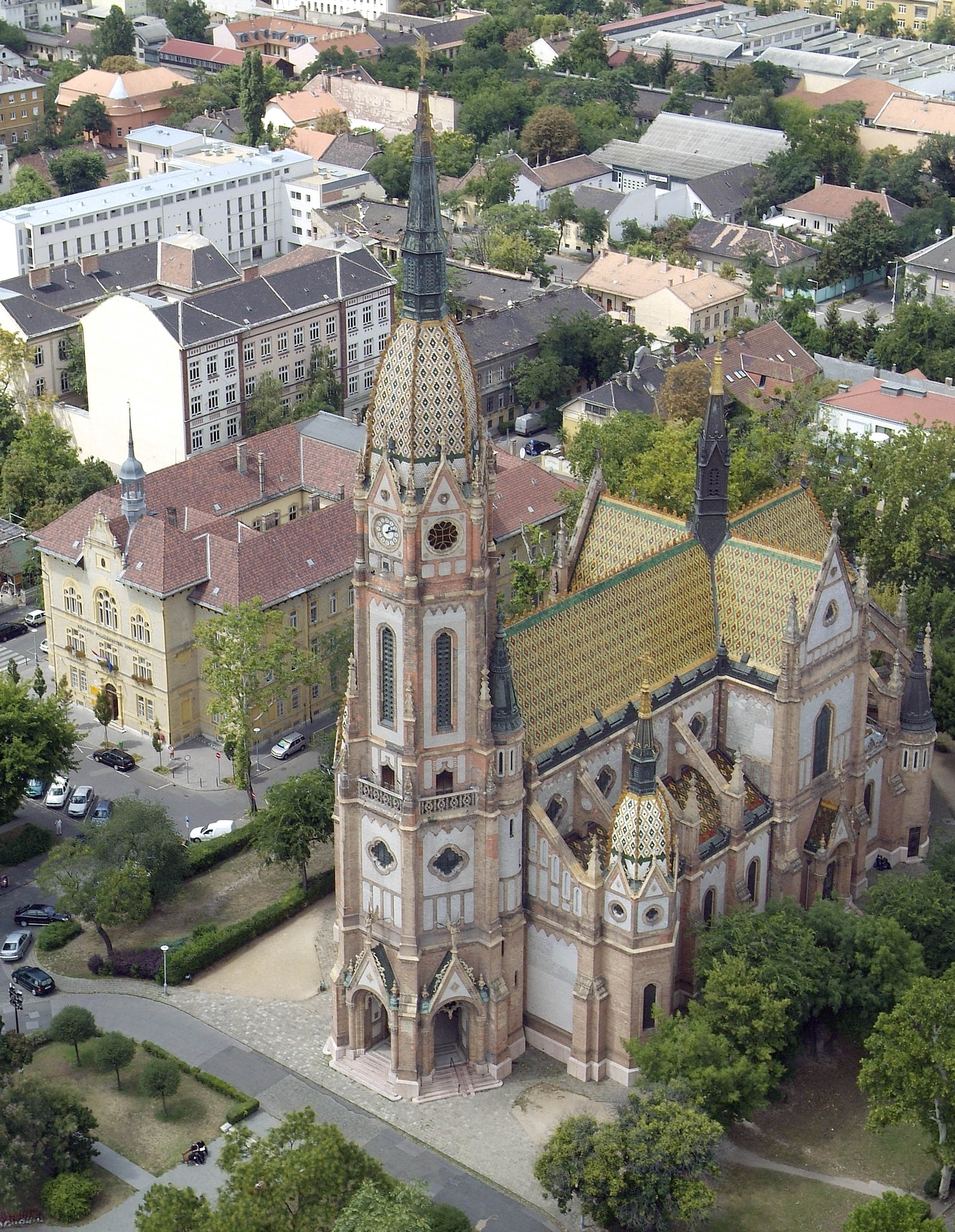
Kőbányai Szent László templom
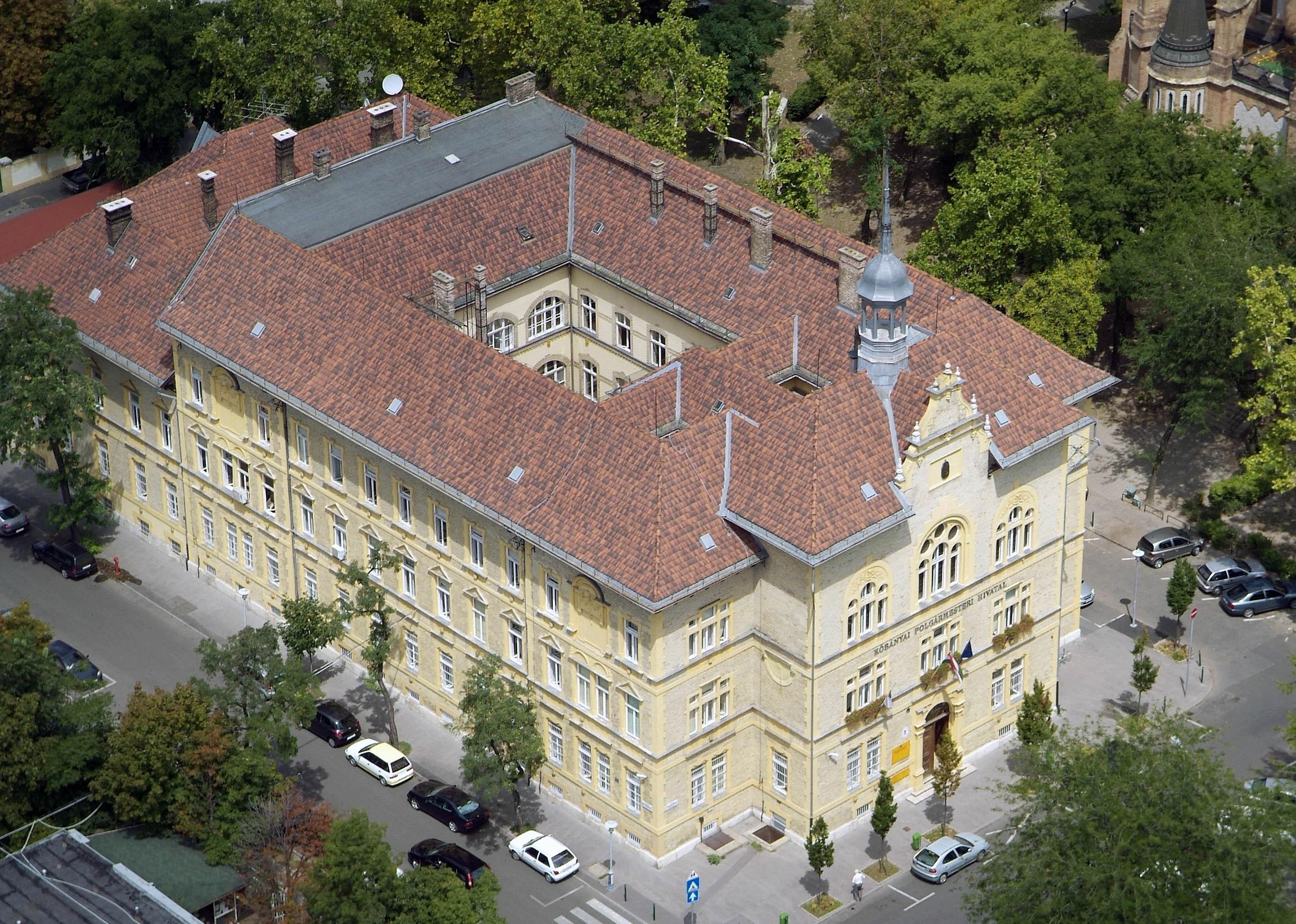
Kőbányai Önkormányzat
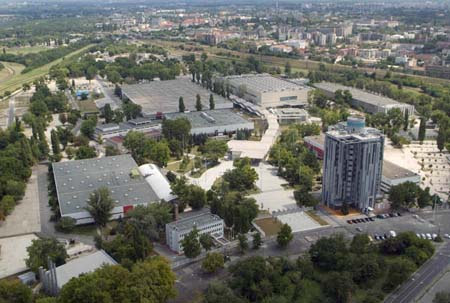
A Hungexpo légifotója
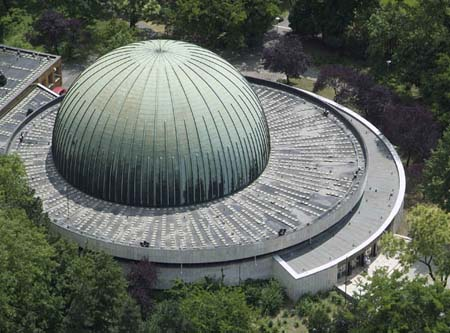
A Planetárium madártávlatból
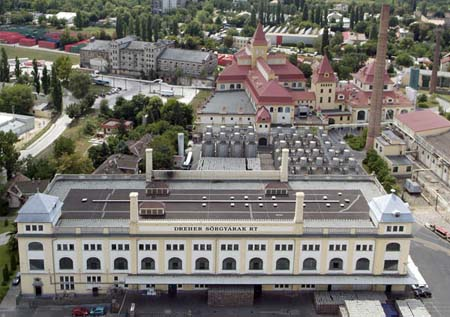
A sörgyár
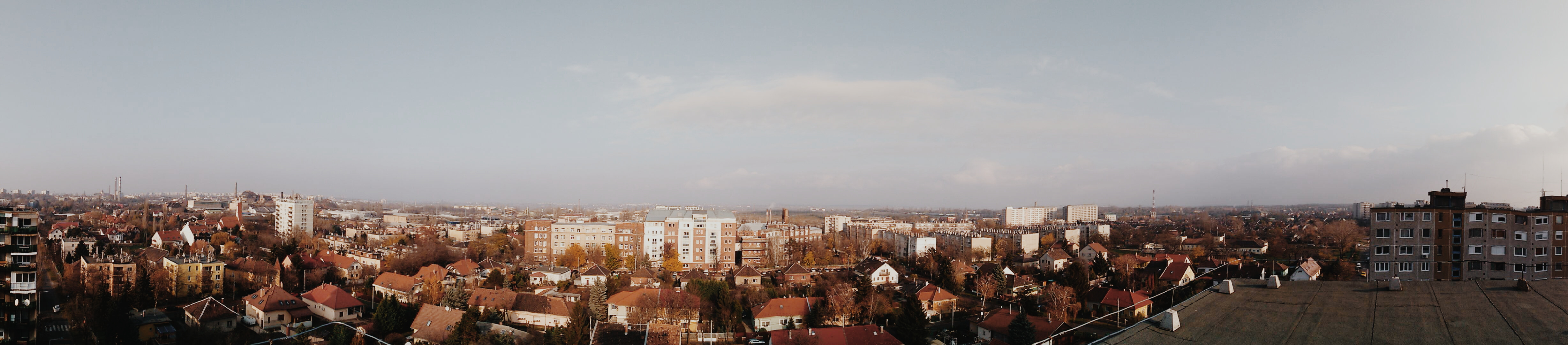
Panoráma egy panelház tetejéről